# Province autonome de Trente
Pour les articles homonymes, voir Trentin.
La province autonome de Trente, communément appelée Trentin, est une province italienne située dans le Nord-Est du pays, ayant pour chef-lieu la ville de Trente, qui lui a donné son nom. Le Trentin s'articule sur un axe principal constitué par l'ample sillon longitudinal du fleuve Adige, avec à l'ouest les Alpes rhétiques méridionales et à l'est les Dolomites.
En tant que composante de la région autonome du Trentin-Haut-Adige, elle appartient, avec la Vénétie et le Frioul-Vénétie Julienne, à la macro-zone du Triveneto. La province est également l'une des trois entités territoriales qui, avec le Tyrol autrichien et le Haut-Adige, constituent l'Eurorégion Tyrol-Haut-Adige-Trentin.
Bien que la langue maternelle de la grande majorité de la population soit l'italien, de nombreux dialectes locaux sont utilisés dans l'intégralité du territoire, avec des variations bien distinctes. Les principales minorités linguistiques sont germanophones (cimbres et mochènes) et ladines.

## Toponymie
Le toponyme Trentino est issu de Tridentum nom latinisé de la ville de Trente, suivi du suffixe -ino pour désigner le territoire contemporain. Il apparaît dès le XVIIe siècle. Pendant le règne des Habsbourg, la dénomination officielle de l'actuelle province était Tirolo meridionale ou Tirolo italiano. Lors du déclenchement des guerres d'indépendance italiennes, les autorités autrichiennes ont interdit l'utilisation du mot Trentino dans les publications pour être remplacée par des noms officiels.
Pendant l'adhésion autrichienne, le territoire habité par une population de tradition italophone, c'est-à-dire le Trentin actuel, a parfois été identifié par les Allemands avec l'homonyme Welschtirol, l'équivalent du « Tyrol italien » (pour le mot Welsch- voir Pays welche et Gaule). Quant à Südtirol, c'est l'équivalent de « Tyrol méridional ». Cette dénomination a été strictement utilisée pour délimiter la frontière linguistique au Tyrol.
Aujourd'hui, dans les lois régionales rédigées en italien et en allemand, l'institution provinciale est appelée « Province autonome de Trente » (en allemand : Autonome Provinz Trient).

## Histoire

### Des premières colonies au peuplement Romain

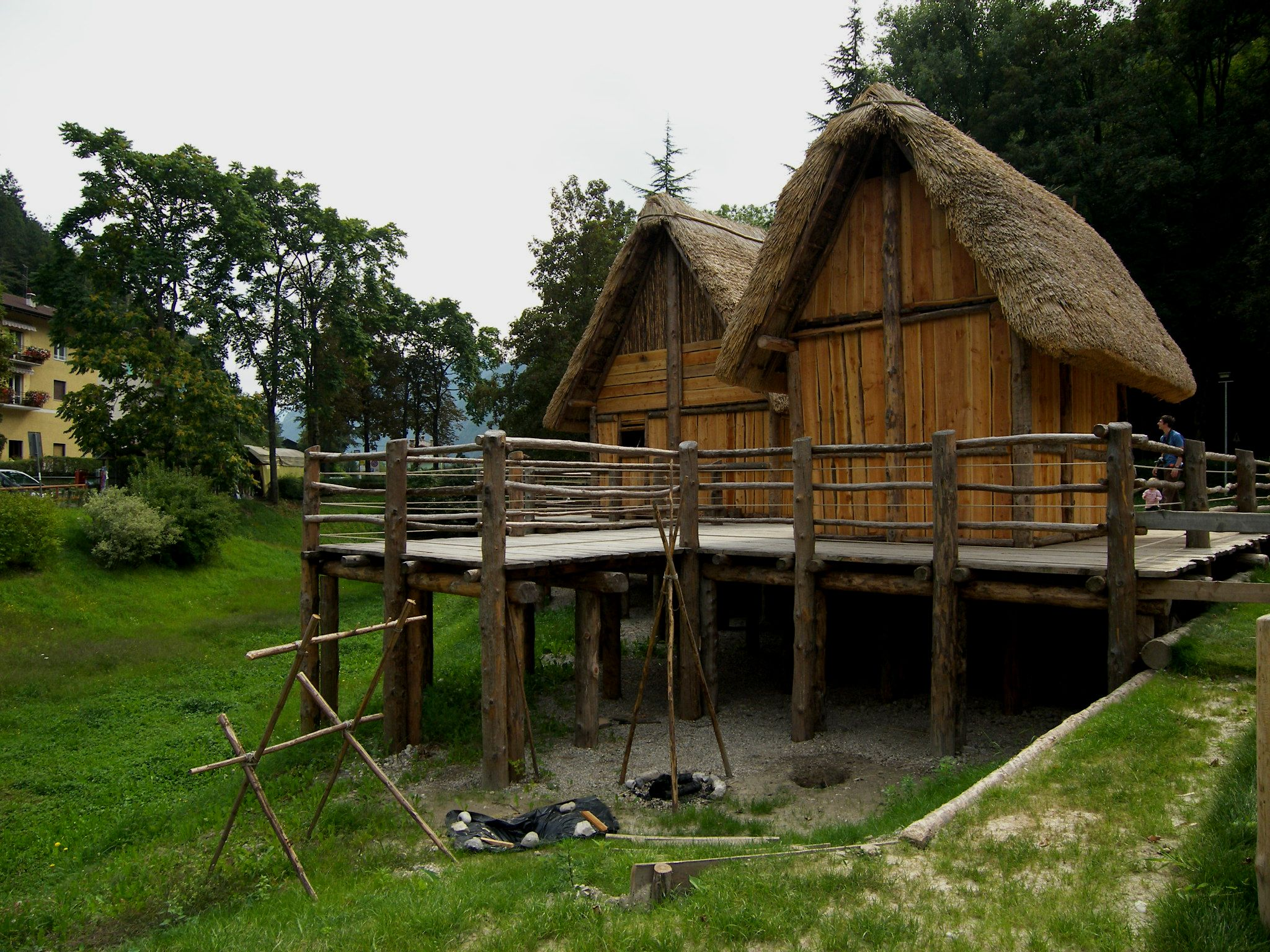
Reconstruction des maisons sur pilotis de l'Âge du bronze au lac de Ledro.

Le changement climatique survenu il y a environ 10 000 ans a rendu le climat plus doux et moins rigide, et a permis l'installation de populations sédentaires dans la région du Trentin, en particulier près des cours d'eau et des petits lacs.
L'âge du bronze est marqué par des installations importantes de logement en bois, construites sur pilotis en bois près de milieux lacustres. Des fouilles archéologiques effectuées dans les années 1930 près de la rive sud du lac de Ledro, dans la localité de Molina di Ledro, ont mis au jour une importante colonie qui remonte à environ 2000 av. J.-C..
Vers le 6e siècle av. J.-C., les Rhètes se sont installés sur le territoire provincial, ainsi que dans une grande partie de l'arc alpin central et oriental, dans les différentes vallées et en particulier dans l'ouest du Trentin (d'importantes trouvailles ont été trouvées, par exemple, à Sanzeno dans le val di Non, sur le plateau de Paganella ou encore à Stenico dans la Giudicarie). Selon l'historien romain Tite-Live, la population des Rhètes appartenait au même groupe ethnique que les Étrusques, dont la domination sur la Vénétie voisine est confirmée.
Les premiers contacts entre les Rhètes et les Romains remontent au troisième siècle avant J.-C., mais ce n'est qu'au premier siècle avant J.-C. que l'expansion romaine a commencé vers le nord. Entre 50 et 40 avant J.-C., Tridentum devint un municipium romain et prit les caractéristiques du centre économique, commercial et politique le plus important de la région.

### Du Moyen Âge à l’évêché de Trente

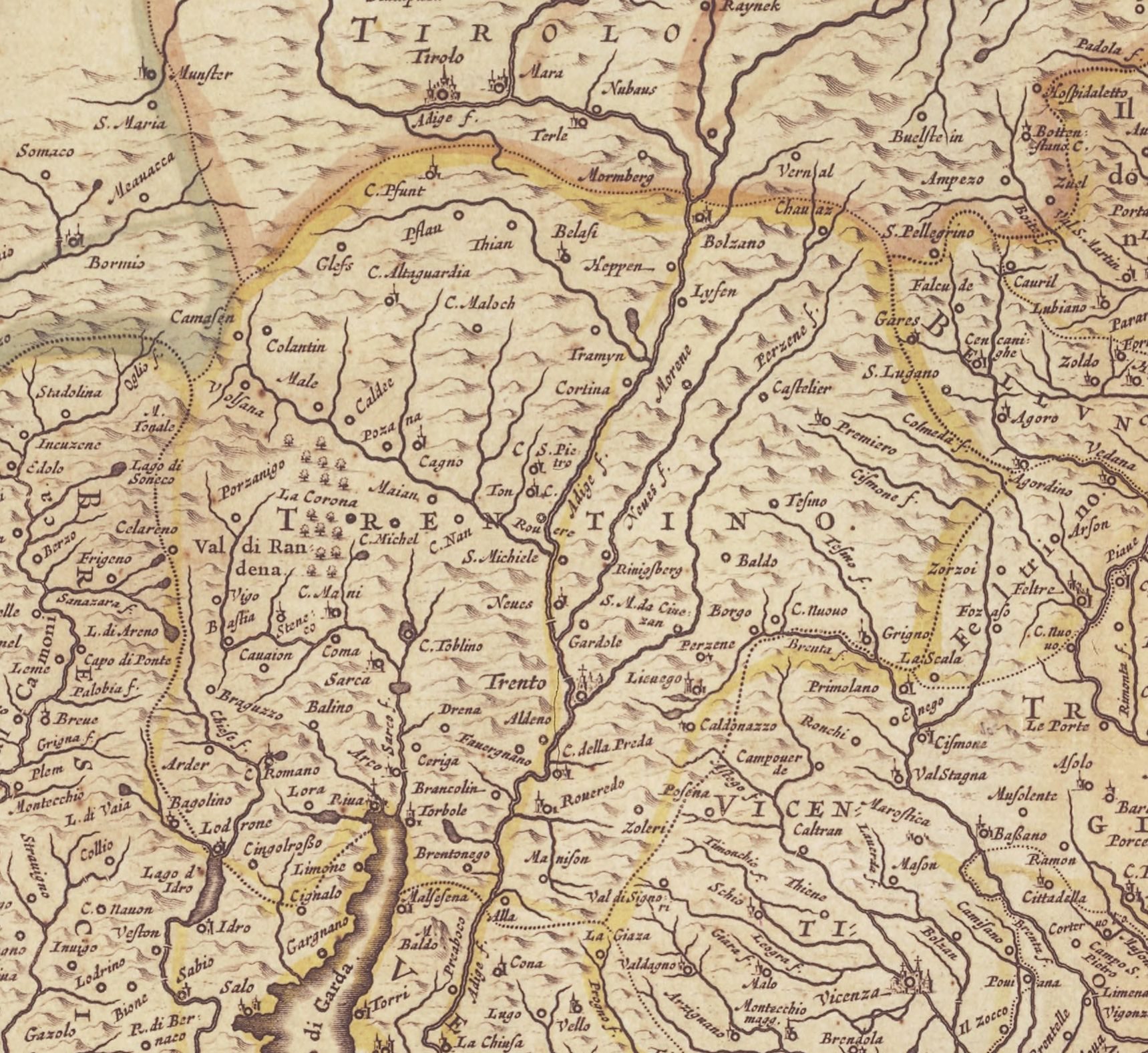
Le Trentin sur la carte Dominium Venetum, cartographe Henricus Hondius.

Parallèlement à la crise de l'Empire romain, désormais évidente entre le IVe siècle et le Ve siècle, il y a eu une large évangélisation des vallées du Trentin, en particulier grâce au travail de San Vigilio, troisième évêque de Trente.
Après les incursions des Goths, une grande partie du Trentin a été incluse dans le duché lombard de Trente, gouverné d'abord par le duc Evino († 595), à certains égards le premier véritable fondateur de l'unité territoriale du Trentin, puis par le catholique Gaidoaldo. Plus tard, le duché a été conquis par Charlemagne (774) avec le royaume lombard. Enfin, le Trentin a été intégré au Saint-Empire romain germanique au cours du Ve siècle par les Ottoniens.
En 1027, la principauté épiscopale de Trente est née, lorsque l'empereur Conrad II a nommé l'évêque de Trente Udalrich II prince du territoire tridentin. Les régions de la principauté comprenaient le Trentin occidental et central, la partie sud de l'actuel Haut-Adige, une partie de l'est du Trentin à l'exclusion de Primiero et de l'est de la Valsugana (territoires initialement attribués à l'évêque de Feltre) et le val di Fassa (confiée à l'évêque de Bressanone).
En 1339, un accord avec le roi de Bohême permet à l'évêque Nicolò da Bruna, ancien chancelier royal, de réorganiser l'armée de la Principauté épiscopale et de se doter des armoiries représentant l' aigle de San Venceslao, toujours symbole de la province, soudant les liens entre le Trentin et la Bohême.

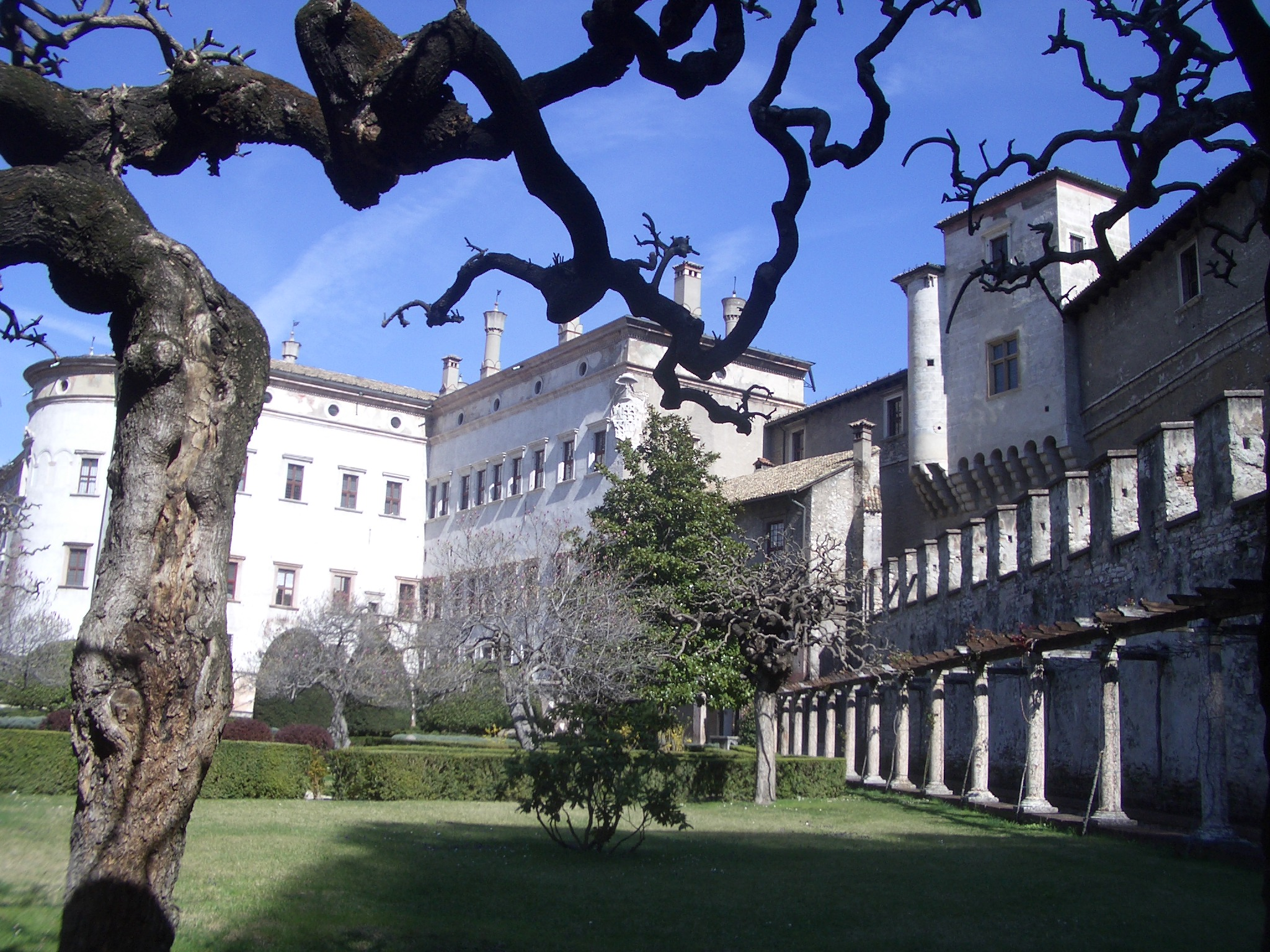
Trente, le château du Bon-Conseil, résidence des évêques princes.

Le pouvoir temporel de l'évêque de Trente a cependant été progressivement sapé par les comtes du Tyrol, qui ont assuré le contrôle des régions qui correspondent aujourd'hui au Tyrol du Sud et au Tyrol, remettant également en cause l'autorité politique de l'évêque de Bressanone. À leur tour, les comtes du Tyrol ont vu leur influence décliner et, en 1363, le château du Tyrol et tous les fiefs et droits ont été transférés aux Habsbourg.
Le duché de Milan et la république de Venise ont tenté à plusieurs reprises d'annexer les territoires du Trentin. La Serenissima a réussi pendant environ un siècle à maintenir le contrôle de la Vallagarina (1411), en particulier de Rovereto (à partir de 1416), annexant également Torbole et Riva del Garda (1441). Après la bataille d'Agnadello (1509), les Vénitiens vaincus par la Ligue de Cambrai ont perdu les dominions du Trentin.
Le refondateur de la Principauté épiscopale tridentine est considéré comme le cardinal Bernhard von Cles (1514-1539), élu du Trentin après une série de trois évêques allemands imposés par l'Empire, prince sensible à la culture humaniste, protagoniste d'un réaménagement architectural de Trente et l'un des principaux organisateurs du concile de Trente (1545-1563). Quatre membres de la puissante famille Madruzzo ont succédé à von Cles au sommet de l'église tridentine (les cardinaux Cristoforo, Ludovico, Carlo Gaudenzio et l'évêque Carlo Emanuele), qui a maintenu la Principauté épiscopale au centre de l'équilibre de la Région pendant plus d'un siècle (1539-1658).

### Période napoléonienne
Le début du XIXe siècle a également été marqué dans le Trentin par la période napoléonienne. Après les défaites autrichiennes face aux troupes françaises, le traité de Lunéville (9 février 1801) établit la sécularisation des États ecclésiastiques et donc la fin de la Principauté épiscopale de Trente. Entre 1805 et 1810, le Trentin a été incorporé au royaume de Bavière, aux termes du traité de Presbourg. En 1810, le traité de Paris a sanctionné l'annexion de Trente (avec Bolzano) au royaume d'Italie. Pendant l'occupation franco-bavaroise (1805-1815), de nombreux habitants des vallées du Trentin ont rejoint la rébellion loyaliste menée par Andreas Hofer.

### Annexion au comté du Tyrol
Avec la restauration, la Principauté épiscopale n'a pas été reconstituée et le Trentin a cessé de jouir de sa propre autonomie, étant annexé au comté du Tyrol, habité principalement par des populations germanophones, incorporé dans la Confédération germanique.
La dure politique de restauration entreprise par les Habsbourg a conduit au soulèvement de Trente en 1848 et a déclenché des protestations de politiciens du Trentin, qui ont refusé de participer à la Diète constituante tyrolienne d'Innsbruck pour la disproportion injuste de la représentation italienne. Les demandes de détachement du Trentin de la Confédération germanique et d'autonomie complète du Tyrol ont cependant été rejetées. Le mouvement pro-italien et l'irrédentisme s'est renforcé, également en réponse à une nouvelle tendance centralisatrice des Habsbourg et aux tentatives de germanisation intensifiées après la défaite autrichienne de Sadowa. Cesare Battisti était l'un des principaux irrédentistes, qui a soutenu la nécessité de l'annexion du Trentin au royaume d'Italie.

### Première Guerre mondiale et le Trentin sous le royaume d'Italie

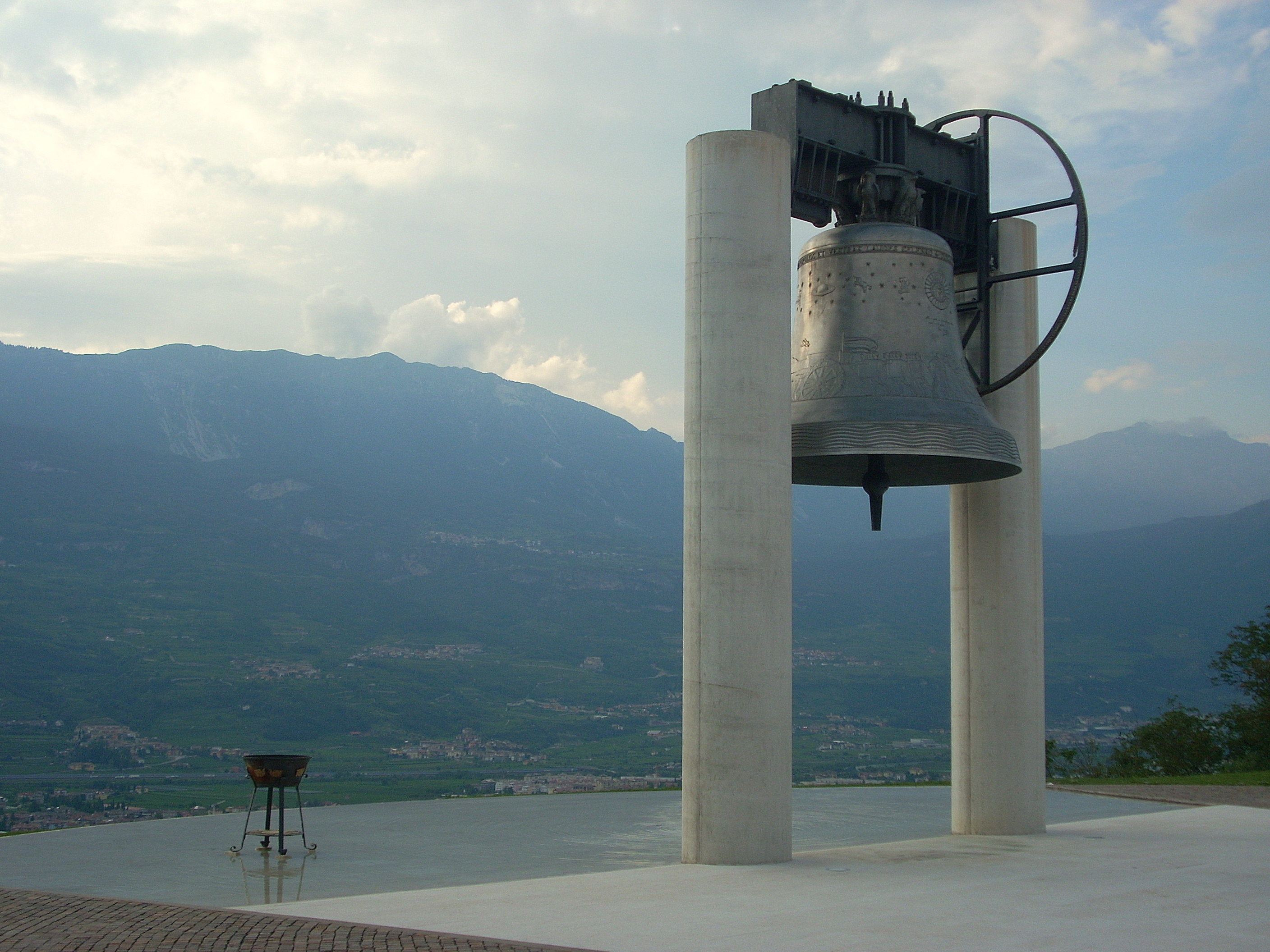
Cloche des morts commémorant les victimes de la Première Guerre mondiale.

À la suite de l'ordre de mobilisation émis par l'empereur François-Joseph le 31 juillet 1914, plus de 55 000 Trentins furent appelés à combattre dans l'armée austro-hongroise, d'abord sur le front de l'Est contre les Russes et les Serbes (1914-1917) et également sur le front sud contre le royaume d'Italie depuis 1915, rendant un lourd tribut au sang : environ 11 000 morts et des milliers d'autres blessés et prisonniers.
Le territoire du Trentin est devenu l'un des principaux théâtres d'affrontement de la Première Guerre mondiale entre l'Italie et l'Autriche-Hongrie, ce qui a provoqué d'énormes destructions. Des dizaines de milliers de civils, habitants des pays proches du front ou soupçonnés d'une quelconque connivence avec les Italiens, ont été forcés d'abandonner leurs maisons et évacués vers des camps de réfugiés dans des territoires éloignés de l'empire austro-hongrois, dont Katzenau. Des milliers d'autres habitants ont été internés dans divers endroits en Italie, à la suite des évacuations ordonnées par l'armée royale dans les territoires occupés du sud du Trentin après les premiers mois de la guerre. L'exode du peuple tridentin a pris des proportions dramatiques. On estime que sur une population enregistrée en 1910 de plus de 393 000 habitants, 173 026 ont été expulsés du Trentin. Dans les jours précédant le 23 mai 1915, date de la déclaration de guerre de l'Italie, les commandements militaires autrichiens et le ministère de l'Intérieur ont déclenché le plan d'évacuation du Trentin et de la côte autrichienne, qui était en place depuis des mois. Le plan prévoyait initialement l'évacuation de 40 000 personnes du Trentin (dont 10 000 germanophones).

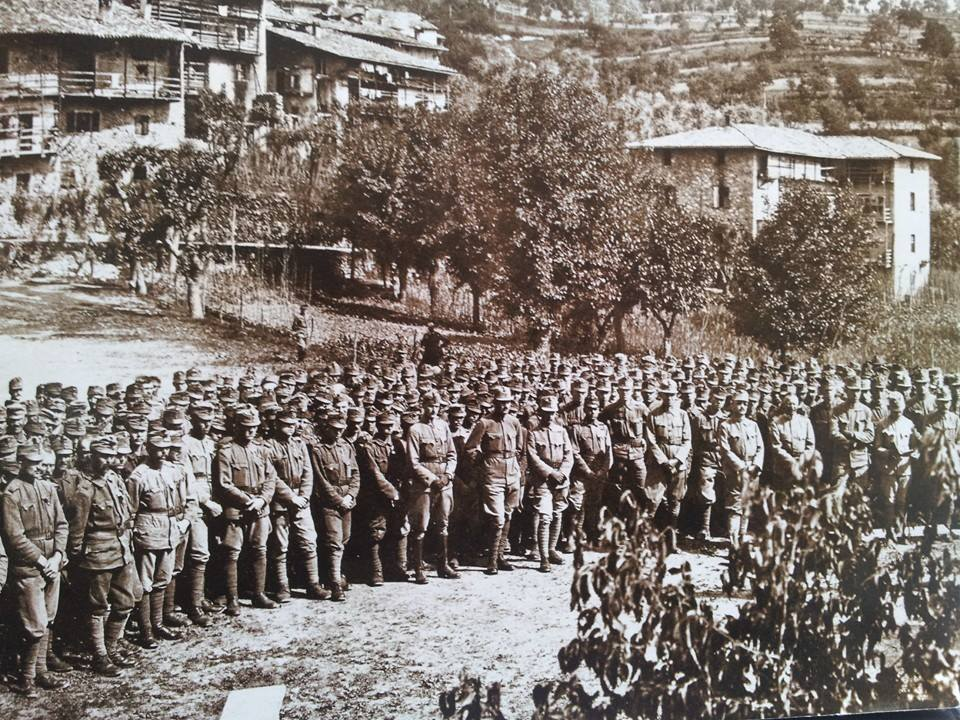
Certains Kaiserjäger assistent à une messe dans la ville de Castellano (Villa Lagarina).

En 1915, compte tenu des besoins supplémentaire de soldats, l'Autriche a invité les Standschützen du Tyrol et du Voralberg, membres des associations de tir à la cible (de moins de 18 ans et de plus de 50 ans), à se battre pour la défense de la frontière sud.
Avec le traité de Saint-Germain-en-Laye en 1919, le Trentin faisant partie du Tyrol au sud du bassin versant alpin a été annexé au royaume d'Italie. Ainsi naquit la Vénétie tridentine, dont l'administration provinciale provisoire fut confiée au populaire Enrico Conci, ancien député de Vienne. Cette parenthèse libérale initiale a été étouffée avec l'avènement du fascisme en 1922, lorsque les organes autonomes du Trentin ont été supprimés en étendant la loi municipale et provinciale italienne dans une clé autoritaire à la province et en mortifiant toute demande autonomiste. La province de Trente a été créée avec arrêté royal du 21 janvier 1923, et comprenait à l'origine l'ensemble du Trentin-Haut-Adige. Les districts judiciaires d'Ampezzo et de Livinallongo se sont détachés du contexte provincial et sont devenus partie intégrante du territoire de la province de Belluno. Certains aspects du système des Habsbourg, tels que le cadastre et l'ordre de la publicité immobilière basée sur les livres fonciers ont été conservés dans les territoires annexés en 1919.
En 1927, la nouvelle province de Bolzano a été détachée du Trentin. En 1929, les municipalités de Pedemonte et Casotto ont été séparées du Trentin, les unifiant avec le nom de Pedemonte et les regroupant dans la province de Vicence. En 1934, les municipalités de Magasa et Valvestino ont été séparées du Trentin et regroupées dans la province de Brescia. Toutes ces municipalités ont demandé par référendum à se reconnecter au Trentin et la procédure complexe de regroupement est en cours.

### Seconde Guerre mondiale et le Trentin sous la République italienne
Après la chute de Mussolini, le Trentin, le Haut-Adige et la province de Belluno ont été incorporés dans la zone d'opérations des Préalpes (10 septembre 1943 ) avec pour capitale Bolzano et soumis à l'administration militaire de l'Allemagne nazie, bien que faisant officiellement partie de la République sociale italienne.
Plusieurs groupes de résistance se sont organisés dans les vallées, auxquelles les troupes d'occupation nazies ont réagi par une répression sanglante, aboutissant aux massacres de la basse Sarca (28 juin 1944) et de Malga Zonta (12 août 1944). Le Corps de sécurité du Trentin a également participé aux répressions, conçues comme des forces de police, mais en réalité employées massivement en dehors de la province (en particulier dans les régions de Belluno et Vicence) dans des opérations anti partisanes et de représailles.
Pendant la Seconde Guerre mondiale, Trente a également été bombardée par les alliés du 2 septembre 1943 au 3 mai 1945, pour un total de 80 raids qui ont fait environ 400 victimes et causé de nombreux dégâts matériels. Lors du premier bombardement, le massacre de Portela a tué environ 200 personnes. Le 2 mai 1945, les forces armées allemandes ont déposé leurs armes.
Après la Seconde Guerre mondiale, alors que les Tyroliens du Sud souhaitaient retourner à l’Autriche, le peuple du Trentin a demandé que la région Trentin-Haut-Adige devienne autonome au sein de l'Italie. Les demandes du Trentin ont été couronnées de succès et sur la base de l'accord De Gasperi-Gruber (1946) entre le ministre italien des Affaires étrangères, le Tridentin Alcide De Gasperi, et l'Autrichien Karl Gruber, le premier statut d'autonomie a été approuvé et la région Trentin-Haut-Adige a été établie, regroupant les 12 municipalités suivantes : Anterivo, Bronzolo, Cortaccia, Egna, Lauregno, Magrè (dont la municipalité de Cortina a ensuite été séparée), Montagna, Ora, Proves, Salorno, Senale-San Felice et Trodena.

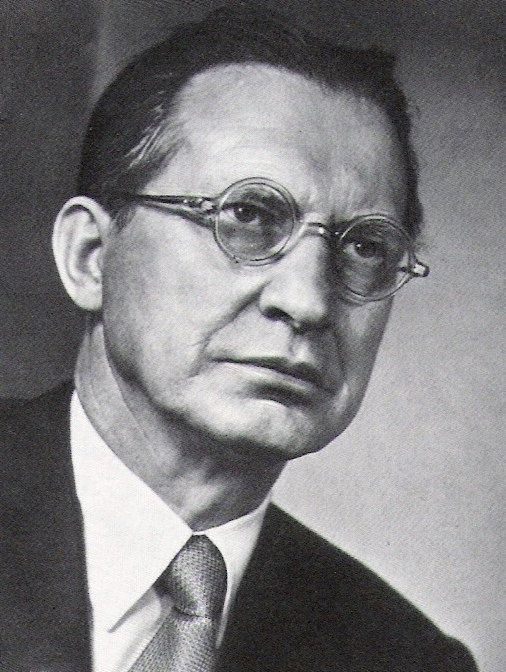
L'homme d'État du Trentin Alcide De Gasperi, architecte de l'autonomie du Trentin-Haut-Adige avec Karl Gruber.

Jusqu'au milieu des années 1950, la démocratie chrétienne du Trentin et du Südtiroler Volkspartei (SVP), le parti de référence de la population germanophone du Tyrol du Sud, ont collaboré à la gestion de l'organisme régional. Cependant, à partir de 1955, année de la reconstitution de la République autrichienne, déterminée à soutenir les revendications du Tyrol du Sud, le SVP a adopté une politique sans compromis envers la population et les institutions italiennes du Tyrol du Sud et a choisi une ligne de confrontation envers l’institut régional, perçu comme centralisateur et peu attentif à la diversité de la minorité allemande, également parce qu'il est dominé par le Trentin italophone et le Tyrol du Sud. L'évolution de cette politique a conduit à la naissance d'un mouvement terroriste, le Comité pour la libération du Tyrol du Sud, dont les actions ont également débordé dans le Trentin (faisant trois morts).
En 1972, après de longues négociations impliquant également le gouvernement autrichien, le deuxième statut d'autonomie est entré en vigueur et la plupart des compétences du Trentin-Haut-Adige ont été transférées aux deux provinces, qui sont devenues autonomes, tandis que le la région est devenue un lien entre les politiques du Trentin et celles du Tyrol du Sud, préservant la région entre les quelques prérogatives l'établissement et la tenue de livres fonciers. Dans les années qui ont suivi, à la suite de ces accords, de nouvelles délégations de pouvoirs étatiques ont toujours été attribuées aux deux provinces, accompagnées de moyens financiers, selon certains observateurs, augmentés par rapport à la cohérence de la population locale, à tel point que les deux provinces se sont retrouvées à l'avantage financièrement en ce qui concerne les régions voisines à statut ordinaire, la Lombardie et la Vénétie. Pour cette raison, compte tenu également de la réforme alors naissante du fédéralisme fiscal, le 30 novembre 2019, le président de la province de Bolzano Luis Durnwalder, le président de la province de Trente Lorenzo Dellai et les ministres Giulio Tremonti et Roberto Calderoli ont signé un accord à Milan dans le but de déléguer de nouvelles compétences aux deux provinces autonomes et de les faire adhérer au pacte de stabilité. Depuis, les deux provinces se sont chargées de financer un fonds destiné au développement des communes extra-régionales voisines intéressées à rejoindre le Trentin-Haut-Adige .
Depuis les années 1990, la coopération transfrontalière entre les régions du Tyrol historique d'Italie et d’Autriche s'est renforcée. Ensemble, elles forment l'Eurorégion Tyrol-Haut-Adige-Trentin, un groupe européen de coopération transfrontalière, dont les réunions incluent parfois aussi le Land autrichien du Vorarlberg.

## Armoiries et drapeau

### Armoiries
| Blason de Province autonome de Trente | Blason  | Aucun. |
| Blason de Province autonome de Trente | Détails | « su scudo appuntato: d'argento, all'aquila di Trento; con la bordatura, diminuita in filetto, di porpora. Sopra lo scudo, la corona speciale della Provincia autonoma di Trento, che è formata dal cerchio d'oro, brunito, gemmato, cimato da quattro fioroni d'oro (tre visibili) sostenuti da punte, e alternati da dodici sferette d'oro, di cui otto poste sul margine del cerchio (quattro visibili, due e due), e quattro, sostenute da punte (due visibili, una e una), alternanti le sferette poste sul margineginale. » — décret présidentiel, 4 janvier 1988 « sur bouclier argenté, est épinglé l'aigle de Trente : avec bordure, diminué en filet, pourpre. Au-dessus du bouclier, la couronne spéciale de la province autonome de Trente, qui est formée par le cercle doré, bruni et gemmé, surmonté de quatre fleurons dorés (trois visibles) soutenus par des pointes et alternés par douze sphères dorées, dont huit placés sur le bord du cercle (quatre visibles), et quatre, soutenus par des points (deux visibles), alternant les sphères placées sur le bord. » Le blason a été approuvé par décret présidentiel le 4 janvier 1988. |

Les armoiries officielles de la province représentent l'aigle flamboyant de Venceslas 1er de Bohême, un ancien symbole donné par le roi de Bohême Jean I à l' évêque du Trentin Niccolò da Bruna comme bannière officielle de la petite armée de la Principauté épiscopale de Trente en 1339.

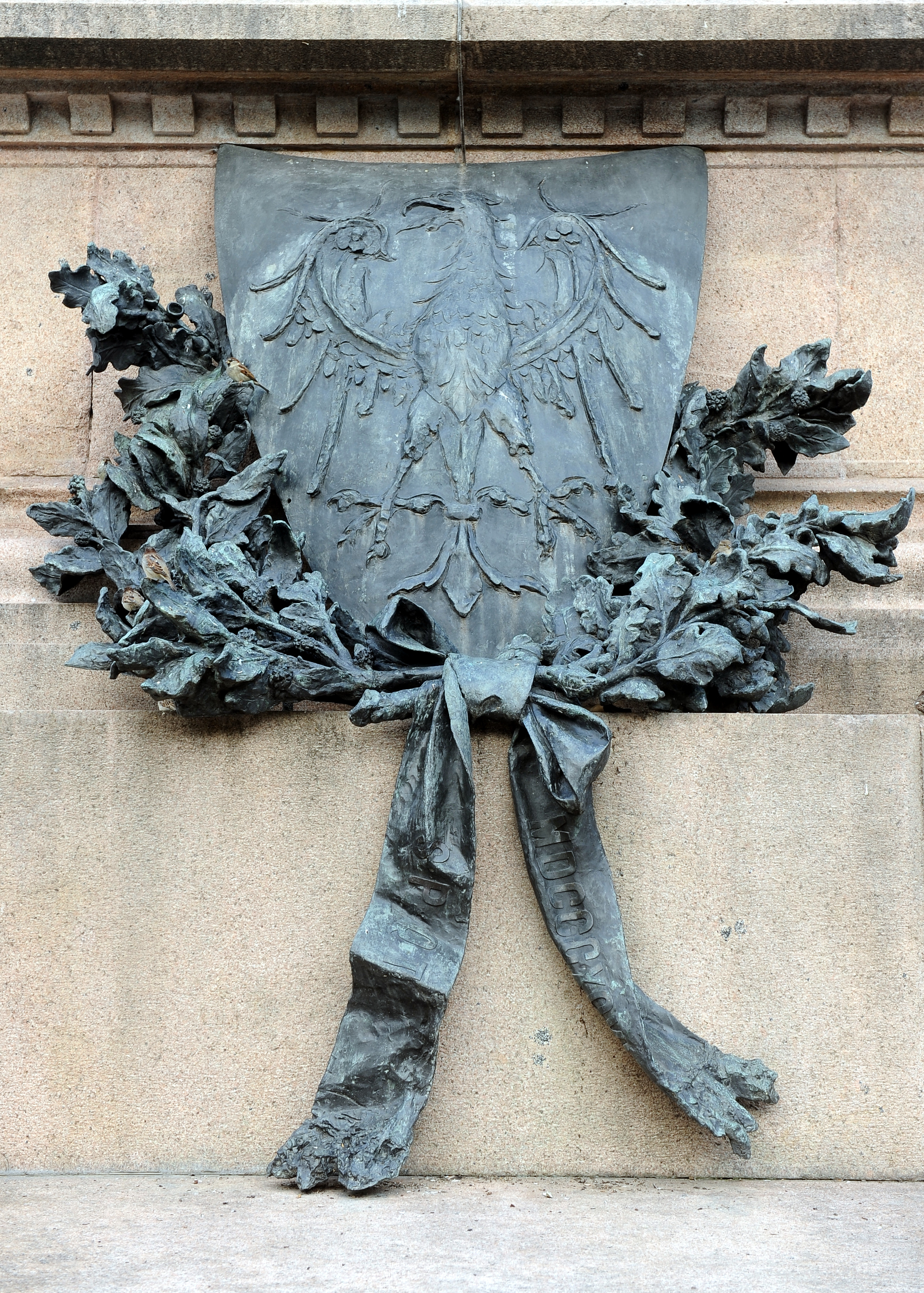
L'aigle de San Venceslao représenté sur le Monument à Dante (Trente).
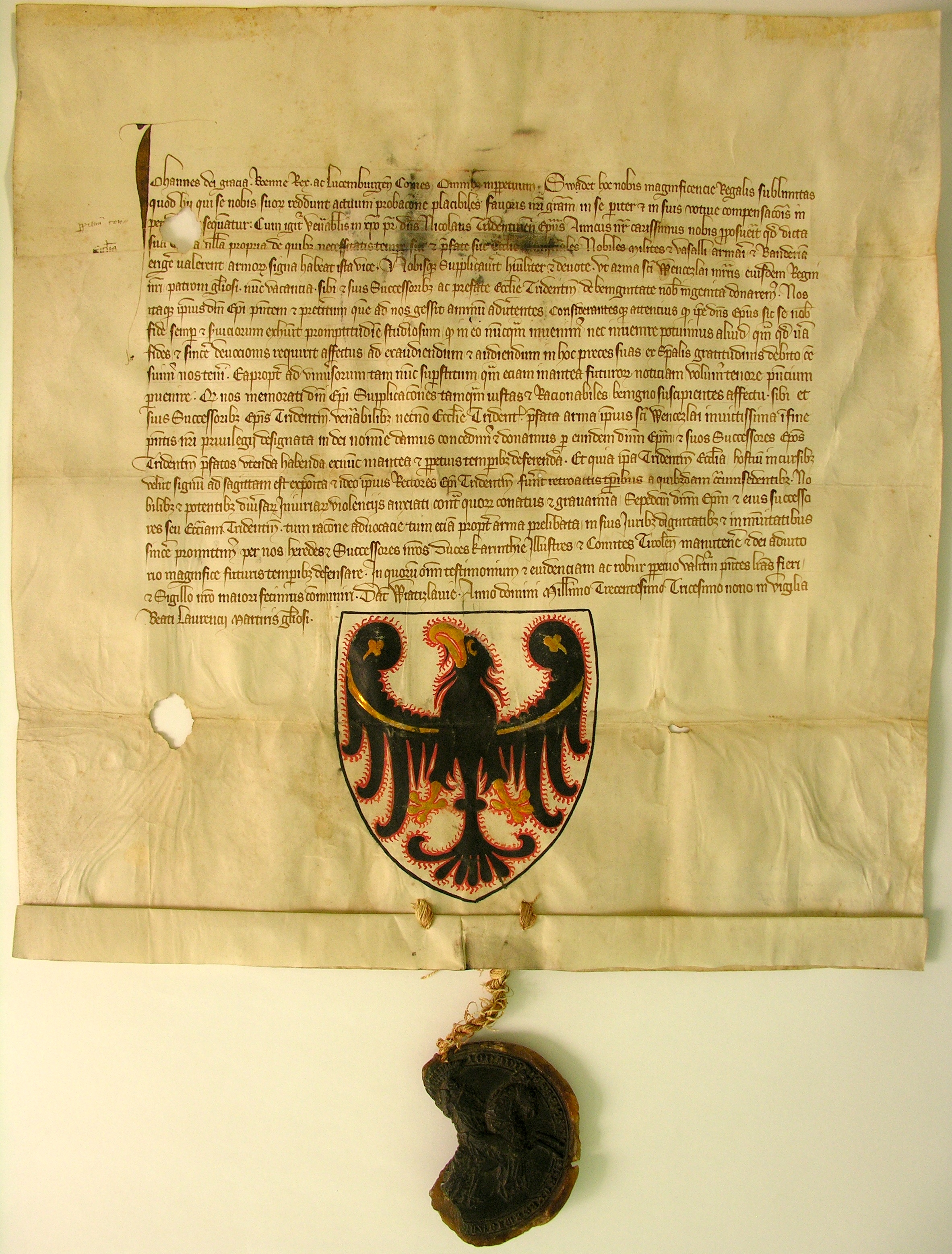
Le document avec lequel Jean 1er de Bohême a accordé à Nicolò da Bruna l'utilisation de l'aigle Saint Venceslao pour les armoiries de la principauté épiscopale de Trente le 9 août 1339.
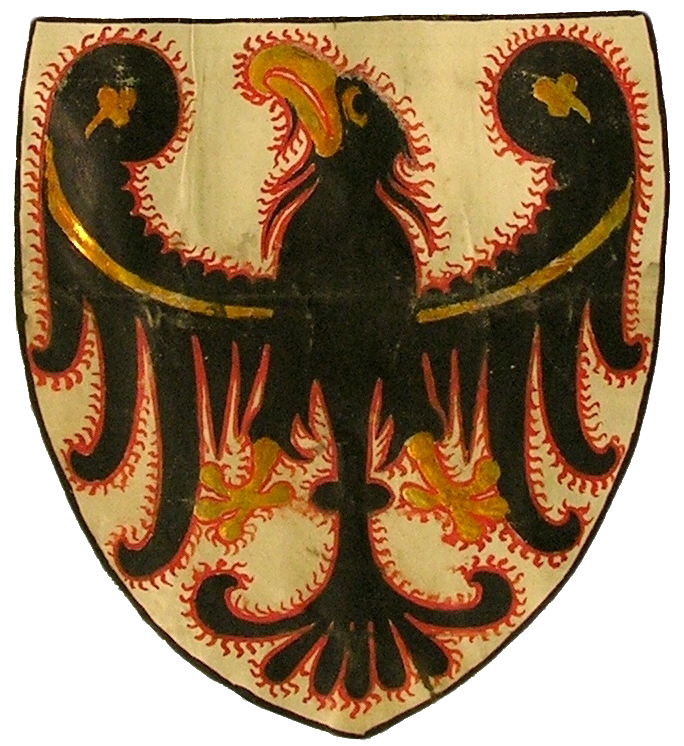
Armoiries en 1339.
Armoiries actuelles, utilisées depuis 1988.

### Bannière et drapeau

Le drapeau de la province autonome de Trente.

Selon le statut d'autonomie de la région autonome du Trentin-Haut-Adige qui est entré en vigueur en 1972, la province a également une bannière officielle, affichée dans les places publiques à côté des drapeaux italien et européen (il remplace le drapeau régional du Trentin-Haut-Adige, rarement utilisé). Accordée officiellement par le même décret que les armoiries, la description officielle de la bannière est :
« drappo interzato in fascia, nel primo e nel terzo di porpora, nel secondo di bianco, frangiato d'oro e caricato dello stemma sopra descritto con la iscrizione centrata in oro recante la denominazione della Provincia. Le parti di metallo ed i cordoni saranno dorati. L'asta verticale sarà ricoperta di velluto dei colori del drappo, alternati, con bullette dorate poste a spirale. Nella freccia sarà rappresentato lo stemma della Provincia e sul gambo inciso il nome. Cravatta con nastri tricolorati dai colori nazionali frangiati d'oro. »
— décret présidentiel, 4 janvier 1988

« Bannière divisée en bande, dans le premier et le troisième de pourpre, dans le second de blanc, bordé d'or et chargé de l'emblème décrit ci-dessus avec l'inscription centrée en or portant le nom de la province. Les parties métalliques et les cordons sont dorés. Le mât vertical est recouvert de velours aux couleurs du tissu, alternant avec des clous dorés placés en spirale. Dans la flèche, les armoiries de la province sont représentées et le nom gravé sur la tige. Cravate avec rubans tricolores aux couleurs nationales frangées d'or. »
La province a également un drapeau, similaire à sa bannière mais moins long et moins étroit.

## Géographie

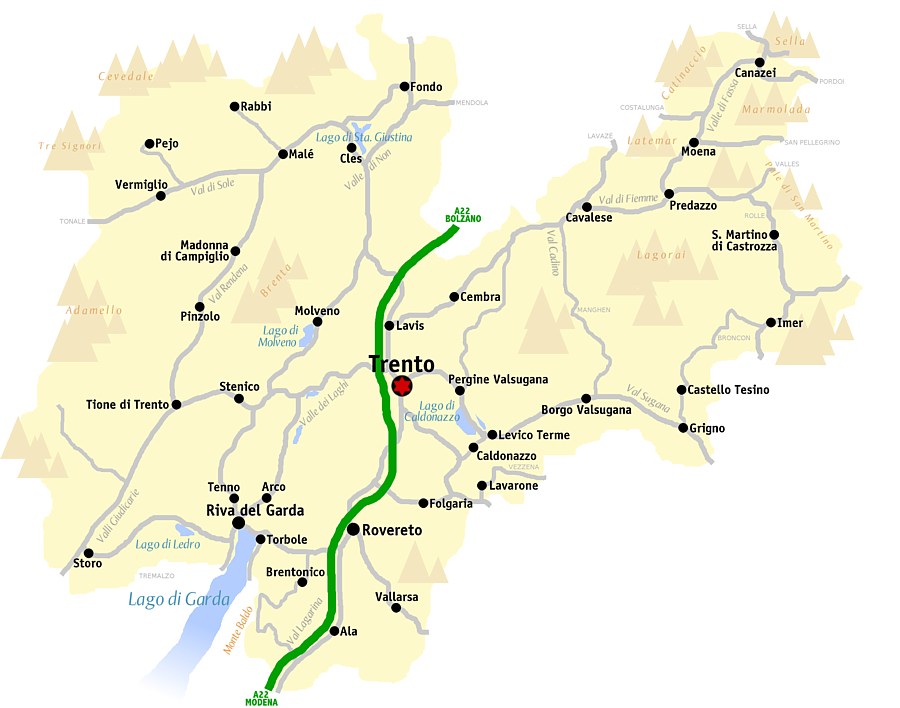
Carte de la province de Trente.

La province autonome de Trente est située dans le sud de la chaîne des Alpes, en contact avec la plaine du Pô et la Vénétie. Son territoire, qui couvre 6 207 km2, est presque entièrement montagneux. Il n'a cependant pas des caractéristiques homogènes, mais prend plutôt différentes formes, que ce soit pour l'environnement ou pour les conditions climatiques.
Bien que le Trentin soit principalement constitué de vallées alpines (telles que le val di Sole, la vallée de Primiero ou le val di Fiemme) qui serpentent au pied des pittoresques massifs montagneux marqués par un climat relativement rude et la présence de glaciers, le territoire comprend aussi des vallées subalpines, des plateaux, et de petites plaines profitant d'un climat méditerranéen, où est cultivé l'olivier, comme sur la côte nord du lac de Garde ou dans la basse vallée de la Sarca.

### Morphologie

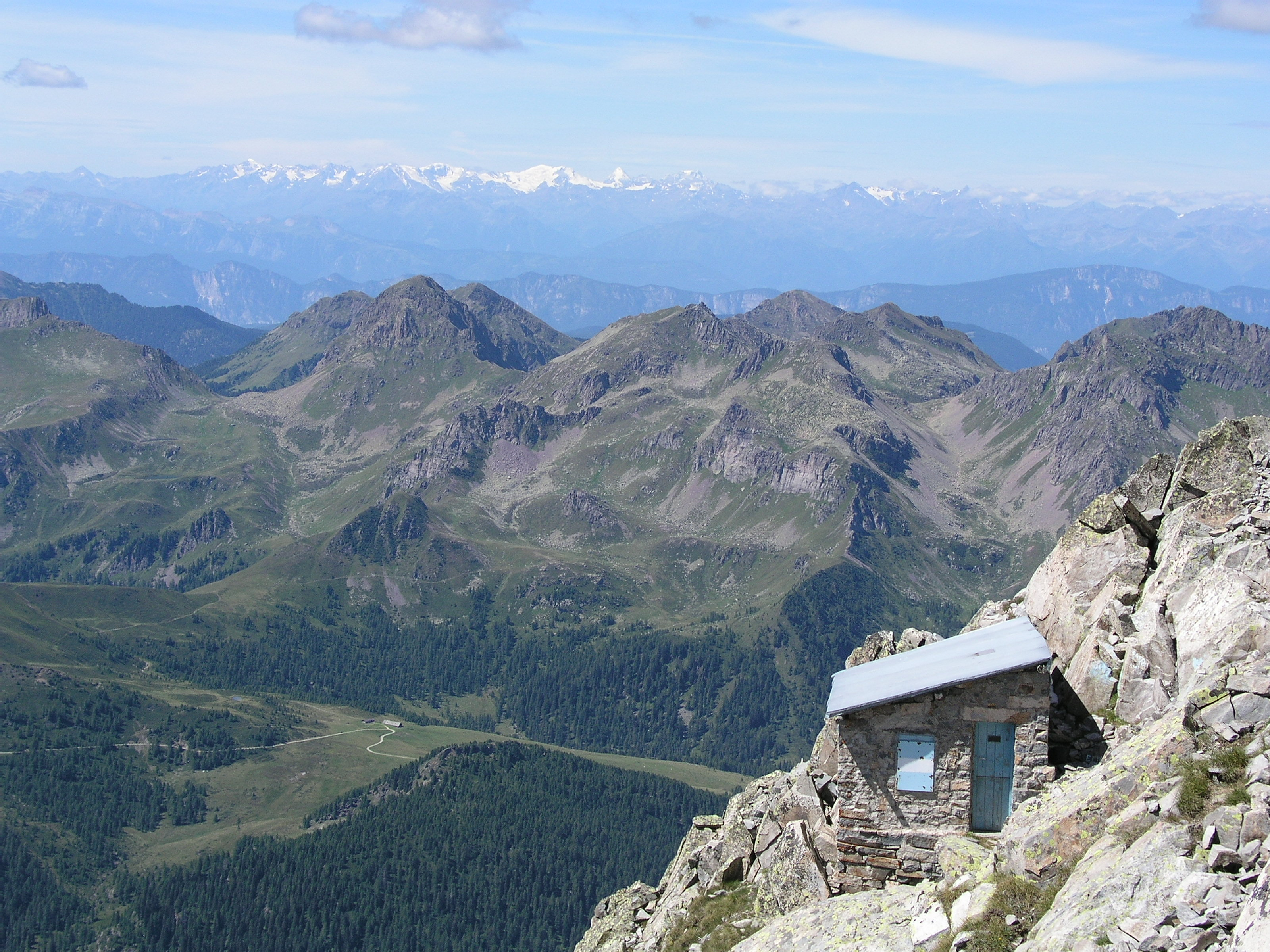
Bivouac Cavinato, Cima d'Asta.

D'un point de vue géomorphologique, la province de Trente possède des complexes montagneux d'origines différentes. La partie occidentale du Trentin, à la frontière avec la Lombardie, est dominée par les structures massives du massif de l'Adamello-Presolana formé de tonalite et de diorite,, roches formant des zones de neige perpétuelle faisant partie des plus importantes d'Italie. En traversant la vallée du Noce, se trouve un secteur dominé par le massif de l'Ortles. Il se compose principalement de schistes cristallins et se caractérise par de grands glaciers.
Dans le Trentin, il existe également plusieurs groupes montagneux constitués de dolomite, de carbonate de calcium et de magnésium. Dans la partie ouest de la province, les Dolomites Brenta représentent le seul complexe de Dolomites situé à l'ouest du fleuve Adige.
Dans la partie orientale de la province, d'autres cimes des Dolomites s'élèvent, souvent en continuité avec la Vénétie et le Tyrol du Sud voisin. Parmi celles-ci culmine la Marmolada, aussi appelée la « reine des Dolomites », l'extrême variété de formes, de paysages et de pics des Pale di San Martino (groupe montagneux partagés avec la province de Belluno), le « château », plus communément nommé groupe du Sella (partagé avec les provinces de Belluno et de Bolzano), le massif de Brenta, les pinacles et les clochers du Latemàr et les formes incomparables du Sassolungo et du Catinaccio (situés entre le Trentin et le Haut-Adige).
Dans l'est du Trentin, la vaste chaîne montagneuse de Lagorai, composée de porphyre, et le groupe granitique de la Cima d'Asta représentent les territoires les plus sauvages de la province.
Enfin, les sommets de la Paganella et du Monte Bondone, non loin de la capitale provinciale, sont moins élevés mais non moins importants, ainsi que les portions des Préalpes vénitiennes comprises dans le Trentin, constituées des secteurs nord du Monte Baldo, des Monti Lessini, des Petites Dolomites et des hauts plateaux à la frontière sud avec la Vénétie.

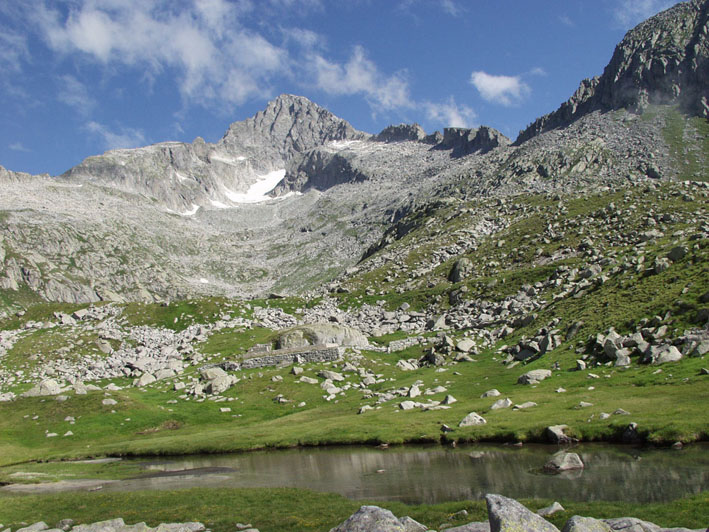
Carè Alto, massif de l'Adamello.
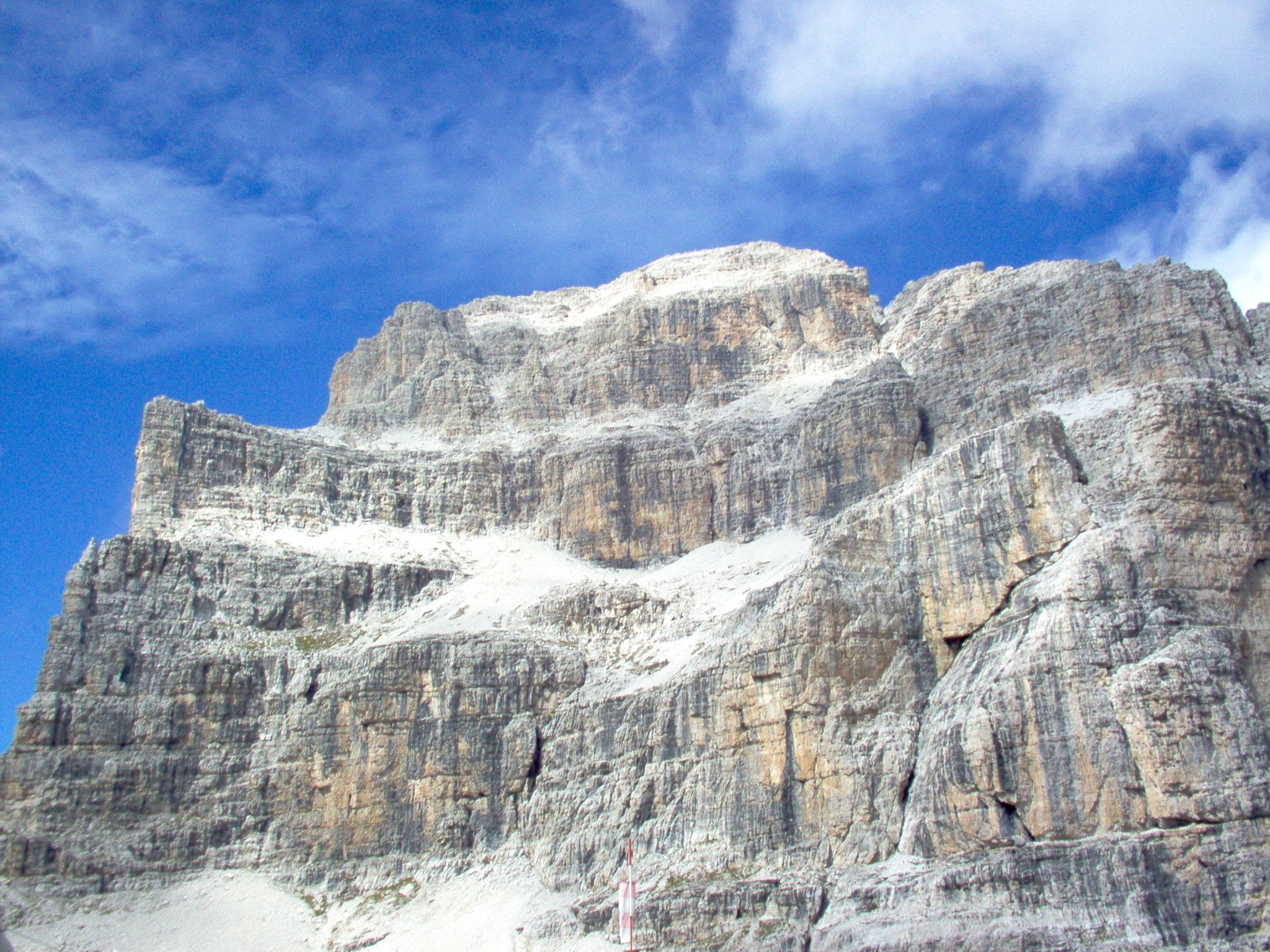
Brenta Alta, Dolomites de Brenta.
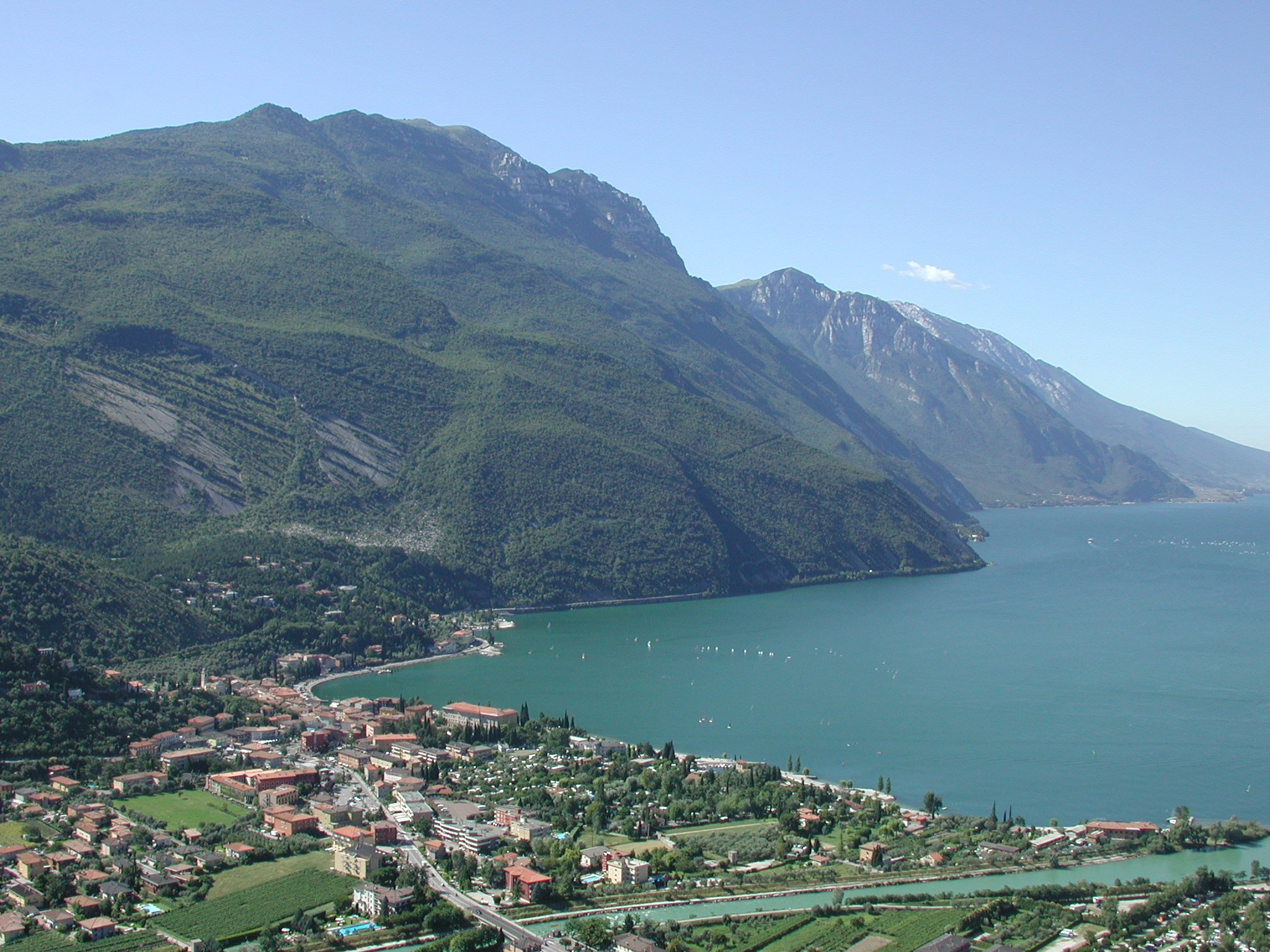
La pointe nord du lac de Garde, le point le plus bas du Trentin (65 m d'altitude).

La zone naturelle du Trentin peut être grossièrement divisée en cinq systèmes de vallée, dont les ruisseaux appartiennent en partie à différents systèmes fluviaux, et qui sont entrelacés avec leurs vallées latérales respectives dans des complexités différentes. La vallée de l'Adige forme la colonne vertébrale du Trentin. Le système de vallée du nord-ouest s'étend du passo del Tonale jusqu'à la plaine de Rotaliana à travers le val di Sole puis le grand val di Non, et est principalement composé du Noce, l'affluent le plus abondant de l'Adige. Du nord-est, l'Avisio s'est frayé un chemin depuis sa source sur la Marmolada à travers le val di Fassa, le val di Fiemme et enfin la vallée de Cembra jusqu'à l'Adige, où il se jette à Lavis. À l'est de Trente, au-delà du bassin versant de la Marzola, la Valsugana s'étend entre le lac de Caldonazzo et Enego. La Brenta, dont le cours a son origine l'écoulement du lac de Caldonazo et qui forme son propre système fluvial, est principalement alimenté dans la partie supérieure de la Valsugana par des ruisseaux de montagne au sud du groupe Lagorai. Le système de vallées le plus complexe et le plus diversifié de la province est formé par les vallées du sud-ouest dans la région de la Giudicarie et de la valle dei Laghi. Ces dernières forment deux vallées principales parallèles, que la rivière Sarca relie à travers une vallée latérale de la Giudicarie pour finalement se jeter dans le lac de Garde dans la basse vallée de Sarca près de Torbole. Par ailleurs, la basse vallée de Sarca et la Vallagarina sont les vallées les plus basses des Alpes.
Les grandes villes sont concentrées le long des vallées, la vallée de l'Adige étant de loin la plus densément peuplée et bien développée. La basse vallée de Sarca, dans laquelle les villes de Riva del Garda, Arco et Torbole sont devenues une zone presque entièrement urbanisée, et les Valsugana ont également une forte densité de population.

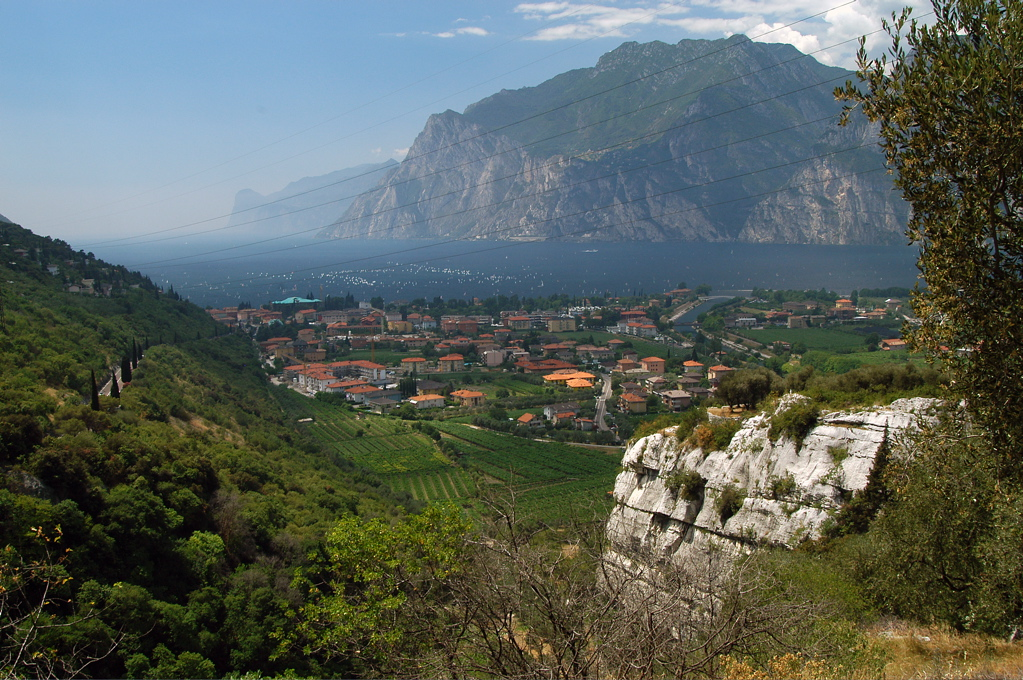
Rive nord du lac de Garde avec Torbole.
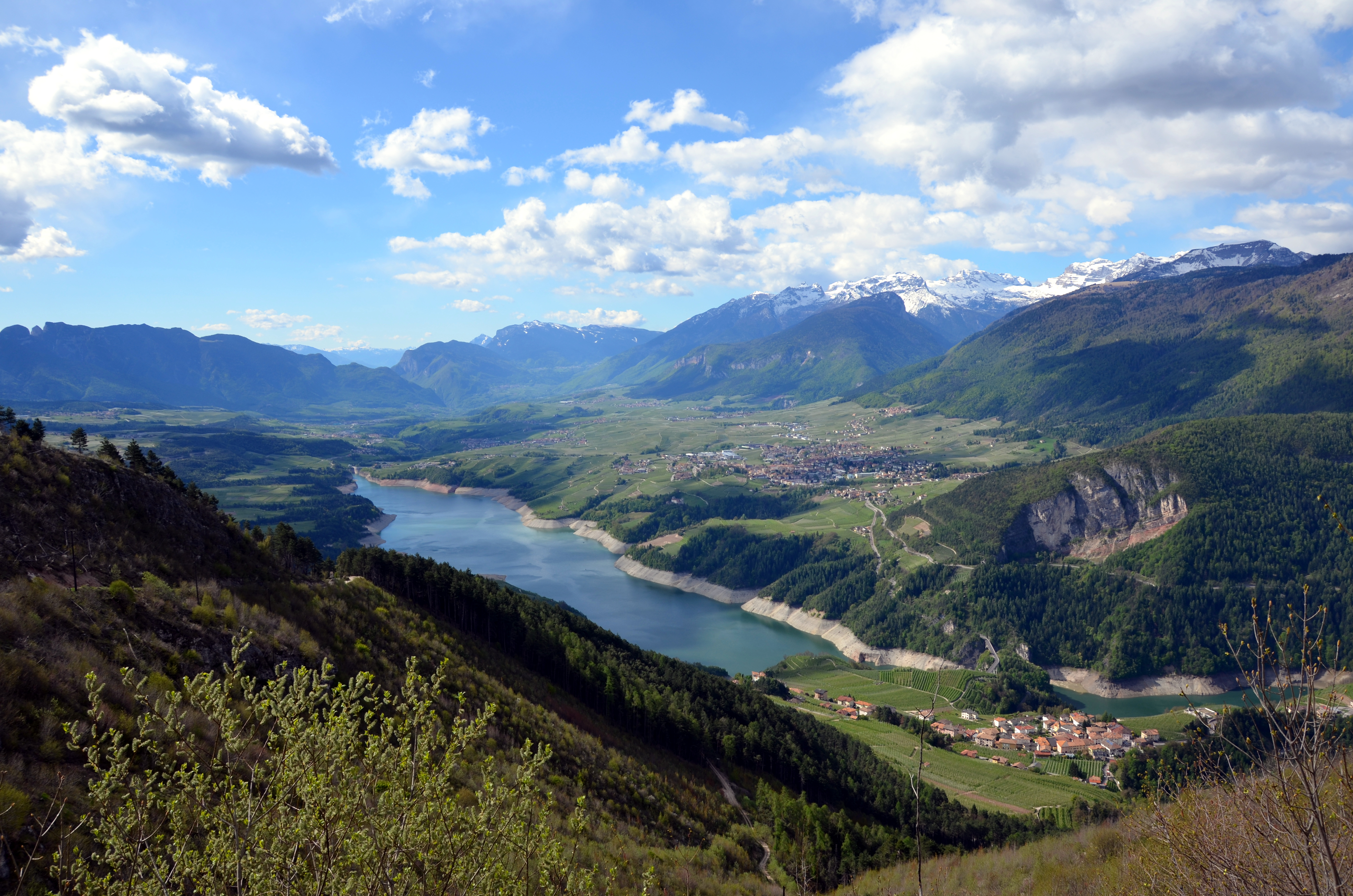
Réservoir de Santa Giustina dans le val di Non.
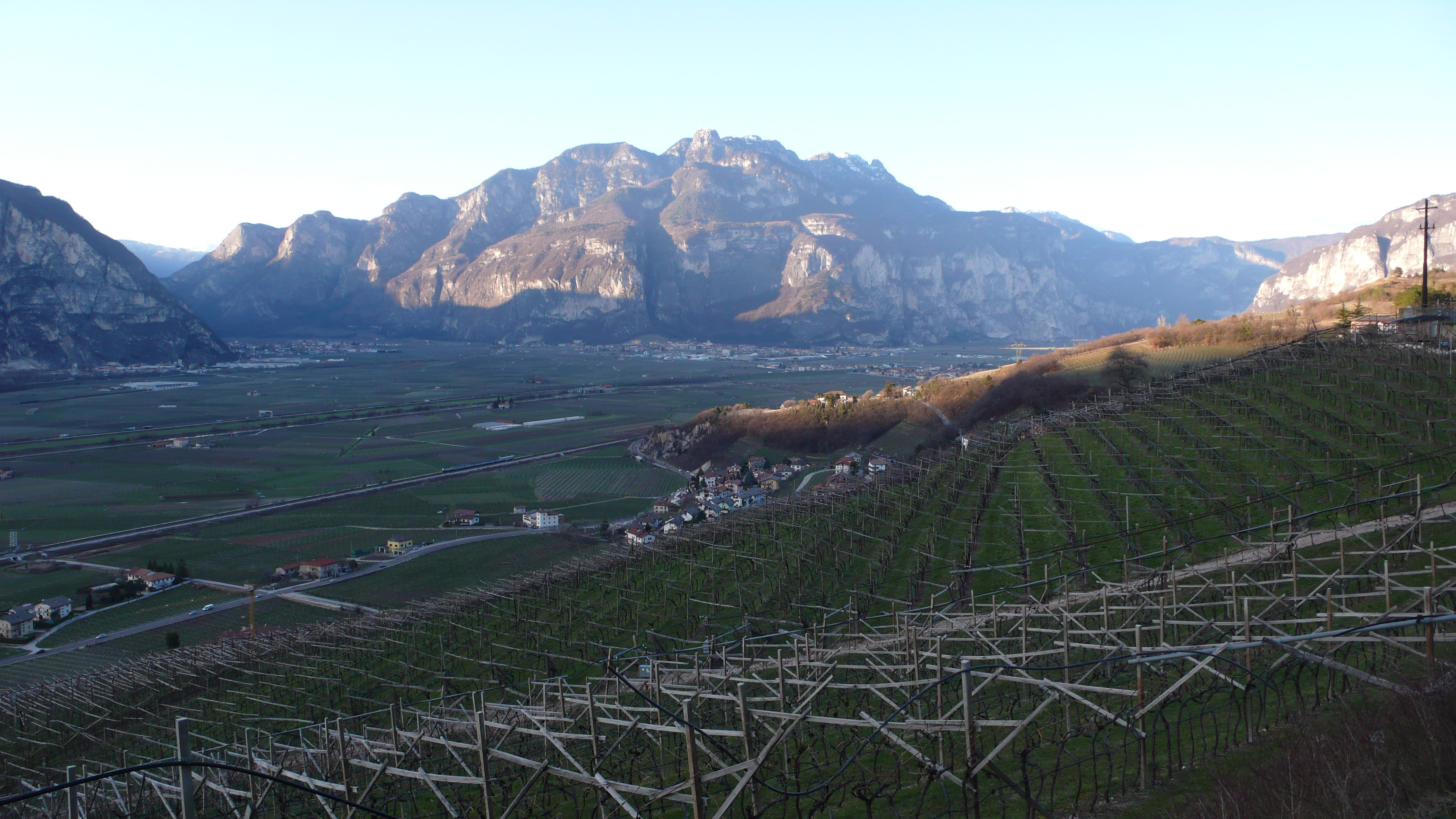
Vallée de l'Adige, Piana Rotaliana.
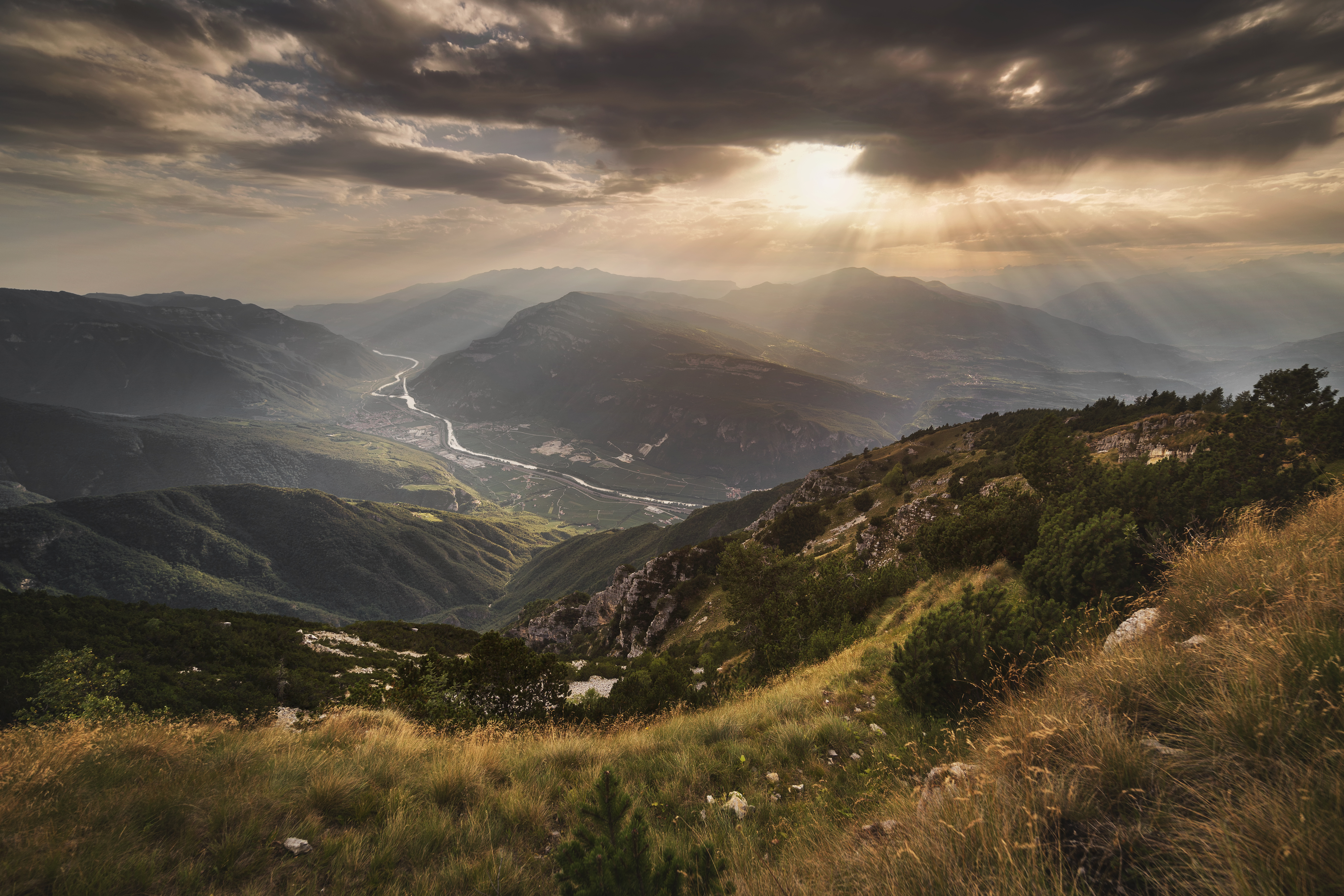
Vallagarina.

### Hydrographie

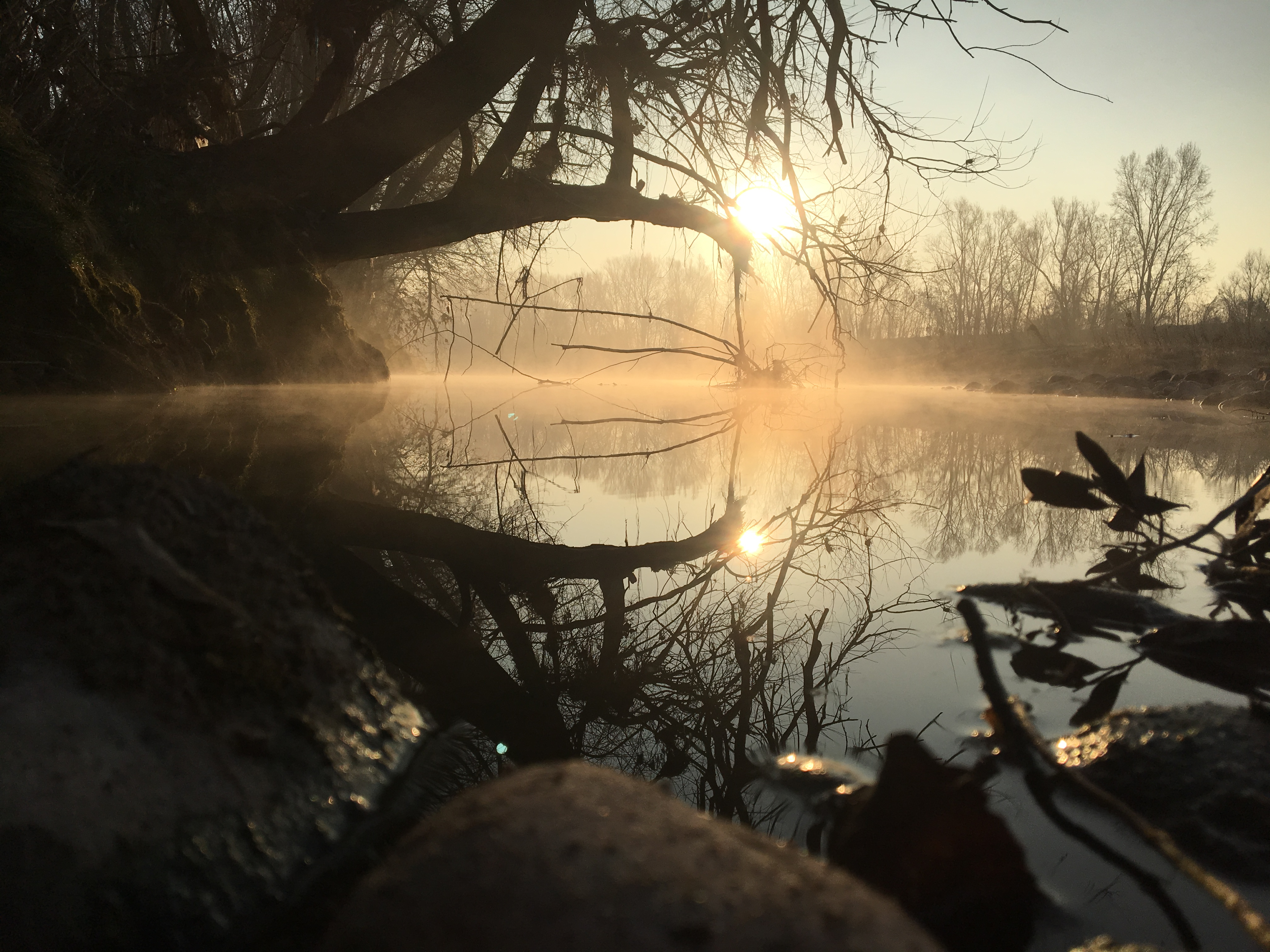
L'Adige à Vérone (localité : Porto San Pancrazio).

Le Trentin est caractérisé par une vallée qui sillonne sa longueur, la vallée de l'Adige, d'Ala à Salorno, représentant presque une épine dorsale du territoire.
Plusieurs vallées mineures y sont greffées, formées par des affluents de l'Adige, dont les principaux sont le Noce (affluent de la droite près de Zambana, après avoir parcouru les vallées de Sole et Non) et l'Avisio (qui parcourt dans l'ordre les vallées de Fassa, Fiemme et Cembra et se jette dans l'Adige par la gauche, jusqu'à Lavis). La Fersina appartient également au bassin d'Atesino (elle traverse la valle dei Mocheni et le bassin de Pergine pour ensuite toucher la ville de Trente) et le Leno, qui, venant de Vallarsa et de la vallée de Terragnolo, se jette dans l'Adige à Rovereto). Toute la partie sud-ouest de la province appartient au bassin du Pô : la vallée traversée par le Chiese (affluent de l'Oglio ), et celles traversées par la Sarca (entrée principale du lac de Garde). À l'est, cependant, une partie du territoire se trouve dans le bassin de la Brenta, qui provient des lacs de Levico et Caldonazzo, longe la Valsugana et, déjà dans la province de Vicence, reçoit les eaux du Cismòn de la vallée de Primiero.
La pointe nord du lac de Garde et de nombreux lacs alpins appartiennent à la province : parmi eux, nous pouvons nous souvenir des lacs de Levico et de Caldonazzo dans la Valsugana, de Toblino, Cavedine et Terlago dans la valle dei Laghi, de Molveno dans le plateau de Paganella, de Tovel dans le val di Tovel, Serraia dans le plateau Piné, de Cei au-dessus de Rovereto.

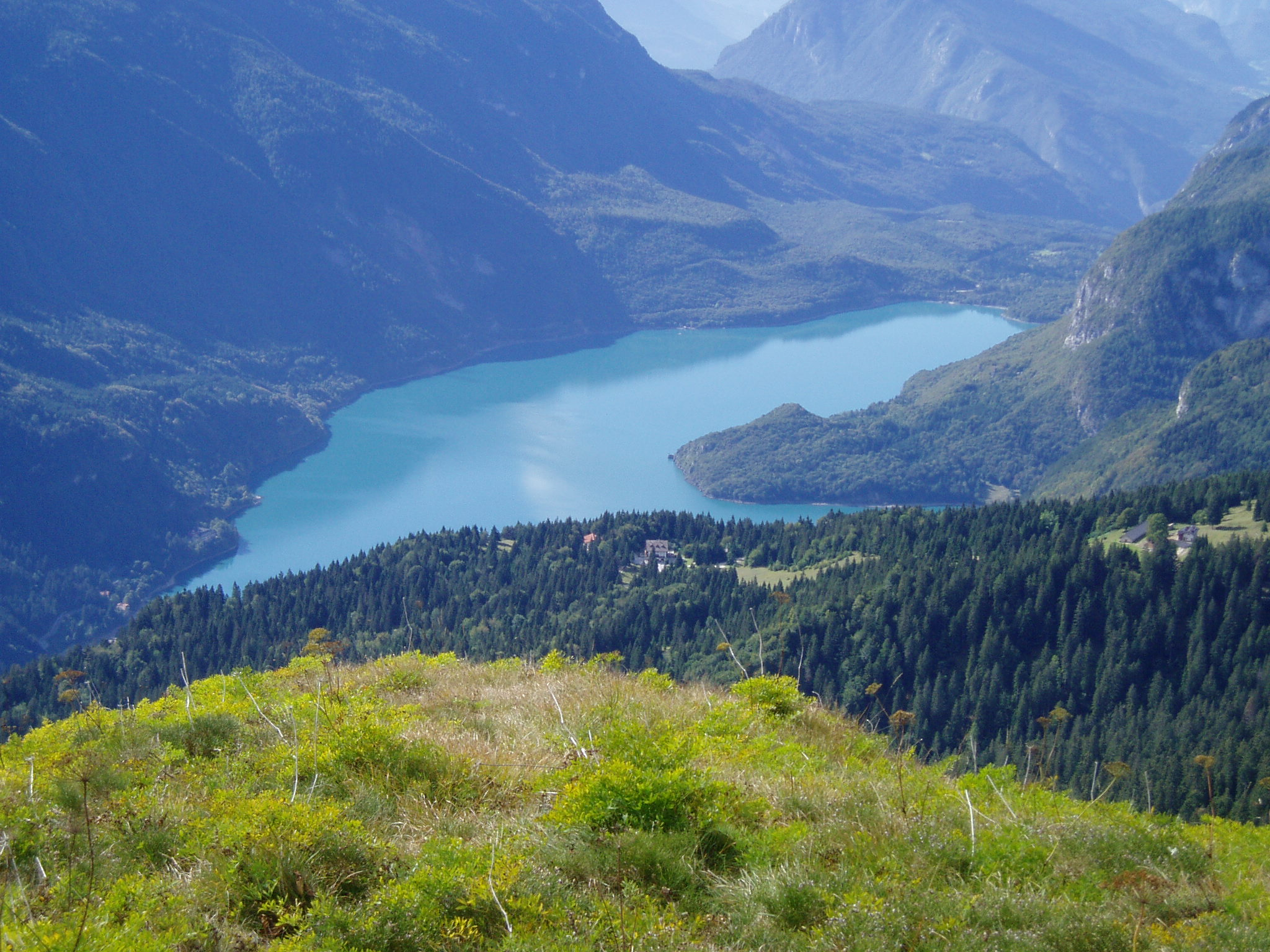
Le lac de Molveno vu en plongée depuis les Dolomites de Brenta.
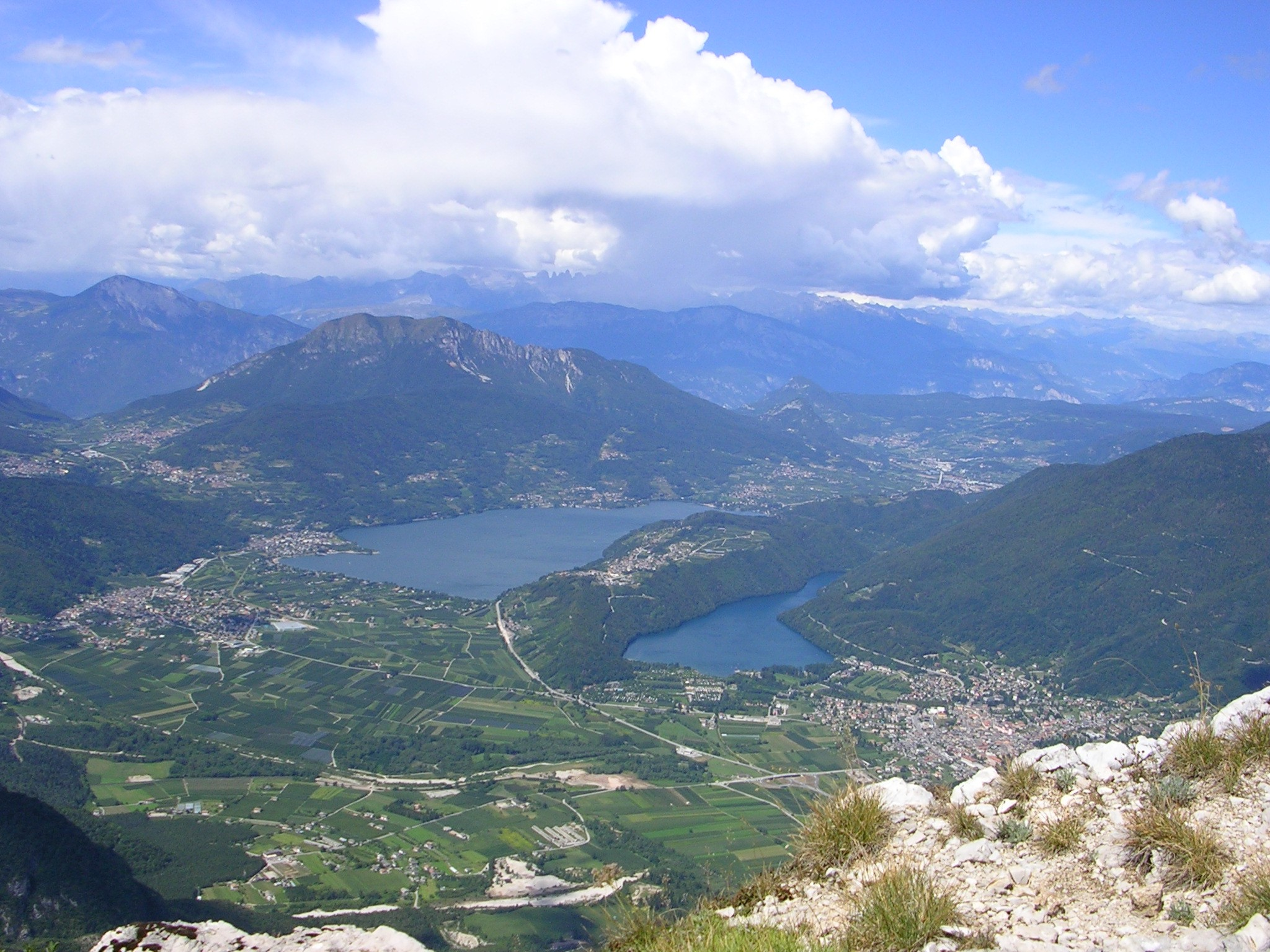
Haute Valsugana avec les lacs de Levico et de Caldonazzo.
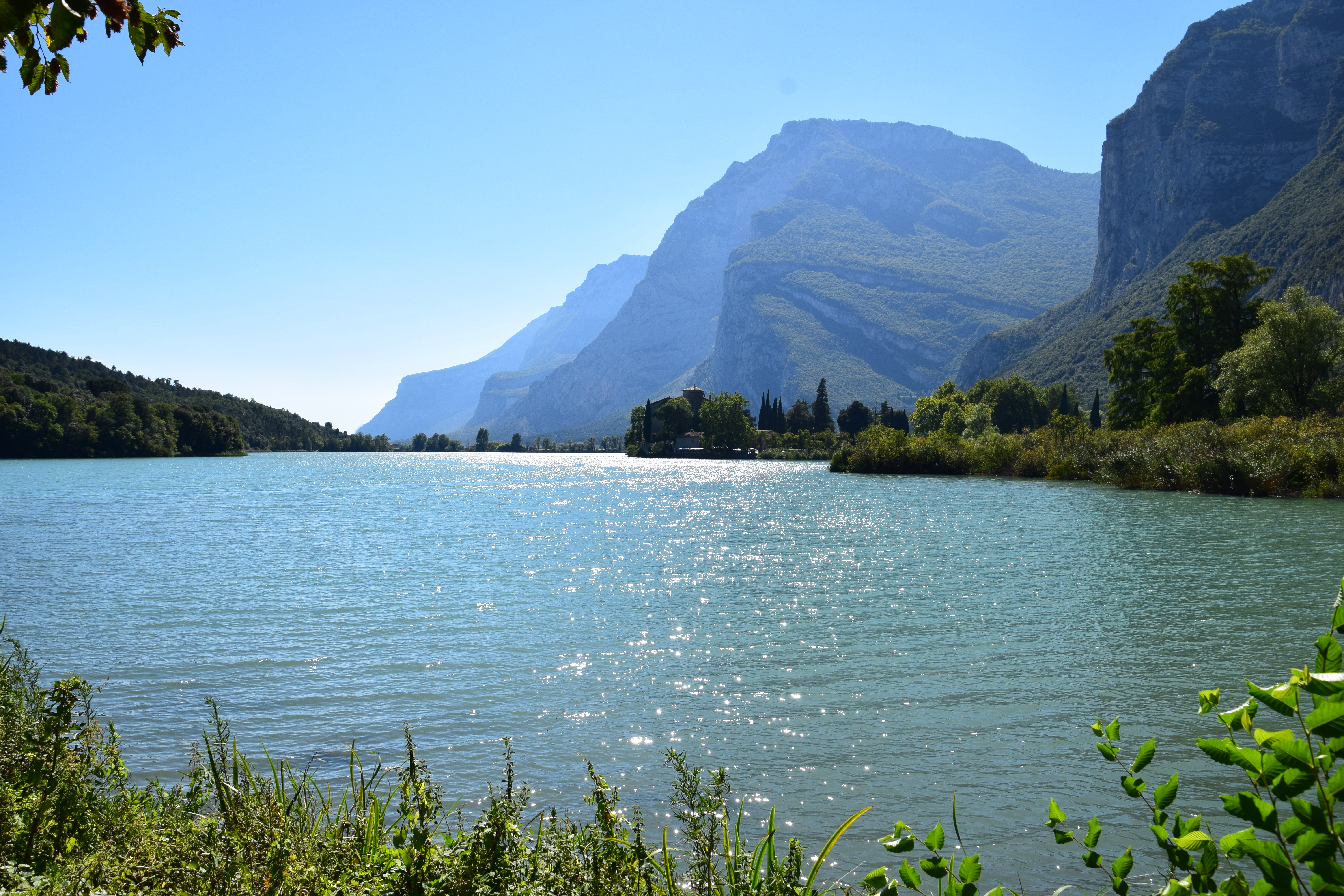
Lac de Toblino.
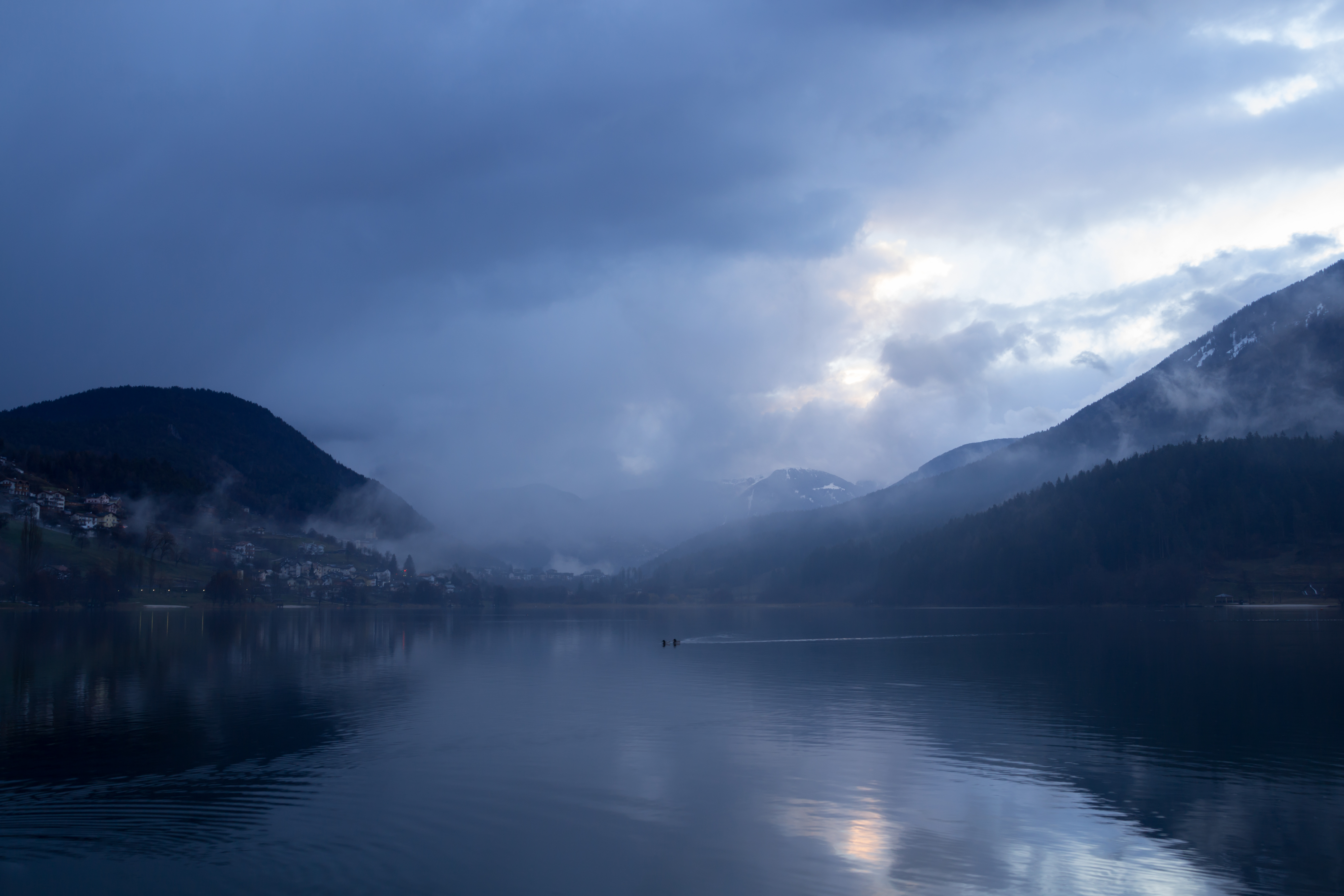
Lac de Serraia.
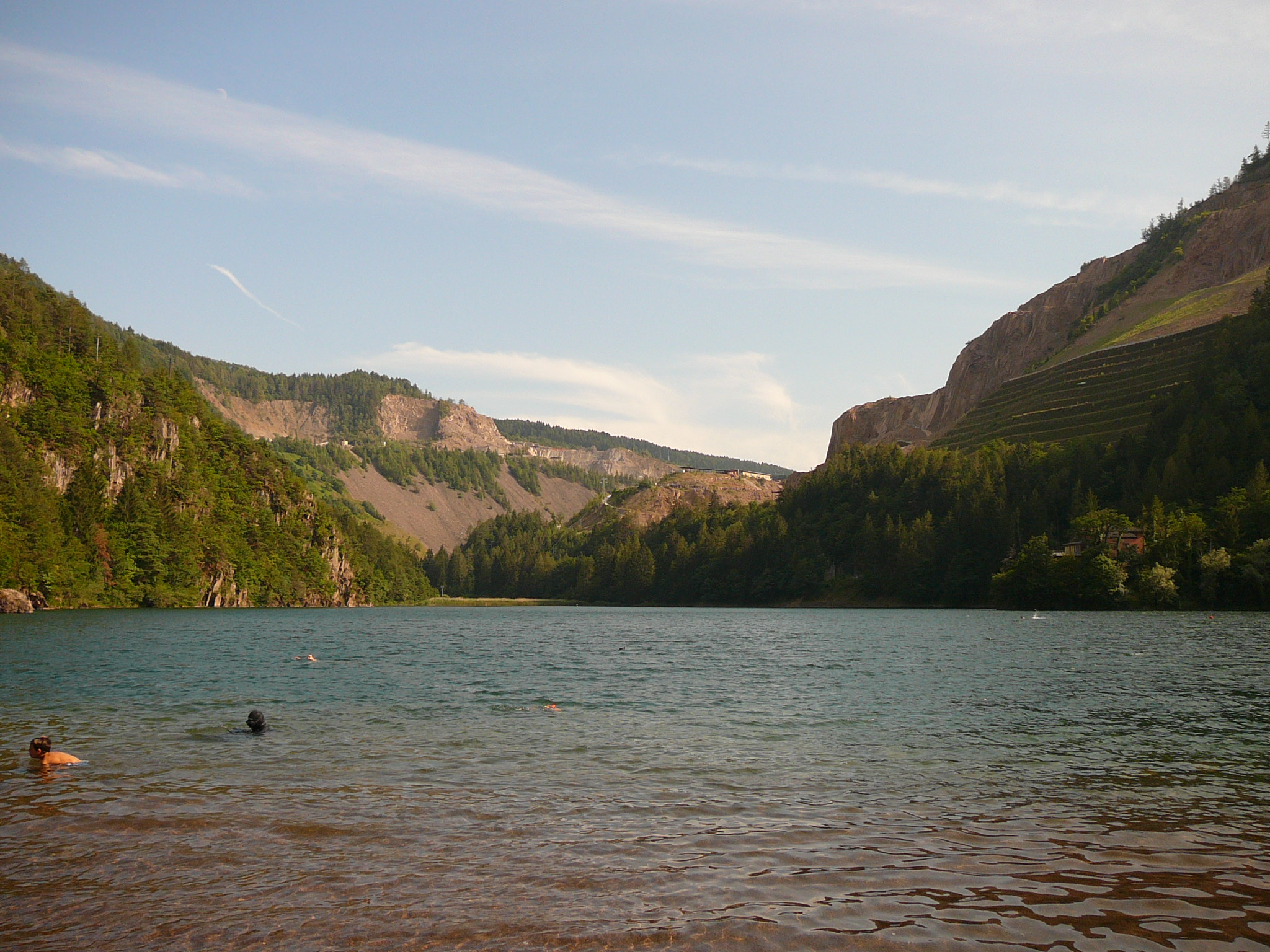
Lac de Lases.

La différence d'altitude entre les vallées sillonnées par les petits ruisseaux et les vallées principales provoque souvent la formation de falaises, générant des cascades. De nombreuses cascades du Trentin ont cette origine. Parmi les principales, les cascades de Nardis et Làres dans le val di Genova, Lert et Ribor dans le val di Daone, Regagnolo dans le val di Rabbi, Fedaia au pied de la Marmolada, Sardagna et Ponte Alto à Trente et enfin la cascade du loup près du plateau du Piné.

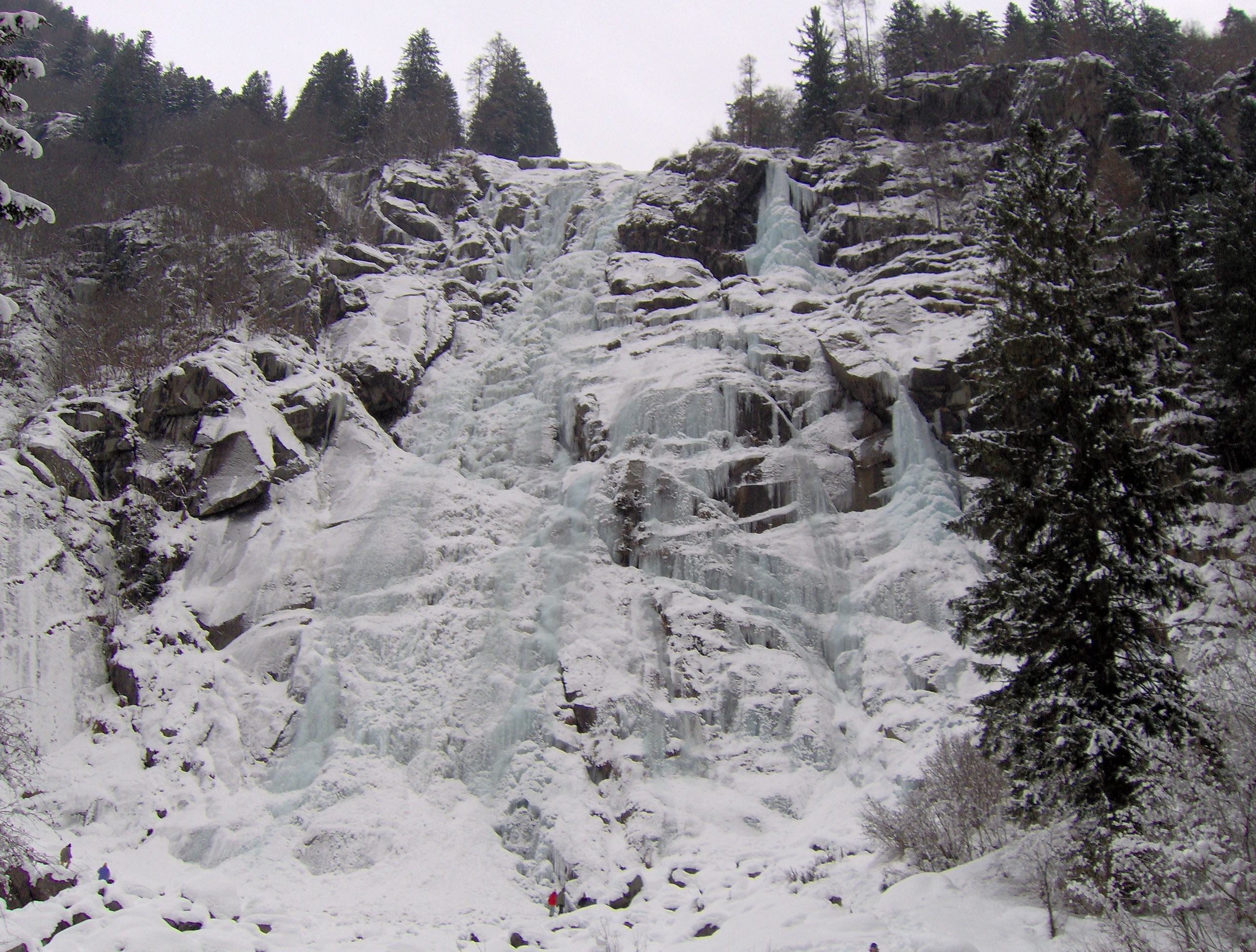
La cascade de Nardis en hiver.
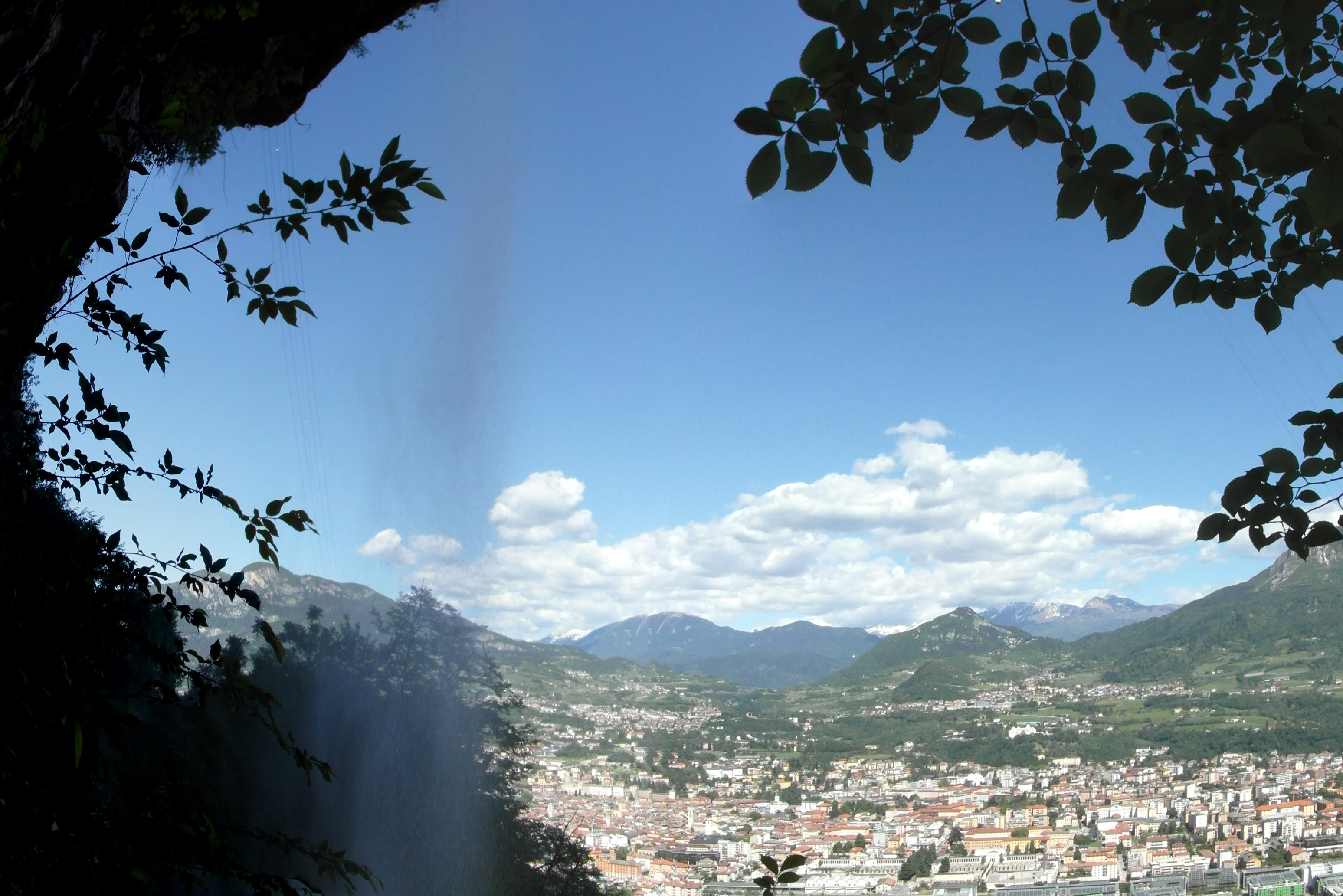
Vue de Trente de derrière la cascade de Saragna.
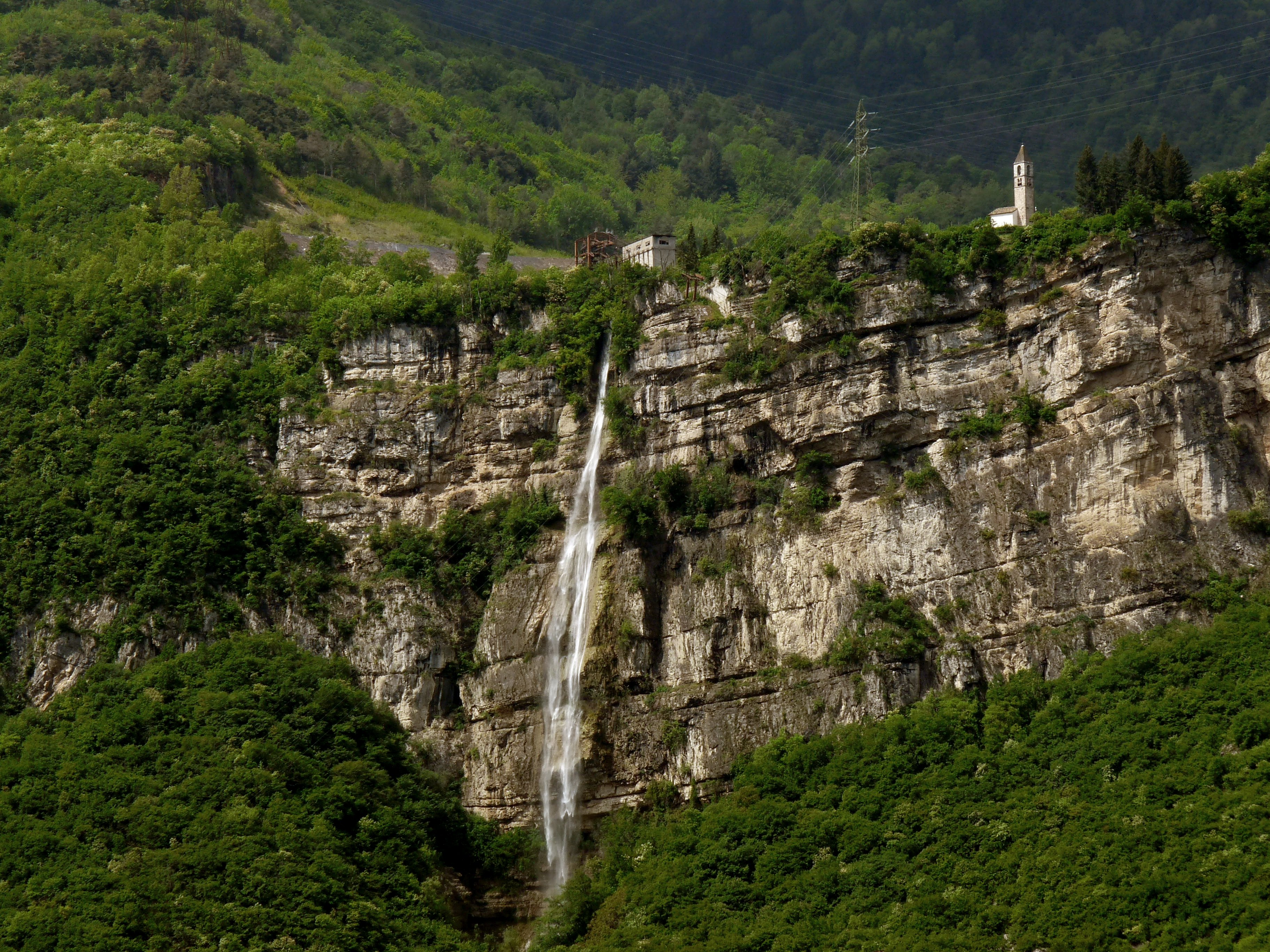
Cascade de Sardagna.
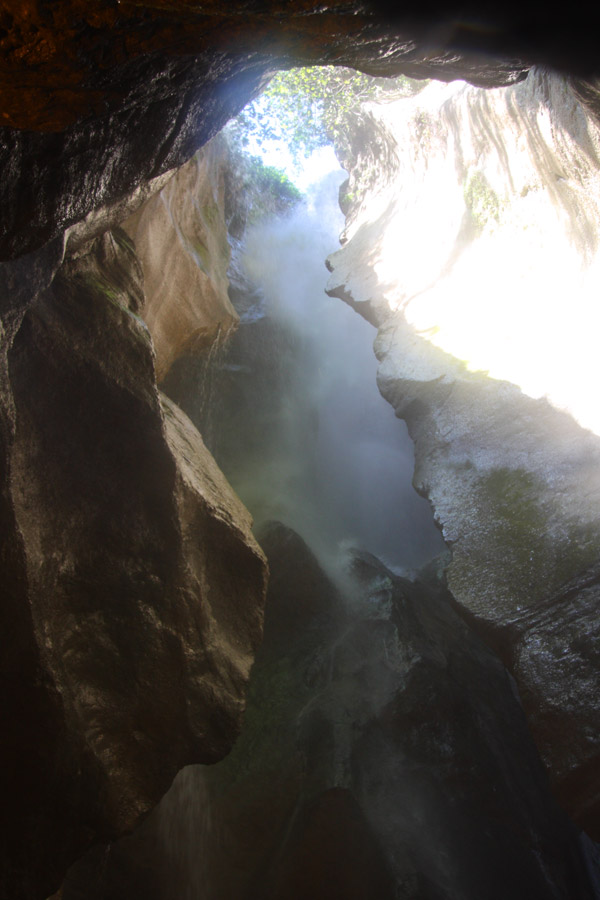
Cascades du Varone.
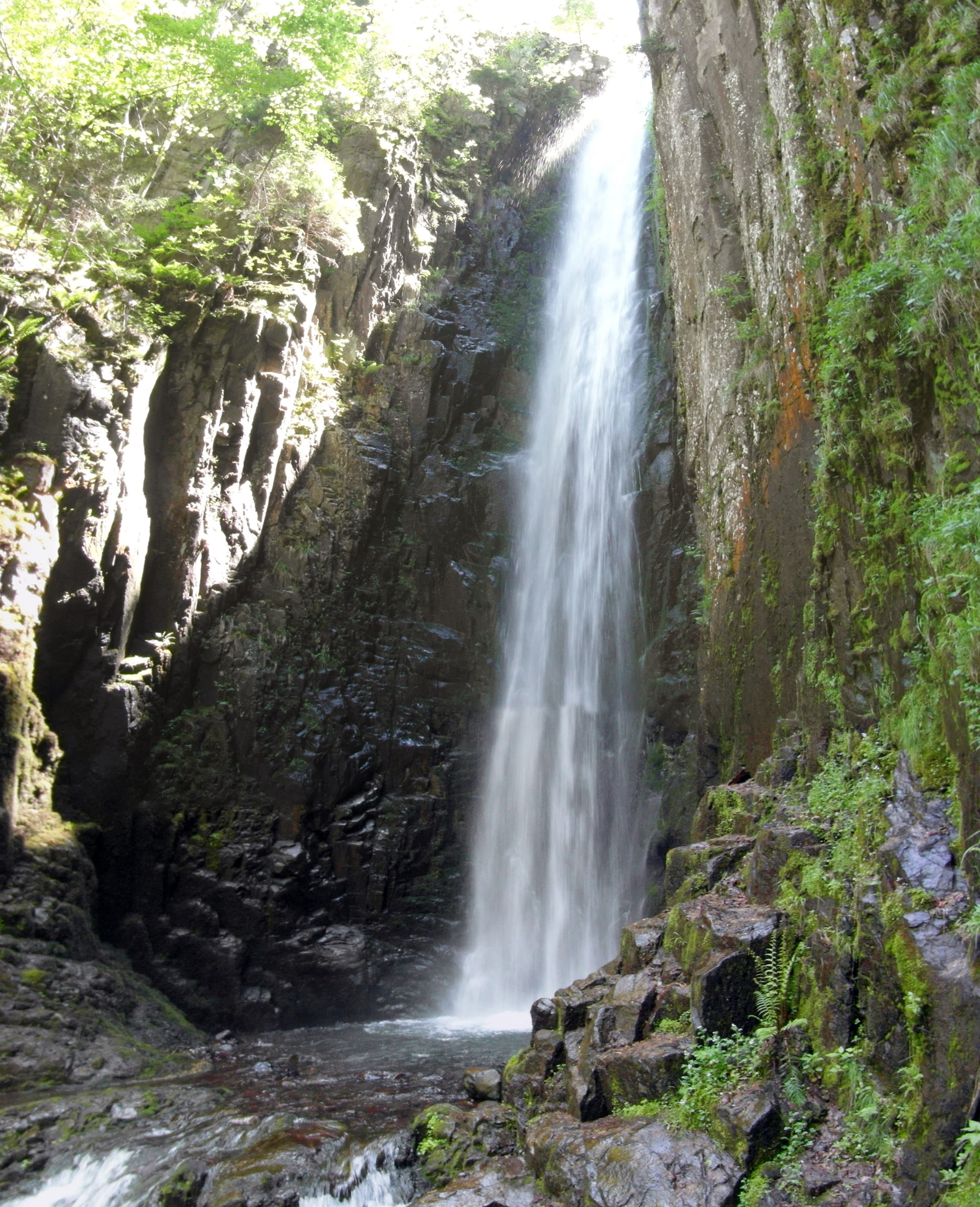
Cascade du loup.

### Sismicité
Selon la classification sismique italienne, le sud du Trentin a été classé comme appartenant à la zone sismique de niveau 3 (faible sismicité) et le nord du Trentin à la zone sismique de niveau 4 (très faible sismicité).
Cependant, il existe deux zones de faille dans la région : celle de Monte Baldo et celle de Giudicarie, failles qui peuvent provoquer des tremblements de terre importants. Le 13 décembre 1976, le déplacement de la faille du Monte Baldo a provoqué un tremblement de terre de 7 sur l'échelle de Mercalli dont l'épicentre était situé entre Riva del Garda et Molina di Ledro, qui a gravement endommagé les centres historiques et rendu nécessaire l'évacuation de dizaines de familles.

## Climat

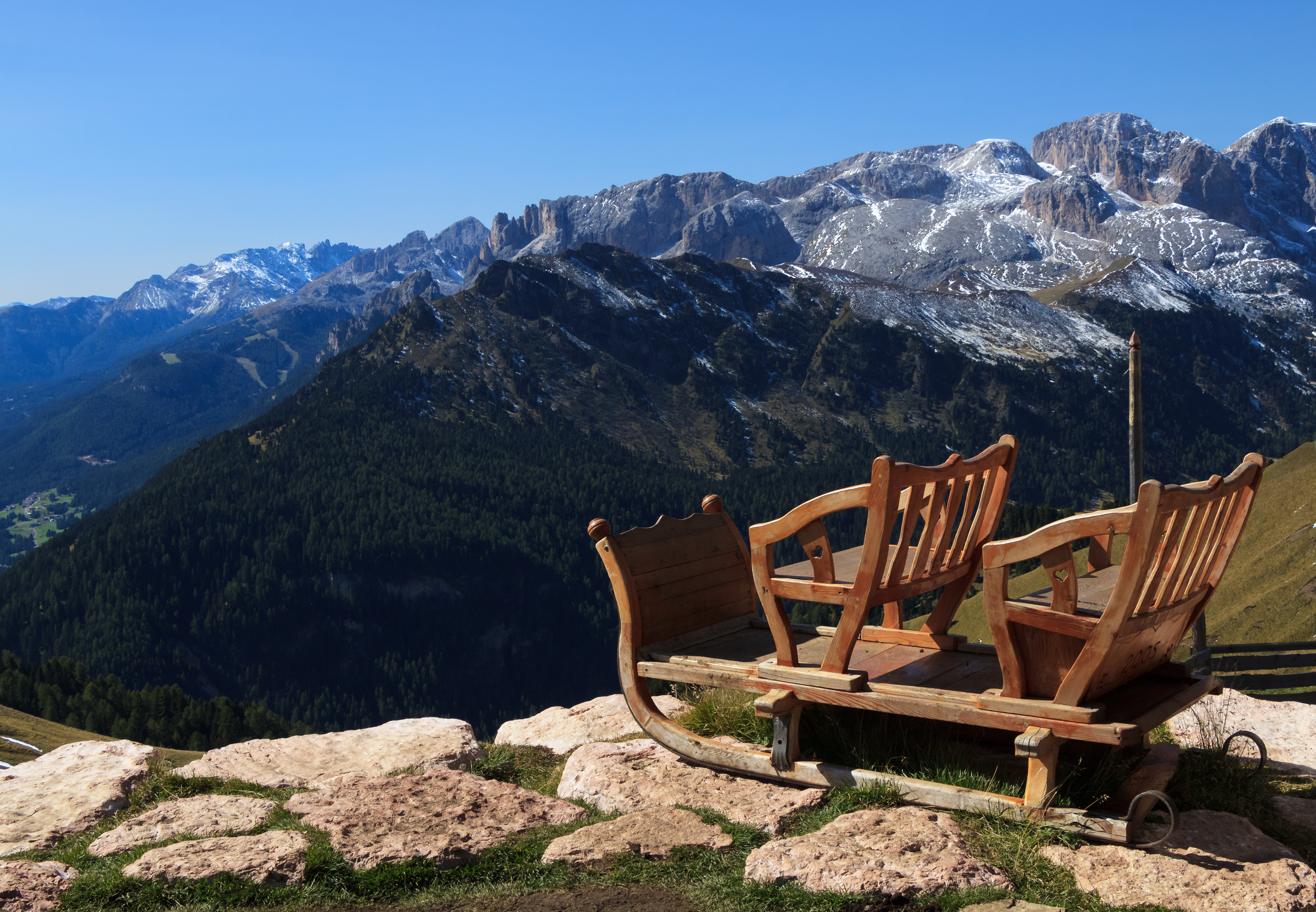
Le val Duron depuis le refuge Friedrich August, dans la province de Trente. Septembre 2017.

Le climat du Trentin peut être défini comme une transition entre le climat semi-continental et alpin. Les températures de janvier varient de −5 °C à −10 °C tandis qu'en été, le thermomètre affiche globalement entre 25 °C à 30 °C. Bien que présentant une grande partie de son territoire à une altitude moyenne assez élevée (environ 77 % au-dessus de 1 000 m d'altitude, un peu moins de 20 % au-dessus de 2 000 m d'altitude), il ne présente pas les caractéristiques de rigidité typiques d'autres régions alpines.

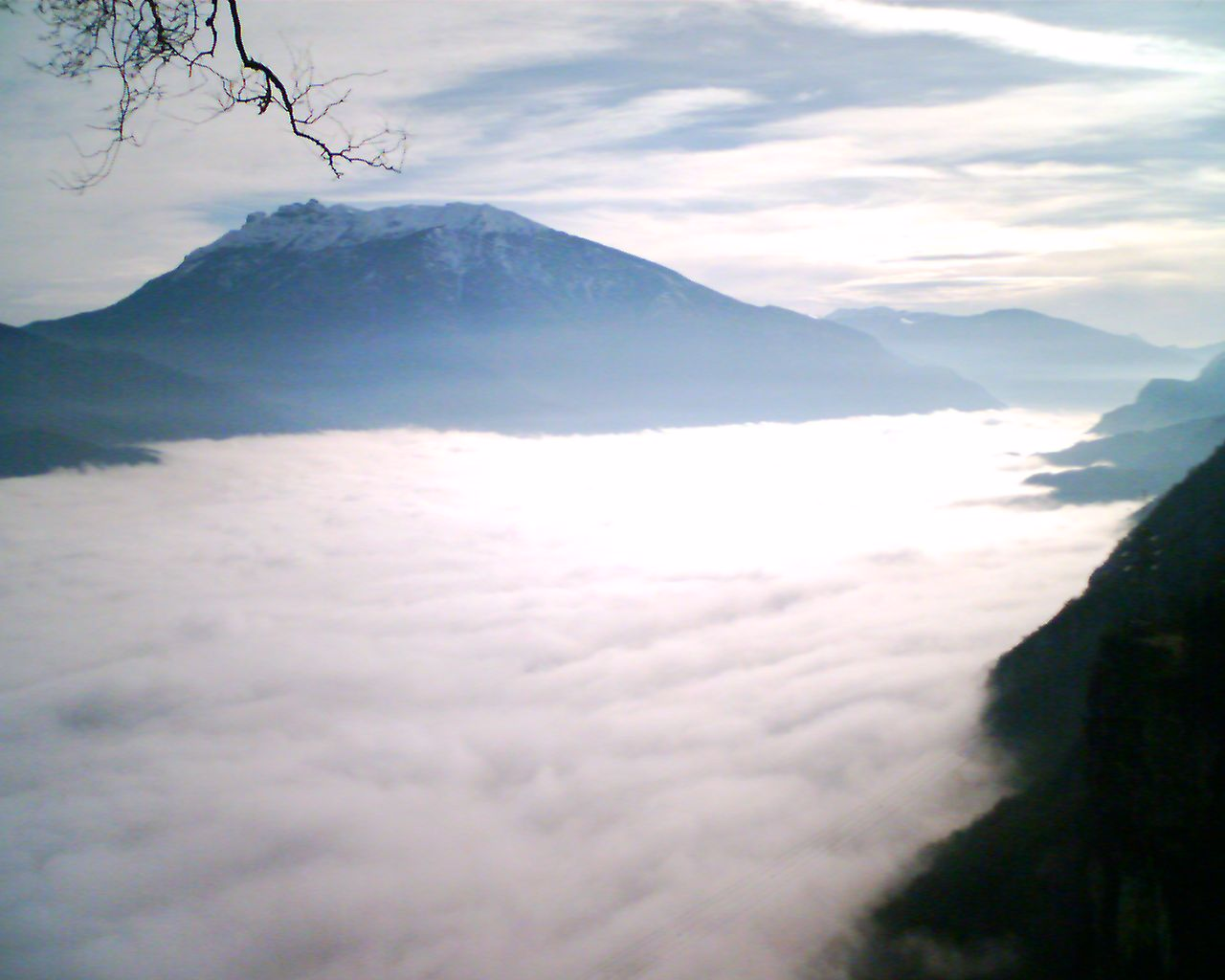
Val d'Adige.

À partir des bandes altimétriques inférieures, le climat peut être divisé en quatre grandes zones :
- zone sub-méditerranéenne : comprend la zone de l'Alto Garda, la basse vallée de Sarca et le val d'Adige, en particulier au sud de Trente. C'est la partie la plus basse et la plus douce de la région, avec des hivers modérément froids et neigeux et des étés relativement chauds, à l'exception de la région de l'Alto Garda qui, durant les après-midi d'été, profite de la brise fraîche du lac. La végétation est un mélange d'essences des différentes bandes altitudinales, dans lequel la présence d'oliviers sous les 300 m d'altitude dans l'Alto Garda et la Vallagarina (en particulier dans la partie sud) est notée ;
- zone subcontinentale : climat de transition qui caractérise les fonds de vallée au-dessus de 400 m (par exemple le bassin de la Valsugana ou de Lomaso), avec des hivers plus rigides et enneigés. La végétation se compose principalement de châtaigniers, de hêtres et de sapins blancs ;
- zone continentale : dans les vallées alpines (comme le val di Fassa, le val di Sole, le val Rendena, la vallée de Tione ou la vallée de Primiero) avec des hivers rigoureux et neigeux et des étés courts et plutôt pluvieux. La végétation est principalement composée de conifères ;
- zone alpine : dans les bandes supérieures à la limite de la végétation arborescente (1 800 à 1 900 m d'altitude), avec de la neige qui reste longtemps pendant l'année.

## Environnement

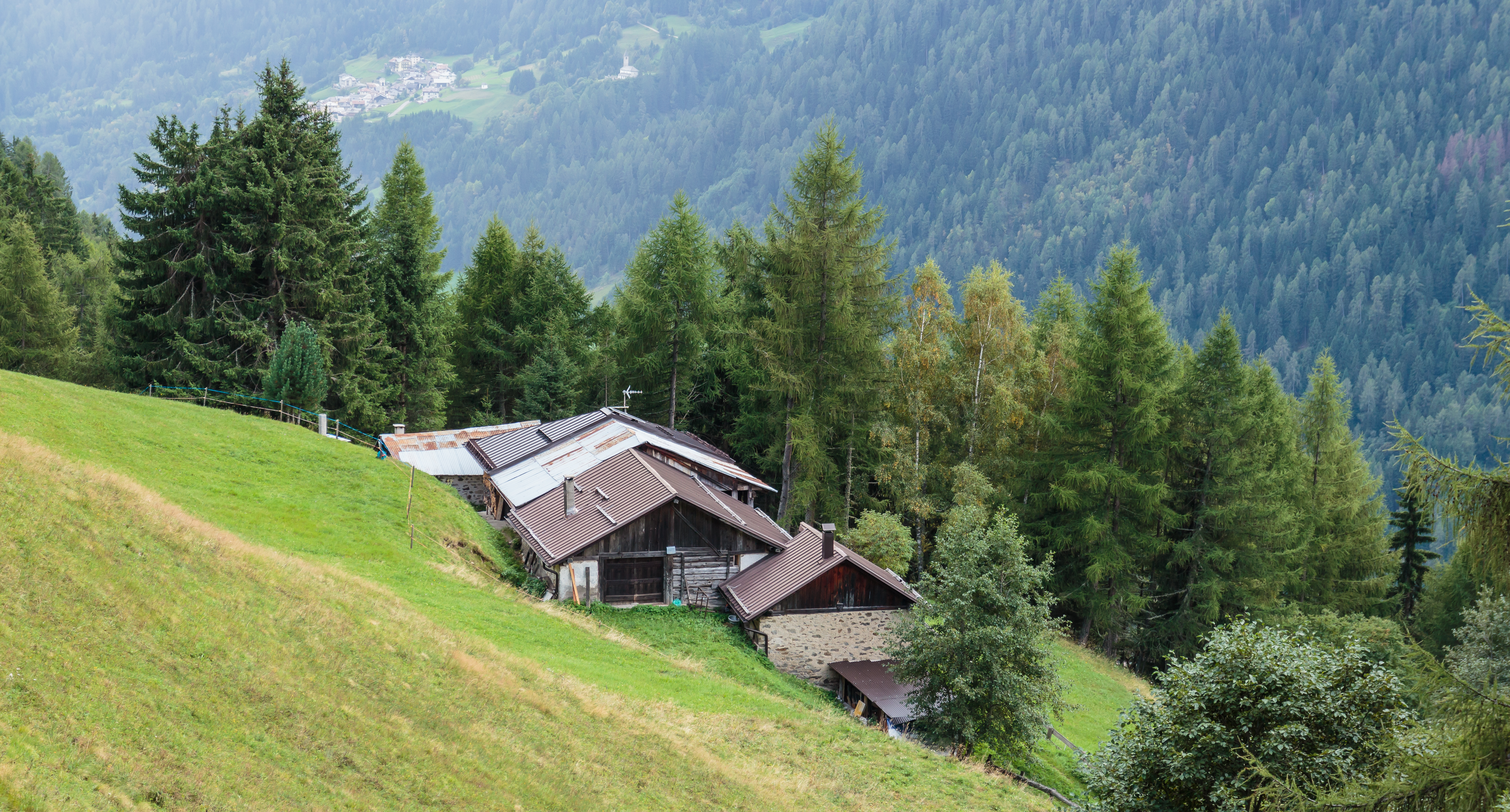
Abri dans le parc national du Stelvio, à proximité de lac Covel.

Certains facteurs, tels que la densité de population relativement faible de la province, la présence de vastes environnements isolés et une altimétrie assez élevée, la création de différentes zones naturelles protégées ou encore un certain degré de respect pour les habitants des lieux naturels (quoique dans quelques cas compromis par les infrastructures et la construction) ont permis la conservation de nombreuses espèces animales et végétales.
Parmi la population faunique extrêmement variée du Trentin, on peut noter la forte densité de quelques espèces : ongulés (cerfs, chevreuils, chamois et dans une moindre mesure bouquetins), lièvres, renards, écureuils, marmottes, tétras.
Le territoire du Trentin est couvert à environ 50 % de bois (soit 300 000 ha). Sur les pentes supérieures, il est principalement composé de conifères, mais il y a aussi des hêtres, des érables, des frênes et des sorbiers.
Parmi les initiatives environnementales les plus importantes menées par la province autonome de Trente, mentionnons le projet Life Ursus, visant à repeupler l'ours brun (ursus arctos), le mammifère le plus grand et le plus important des Alpes.
Les ours indigènes du Trentin, qui sont sur le point de disparaître, ont été rejoints par une série de spécimens provenant des forêts de Slovénie. Les ours, initialement inclus dans la zone du parc naturel Adamello Brenta, se sont également déplacés vers les territoires voisins occidentaux du Trentin, pénétrant également dans le Tyrol du Sud, en Autriche et en Allemagne .
Au Trentin, trois espaces naturels protégés ont été créés (un national et deux provinciaux) :
- Une partie du parc national du Stelvio : au cœur des Alpes centrales, elle comprend une partie du massif de l'Ortles et les vallées alpines de Peio et Rabbi, où deux centres d'accueil sont présents ;
- le parc naturel Adamello Brenta : la plus grande zone protégée du Trentin, comprenant 39 municipalités entre les vallées de Rendena (qui divisent les deux groupes de montagnes) de Sole, de Non et Giudicarie. Les centres d'accueil sont situés au lac de Tóvel, à Daone (dédié à la faune) et à Spormaggiore (dédié à l'ours) ;
- le parc naturel Paneveggio-Pale di San Martino : dans la partie orientale du Trentin, il comprend le secteur du Pale di San Martino, la partie orientale du Lagorai et la forêt d'épinettes de Paneveggio. Les points dédiés à la visite sont situés à Paneveggio (flore et faune), à Val Canali (eau et histoire), à San Martino di Castrozza (géologie et vie en haute altitude) et à Prà de Madego nel Vanoi (ethnographie).

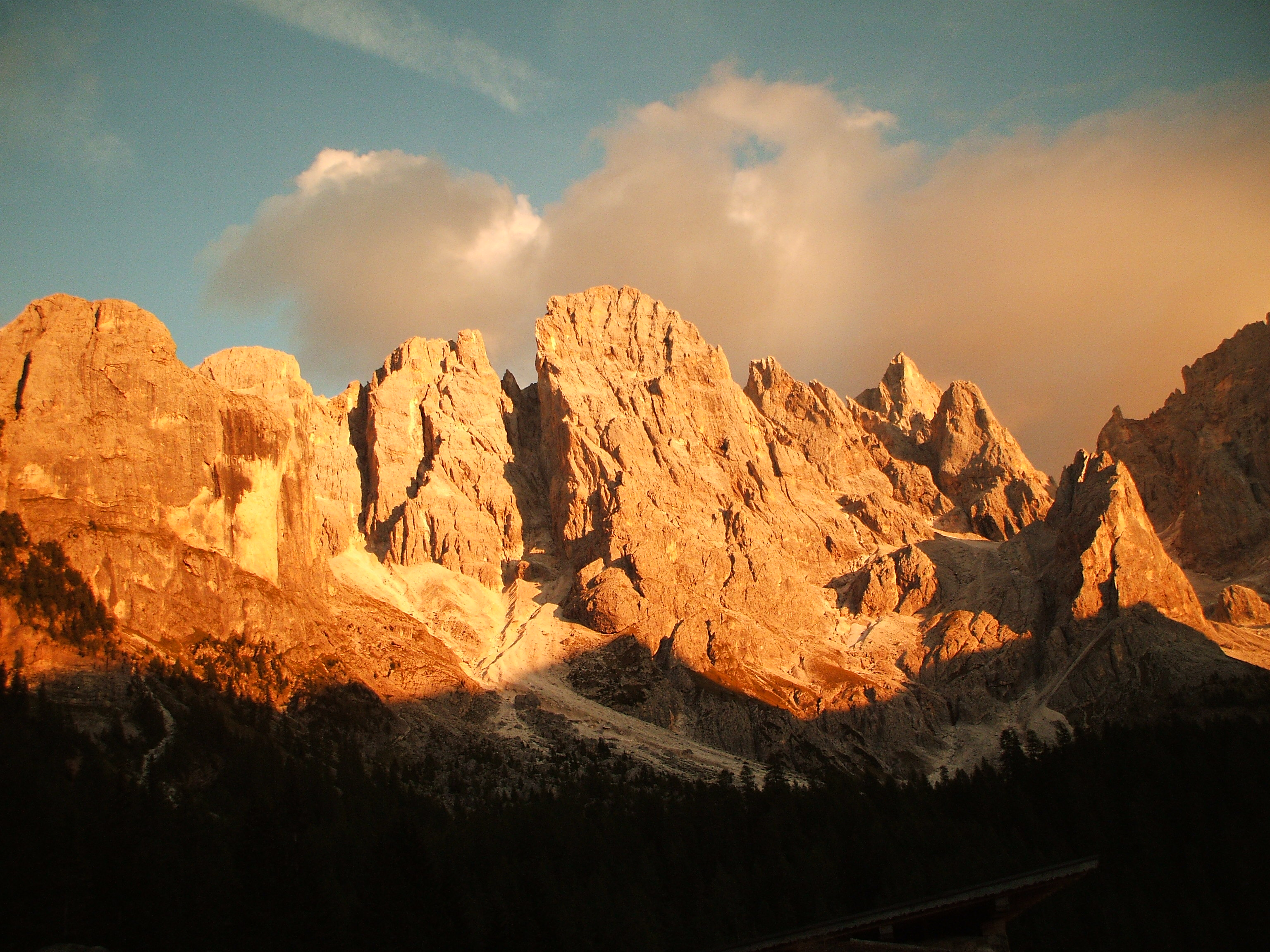
Le Pale di San Martino dans l'est du Trentin, inclus dans le parc naturel de Paneveggio-Pale di San Martino.
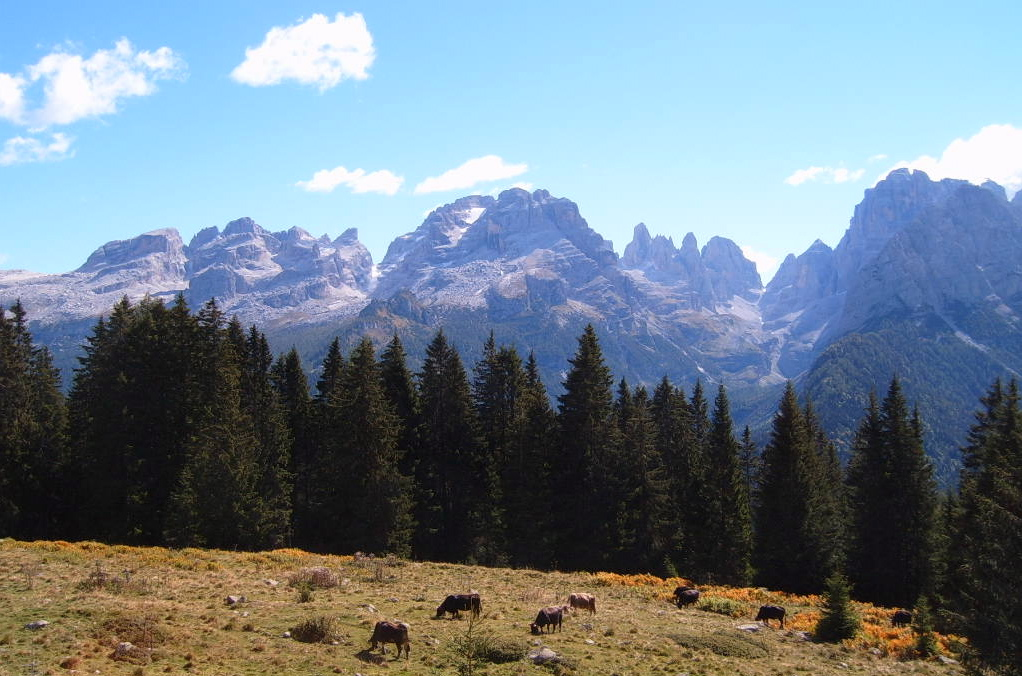
Les Dolomites de Brenta dans l'ouest du Trentin, insérées dans le parc naturel Adamello-Brenta.
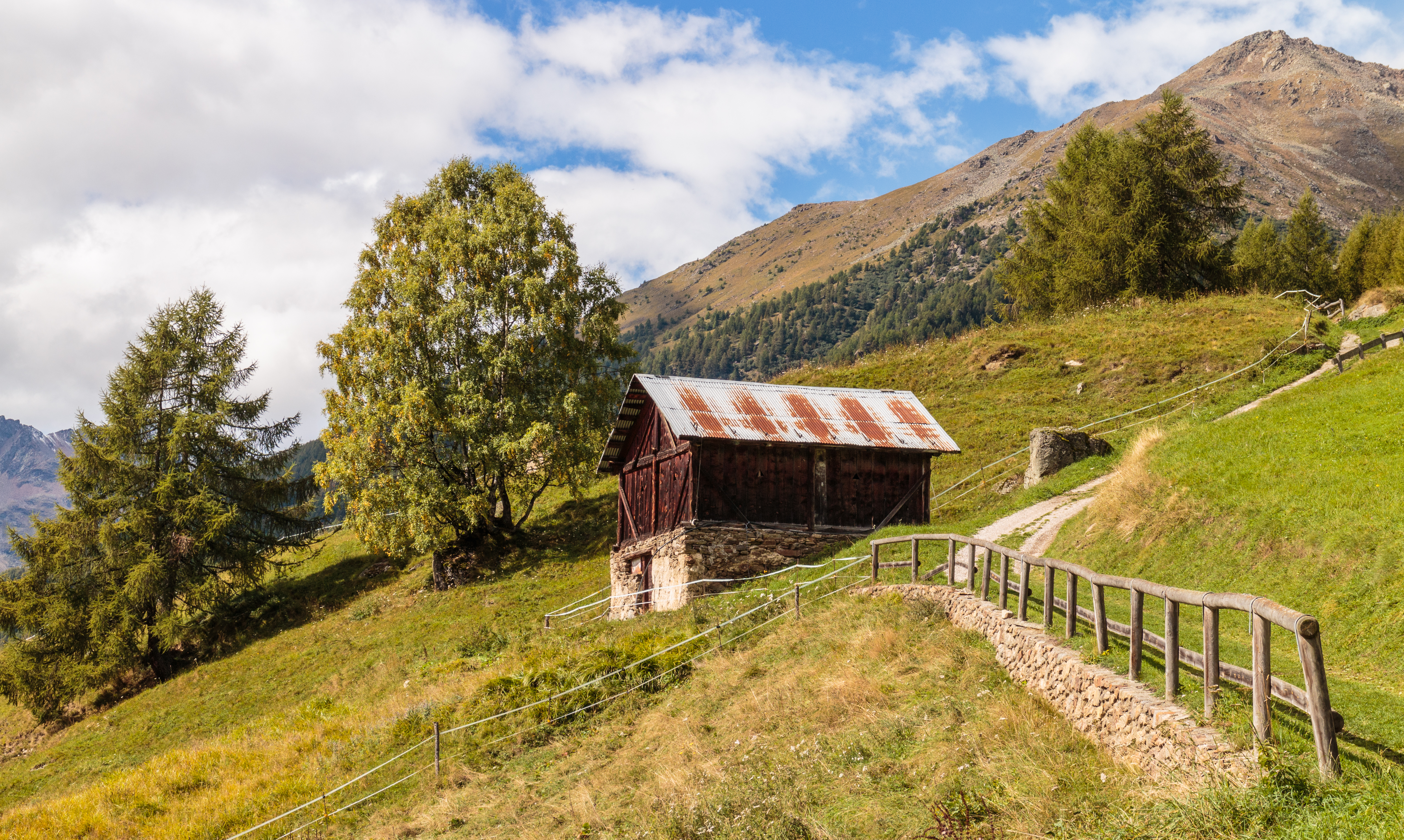
Abri dans le parc national du Stelvio, à proximité de lac Covel.

En outre, certaines propositions pour la création de plusieurs nouveaux parcs provinciaux ont été faites par le Conseil provincial, tandis que la loi 11/2007 prévoit la réorganisation des parcs du Trentin et la future création de parcs locaux. dont l'organisation peut être déterminée par les communautés naissantes de la vallée. Les zones identifiées comme zones possibles pour les nouvelles aires protégées provinciales ou locales sont Cadria-Tenno, Lagorai-Cima d'Asta, Latemar, Monte Baldo-Garda Trentino, Monte Bondone et les territoires de Pasubio-Piccole Dolomiti-Lessini.

## Société

### Évolution démographique

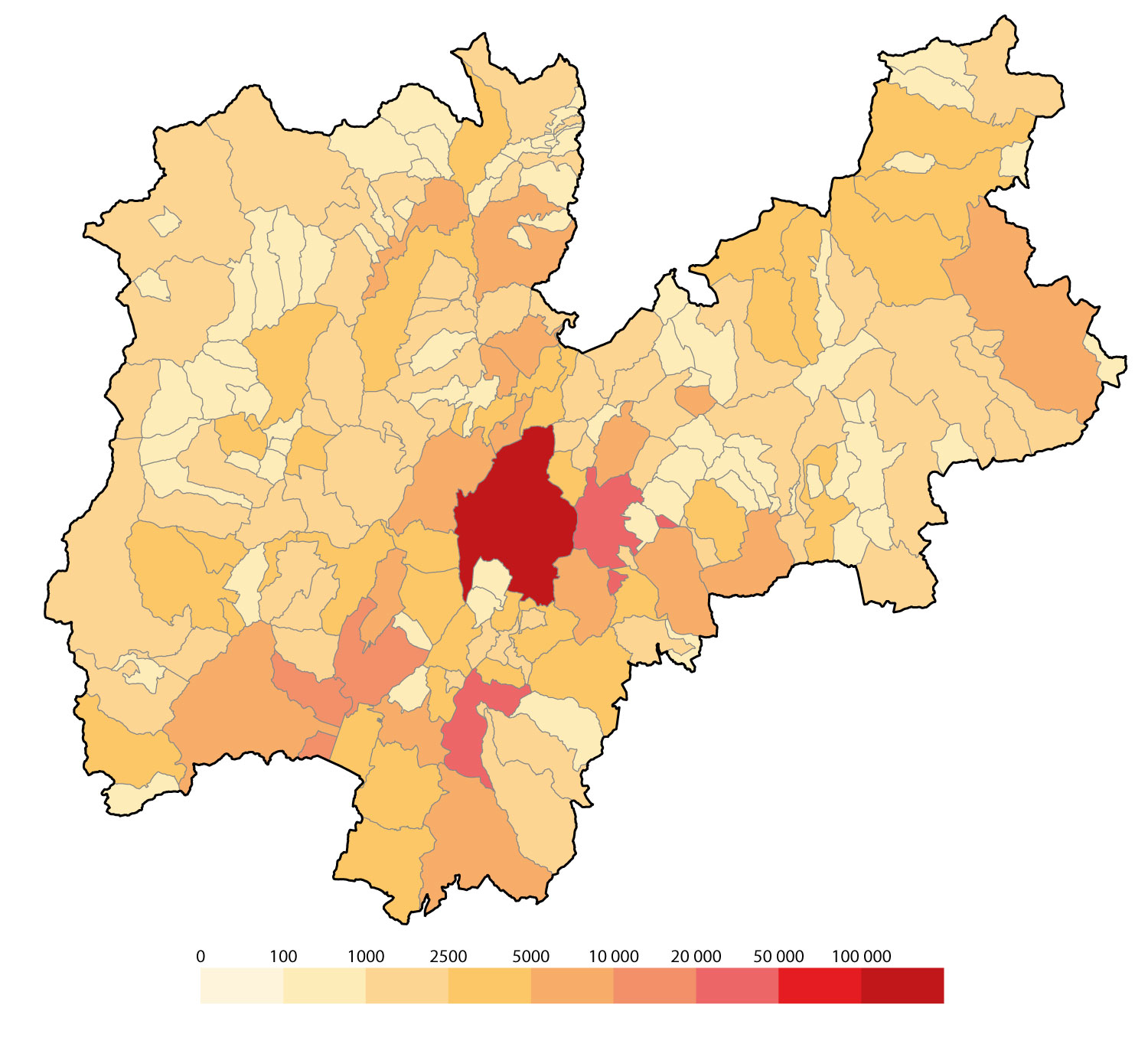
Population en 2020.
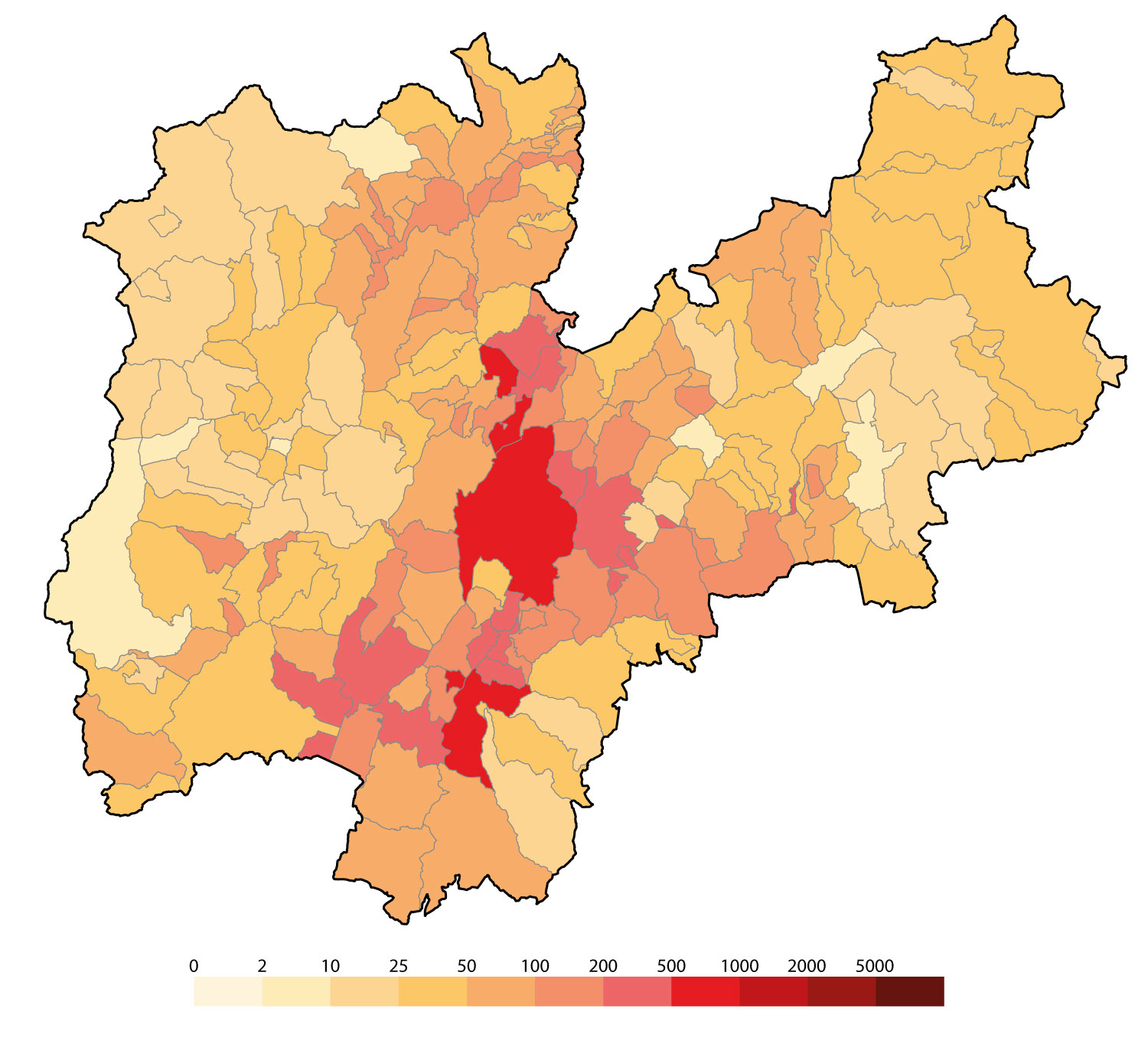
Densité démographique en 2020.
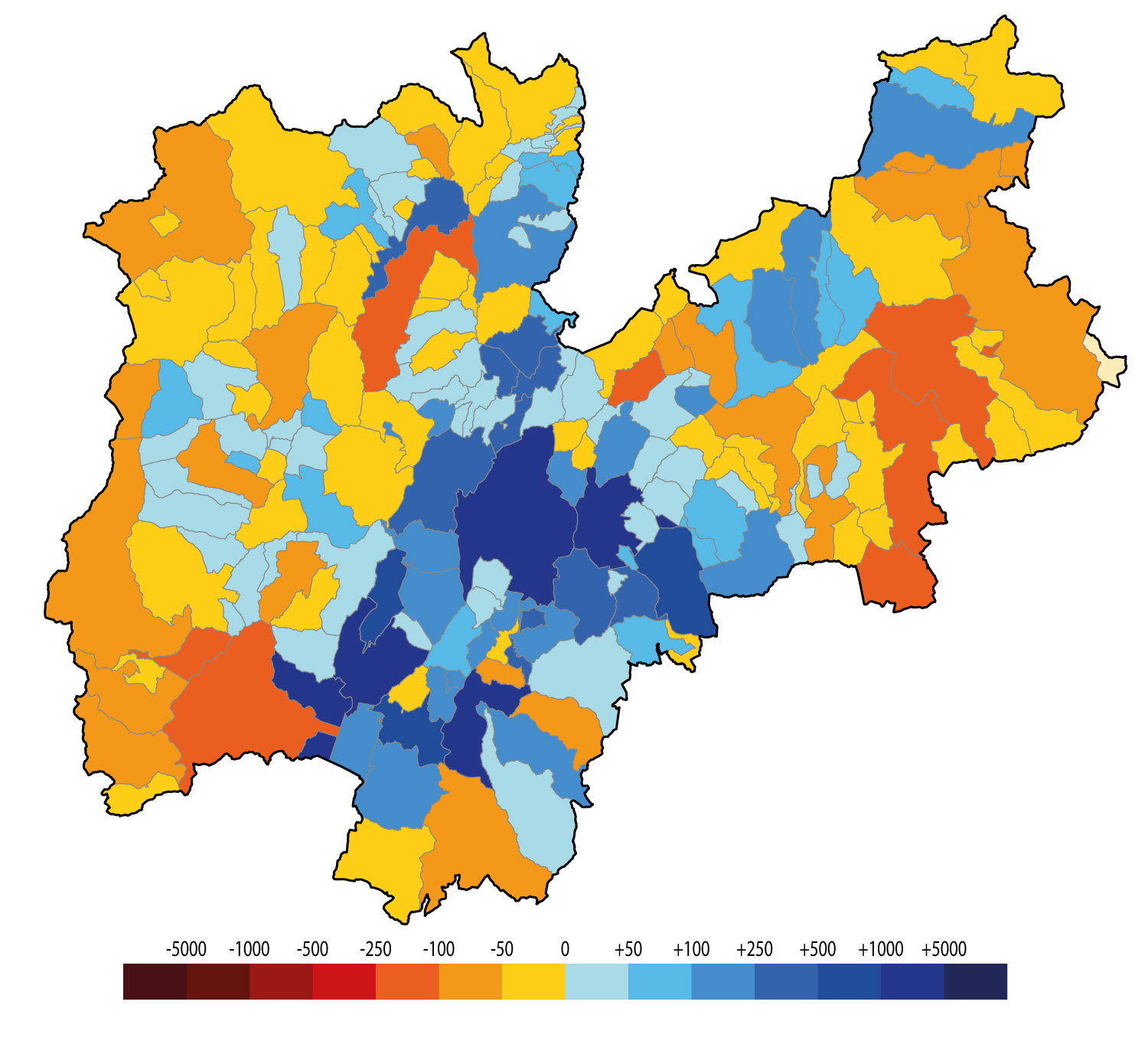
Évolution de la population entre 2011 et 2020.

## Communes
La province autonome de Trente est caractérisée par de nombreuses petites municipalités. Pour la prestation de nombreux services, que les municipalités ne pouvaient pas assumer individuellement, des districts ont été établis.
À la suite de nombreuses fusions de municipalités, le nombre de municipalités est passé de 223 en 2009 à 166 en 2020. Les municipalités de la province sont les suivantes :
- Ala
- Albiano
- Aldeno
- Altavalle
- Altopiano della Vigolana
- Amblar-Don
- Andalo
- Arco
- Avio
- Baselga di Piné
- Bedollo
- Besenello
- Bieno
- Bleggio Superiore
- Bocenago
- Bondone
- Borgo Chiese
- Borgo d'Anaunia
- Borgo Lares
- Borgo Valsugana
- Brentonico
- Bresimo
- Caderzone Terme
- Calceranica al Lago
- Caldes
- Caldonazzo
- Calliano
- Campitello di Fassa
- Campodenno
- Canal San Bovo
- Canazei
- Capriana
- Carisolo
- Carzano
- Castel Condino
- Castel Ivano
- Castello Tesino
- Castello-Molina di Fiemme
- Castelnuovo
- Cavalese
- Cavareno
- Cavedago
- Cavedine
- Cavizzana
- Cembra Lisignago
- Cimone
- Cinte Tesino
- Cis
- Civezzano
- Cles
- Comano Terme
- Commezzadura
- Contà
- Croviana
- Dambel
- Denno
- Dimaro Folgarida
- Drena
- Dro
- Fai della Paganella
- Fiavè
- Fierozzo
- Folgaria
- Fornace
- Frassilongo
- Garniga Terme
- Giovo
- Giustino
- Grigno
- Imer
- Isera
- Lavarone
- Lavis
- Ledro
- Levico Terme
- Livo
- Lona-Lases
- Luserna
- Madruzzo
- Malé
- Massimeno
- Mazzin
- Mezzana
- Mezzano
- Mezzocorona
- Mezzolombardo
- Moena
- Molveno
- Mori
- Nago-Torbole
- Nogaredo
- Nomi
- Novaledo
- Novella
- Ospedaletto
- Ossana
- Palù del Fersina
- Panchià
- Peio
- Pellizzano
- Pelugo
- Pergine Valsugana
- Pieve Tesino
- Pieve di Bono-Prezzo
- Pinzolo
- Pomarolo
- Porte di Rendena
- Predaia
- Predazzo
- Primiero San Martino di Castrozza
- Rabbi
- Riva del Garda
- Romeno
- Roncegno
- Ronchi Valsugana
- Ronzo-Chienis
- Ronzone
- Rovereto
- Roverè della Luna
- Ruffré
- Rumo
- Sagron Mis
- Samone
- San Lorenzo Dorsino
- San Michele all'Adige
- Sant'Orsola Terme
- Sanzeno
- Sarnonico
- Scurelle
- Segonzano
- Sella Giudicarie
- San Giovanni di Fassa
- Sfruz
- Soraga
- Sover
- Spiazzo
- Spormaggiore
- Sporminore
- Stenico
- Storo
- Strembo
- Telve
- Telve di Sopra
- Tenna
- Tenno
- Terragnolo
- Terre d'Adige
- Terzolas
- Tesero
- Tione di Trento
- Ton
- Torcegno
- Trambileno
- Trente
- Tre Ville
- Valdaone
- Valfloriana
- Vallarsa
- Vallelaghi
- Vermiglio
- Vignola-Falesina
- Villa Lagarina
- Ville d'Anaunia
- Volano
- Ziano di Fiemme

## Économie
Le Trentin est une zone de montagne et donc avec de nombreuses terres agricoles propices à une agriculture riche, mais sa position de passage entre l'Italie et les terres du nord de l'Europe a toujours favorisé le commerce. Au Moyen Âge, les industries textiles se sont développées à Trente et à Ala, et, grâce à la contribution vénitienne, l'industrie de la soie à Rovereto. L'économie du Trentin a également été fondée pendant des siècles sur la fourniture de bois précieux aux terres de la vallée du Pô et en particulier à la république de Venise.
Dans la période de domination des Habsbourg à la suite de la perte de la Lombardie-Vénétie, le Trentin était la terre la plus ensoleillée pour les cultures impossible dans la partie de l'empire située au nord ; son climat doux en a fait une destination touristique préférée des personnalités éminentes de l'empire pour les vacances, les loisirs à Arco et les cures thermales à Levico et Roncegno. Cependant, en raison de la nature montagneuse et de l'isolement dans lequel une grande partie de son territoire était situé, le Trentin est resté une terre pauvre. Pour lutter contre la pauvreté, Don Lorenzo Guetti a fondé la première coopérative du Trentin à la fin du XIXe siècle, et qui a ensuite eu une grande fortune au siècle suivant.
Une particularité de l'économie du Trentin est la taille du secteur coopératif (plus de 17 % de la population), qui n'a d'équivalent que l'Émilie-Romagne ; les coopératives du Trentin sont dites blanches car historiquement liées à la démocratie chrétienne, contrairement à celles d'Émilie-Romagne, liées au Parti communiste et donc appelées rouges. Les coopératives du Trentin sont très actives dans le secteur du crédit (anciennement banques rurales, maintenant banques coopératives de crédit) et la transformation des produits agricoles (laiteries sociales, caves sociales, consortiums de fruits et légumes), moins dans le secteur de la distribution commerciale (familles coopératives, Union agricole industrielle du Trentin - SAIT), tandis que celles de l'Émilie préfèrent d'autres secteurs (grande distribution, construction de routes, assurance) pour que dans le système coopératif, réuni à la fin du XXe siècle après cinquante ans d'opposition idéologique et politique, ils deviennent complémentaires. Les coopératives du Trentin sont unies dans la fédération des consortiums coopératifs, qui supervise les coopératives individuelles.
Le bien-être généralisé est survenu dans les années 1970 avec le boom dans le Nord-Est et l'expansion de l'autonomie politique, en raison de la pression des compatriotes du Tyrol du Sud et de la capacité des politiciens du Trentin à s'insérer au plus haut niveau au niveau national (en particulier Flaminio Piccoli et Bruno Kessler).

### Agriculture et élevage

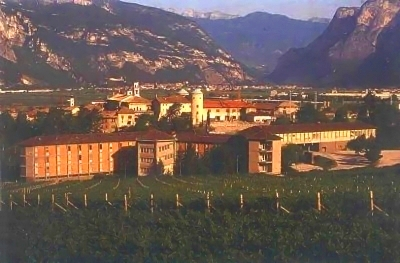
Complexe scolaire de l'Institut agricole de San Michele all'Adige aujourd'hui Fondation Edmund Mach (FEM).

Malgré les caractéristiques du territoire, principalement montagnard, le secteur agricole est tout à fait pertinent. Contrairement au Tyrol du Sud voisin, les exploitations ne sont pas indépendantes les unes des autres (structure de l'exploitation fermée, ce qui a également empêché un fractionnement excessif des propriétés dans la province de Bolzano), mais font souvent partie d'un vaste réseau de coopératives agricoles. Une caractéristique constante a toujours été le coût plus élevé des terres agricoles par rapport à des terres beaucoup plus productives situées dans la vallée voisine du Pô.
Dans le passé, l'agriculture était principalement une question de survie, mais à partir de la dernière partie du XXe siècle, la culture fruitière et la viticulture ont pris une importance particulière.
En fait, le secteur agricole le plus important est devenu le secteur des fruits. La production numériquement la plus pertinente est liée aux pommes (avec le Haut-Adige, environ 60 % de la production nationale est atteinte avec un record de production européen), en particulier de la variété Golden Delicious.
Si la production de pommes, bien que présente également dans les zones planes, est absolument répandue dans toute la fourchette entre 400 et 1 000 m d'altitude, dans les zones entre 200 et 400 m, la production d'un vaste assortiment de raisins est très répandue, en particulier des cépages aptes à produire des vins mousseux et des vins typiques, à tel point que les raisins sont le produit agricole le plus important après les pommes, un produit de haute qualité même si (contrairement aux pommes) quantitativement modeste par rapport à la production nationale italienne. En s’engageant sur la voie du vin et des grappes de haute qualité, la viticulture est devenue un secteur florissante et rentable.
La culture de petits fruits (fraises, framboises, myrtilles et mûres) est importante, bien qu'elle soit nécessairement limitée en quantité et particulière à certaines zones spécifiques du Trentin, en particulier la valle dei Mocheni et d'autres zones de montagne.
Certaines zones, comme le val di Gresta, sont affectées par la culture des légumes (pomme de terre, carotte, chou, courgette, radicchio, céleri, oignon, etc.).

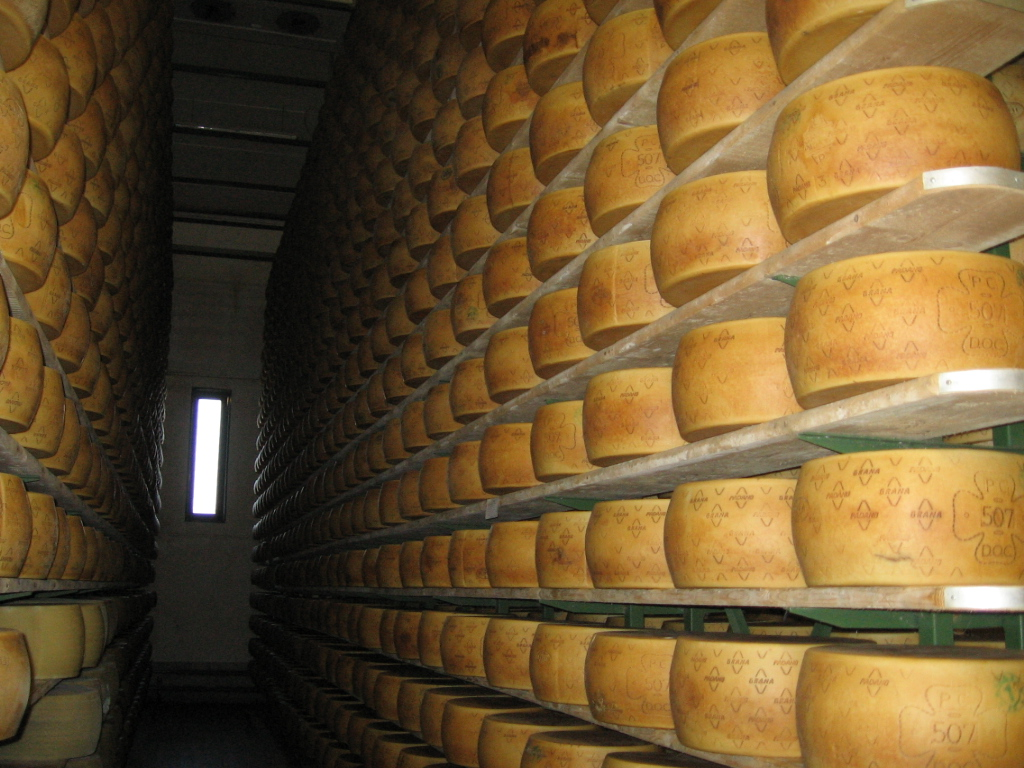
Meules de Grana Padano.

S'élevant comme l'un des moyens de subsistance les plus importants dans les vallées alpines, l'élevage est un secteur historiquement très important. La présence sur une large majorité du territoire provincial de refuges de montagne et d'abris d'été pour le bétail, encore partiellement utilisés pour la pratique de l'alpage en est le témoignage. Le secteur de l'élevage le plus pertinent est lié aux bovins laitiers, à partir desquels une grande variété de produits laitiers typiques est obtenue, même si le secteur laitier est moins pertinent que par le passé. Cependant, divers types de fromages particuliers sont encore produits, vieillis ou frais. Citons la Trentingrana (sous la dénomination de l'AOP Grana Padano), le Puzzone di Moena, la Tosèla del Primiero et le Casolet originaires du val di Sole.
Les autres délices du secteur alimentaire sont la farine de maïs de Storo, les pommes du val di Non et la production locale de miel et de champignons. Enfin, l'olivier est cultivé à proximité du lac de Garde. Ici, il pousse à la latitude la plus élevée pour ce type de végétaux typiquement méditerranéens. Le fait d'être si nordique permet d'avoir une huile plus riche en polyphénols et en chlorophylle ; c'est la raison de sa couleur verte et de son goût très particulier.
N'étant pas en mesure de concurrencer les plaines avec la quantité, il était beaucoup plus commode de se concentrer sur la haute qualité des produits avec une protection méticuleuse des marques de produits locaux. En ce qui concerne le développement des marques d'origine et de qualité et leur défense, les entrepreneurs du Trentin et les coopératives agricoles ou coopératives de transformation de produits agricoles ont également été des maîtres pour le reste de l'Italie, qui suit tardivement cette politique commerciale.
Dans le secteur agricole, en vue de valoriser les produits, la province a toujours été sensible à la problématique de la production durable et naturelle et, depuis 2003, a mis en place le centre de recherche SafeCrop, centre de recherche et développement de systèmes de la protection des plantes à faible impact sur l'environnement et la santé des consommateurs.

### Industrie

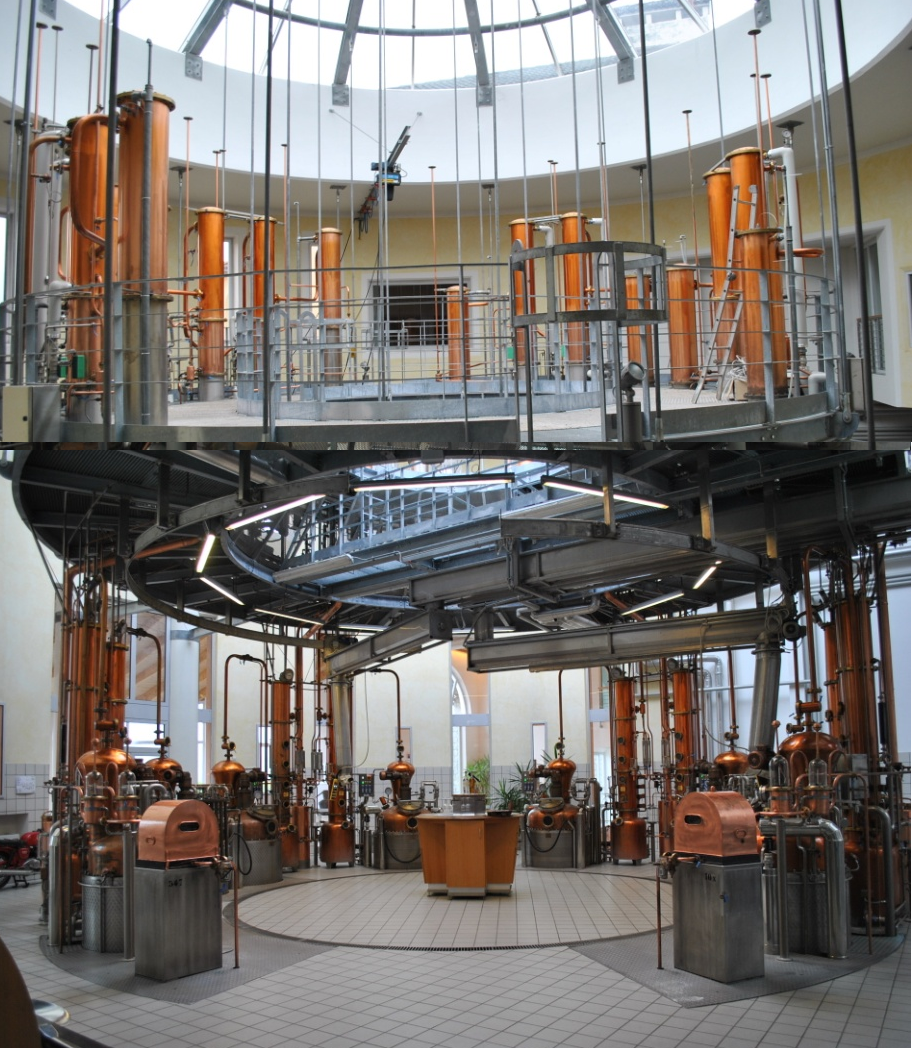
Machine de distillation moderne de grappa à la distillerie Marzadro.

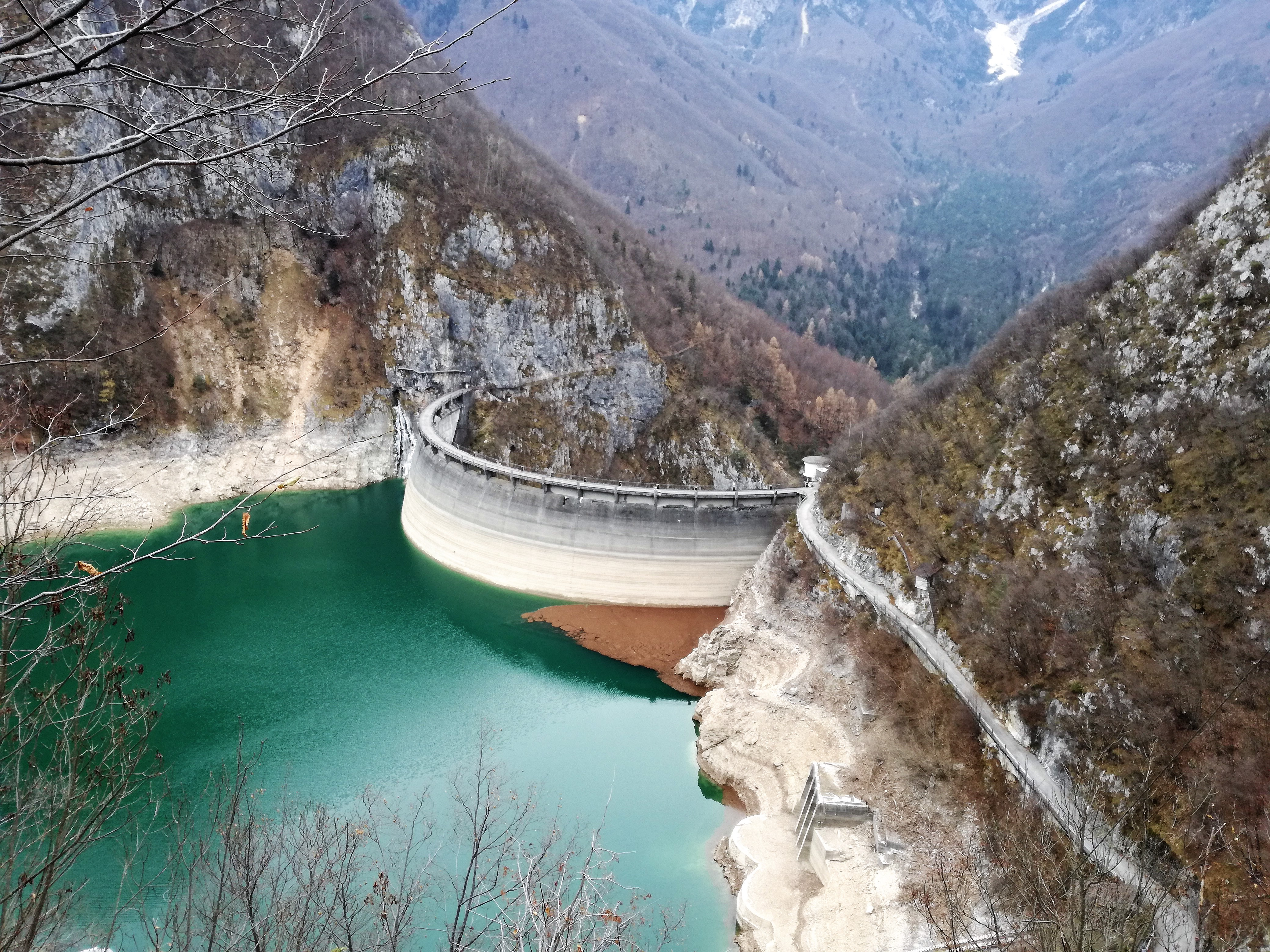
Barrage hydroélectrique du lac de Speccheri.

L'industrie occupe environ 30 % de la population active de la province, ce qui représente environ un tiers de la richesse totale produite.
Les industries sont concentrées dans la vallée de l'Adige, la Vallagarina et la Valsugana et sont souvent de taille petite à moyenne. Elles sont activesdans les secteurs du textile, de la construction, de la mécanique, du bois et du papier. Une zone industrielle particulièrement importante concerne la transformation du porphyre, principalement dans le val di Cembra et dans les environs (communes d'Albiano, Fornace, Civezzano, Lona-Lases, Baselga di Piné). Une centaine de carrières de porphyre sont exploitées dans la province, fournissant 1,5 million de tonnes par an, pour un chiffre d'affaires d'environ 530 millions de dollars.
Le secteur alimentaire avec de nombreuses caves (vin) et distilleries traditionnelles est très important pour la qualité, l'image, l'histoire et la tradition. Certaines grandes entités coopératives (telles que Cavit ou Mezzocorona) et d'autres petites ou moyennes entités privées (telles que Marzadro, Ferrari, Villa de Varda, Zeni, Endrizzi, Bertagnolli, Poier) collaborent et contribuent à étendre encore la tradition du Trentin des boissons alcoolisées. Il a été réalisé que, étant incapable de rivaliser avec la quantité, il était beaucoup plus pratique de se concentrer sur la haute qualité des produits avec une protection méticuleuse des marques de produits locaux, à la fois avec les prix DOC, DOP et IGP pour les vins et avec le réaménagement de produits jusque-là négligés tels que la grappa et les liqueurs, avec l'introduction de nouveaux produits tels que les vins mousseux (anciennement appelés champenoise). En ce qui concerne le développement des marques d'origine et de qualité et leur défense, les entrepreneurs et coopératives du Trentin pour la transformation des produits agricoles ont également été des maîtres pour le reste de l'Italie,
L'abondance d'eau, la topographie de la zone et la présence de très grandes différences d'altitude ont favorisé la production d' énergie hydroélectrique. Le Trentin a une part comprise entre 8 et 10 % de la production nationale totale.

### Secteur tertiaire
Compte tenu des vastes compétences administratives et des ressources financières considérables de la province autonome de Trente, le secteur public joue un rôle de première importance, non seulement dans la mesure où les services généralement gérés par l'État sont gérés au niveau provincial, mais également en tant que principal employeur du Trentin. Les fonctionnaires du Trentin représentent près de 50 000 personnes.
Trente abrite ITAS - Trentino-Alto Adige Insurance Institute, une mutuelle établie en 1821.

#### Tourisme
L'une des activités économiques les plus importantes est le tourisme, été comme hiver, caractérisé par une variété et une ampleur remarquables de l'offre touristique.
Selon les statistiques de 2005, la province compte pas moins de 1 570 hôtels, pour un total de presque 95 000 lits ; y compris l'hébergement privé, les résidences secondaires et les entreprises complémentaires, le Trentin compte 69 737 établissements avec un total de plus de 460 000 lits.

##### Tourisme hivernal
Le tourisme hivernal repose très majoritairement sur les stations de sport d'hiver, caractérisés par la présence de nombreuses remontées mécaniques, faisant souvent partie de grands carrousels de ski, et comprenant de nombreuses structures pour la pratique des sports d'hiver.
La station le plus prisée de la province est Madonna di Campiglio, situé à 1 550 m d'altitude, construite dans un bassin entre les Dolomites de Brenta et le massif de l'Adamello, ancien siège d'un hospice médiéval dédié à Santa Maria. Ici, se déroulent chaque année des courses souvent contestées de slalom de la coupe du monde de ski alpin. Partagé par la même origine, San Martino di Castrozza s'est développé dans l'est du Trentin, entouré de prairies autrefois gardées par l'ancien monastère de San Martino et Giuliano et par les sommets du Pale di San Martino. La station, située à Primiero, est considérée par beaucoup comme la plus belle des Dolomites. Toujours dans la vallée de Primiero, il y a un autre village historique plein de charme, Fiera di Primiero, situé juste au pied du massif de Pale susmentionné.
De San Martino, en traversant le passo Rolle, on atteint le val di Fiemme, une vallée célèbre pour ses vastes forêts d'épicéas et connue comme un centre sportif important, en particulier pour le ski nordique, dont elle a organisé trois championnats du monde (1991, 2003 et 2013) ; au nord de Fiemme s'étend le pays des Ladins, le val di Fassa, formé de plusieurs petites villes (les plus grandes et peut-être les plus connues sont Moena et Canazei) et sculpté par certains des chaînons montagneux les plus importants des Dolomites (Marmolada, Sella, Catinaccio).
Il existe de nombreux hameaux sur les hauts plateaux de Folgaria et Lavarone et d'importants centres touristiques non loin de la frontière avec la Vénétie.
Dans l'ouest du Trentin, les deux stations de Folgarida et Marilleva, combinées avec la zone du passo del Tonale et la ville de Peio, représentent les principaux centres de ski du val di Sole. Enfin, les principales destinations touristiques sont les villages (Andalo, Molveno et Fai) nichés entre les pentes de la Paganella et le cœur du groupe dolomitique de la Brenta.
Les autres domaines possédant des remontées mécaniques pour le ski sont le plateau de Brentonico, le passo Brocon, Panarotta et Monte Bondone.

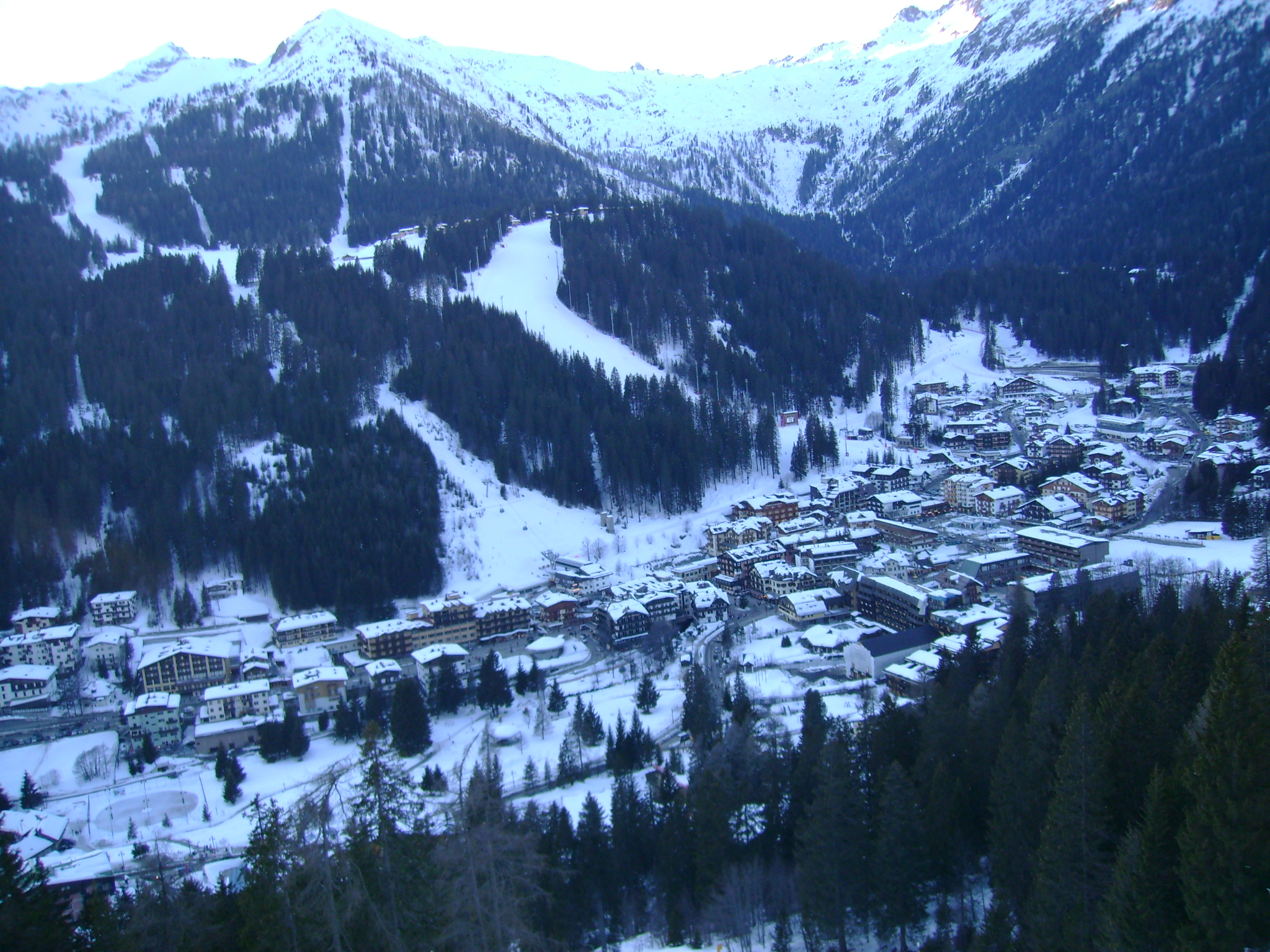
Madonna di Campiglio.
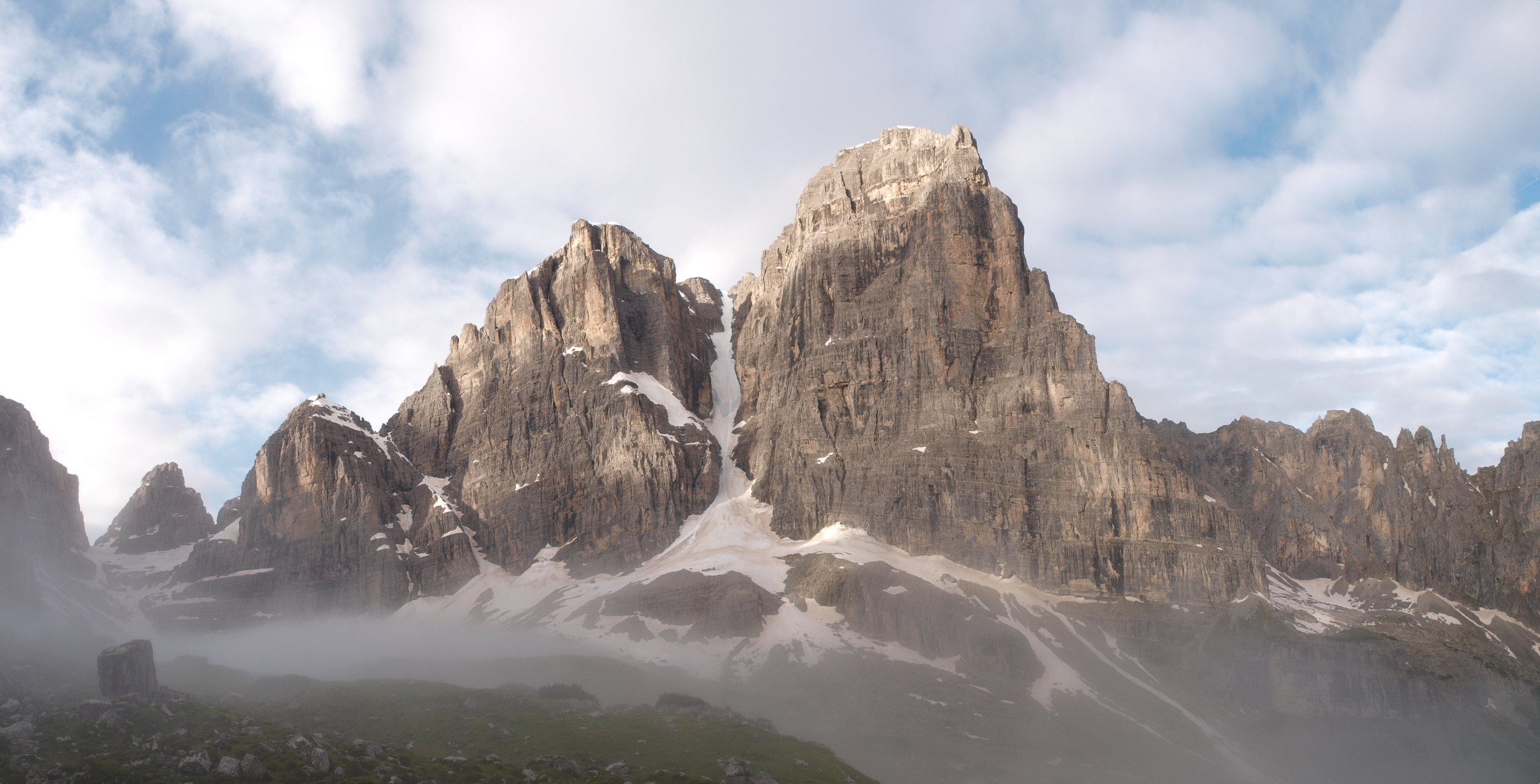
Dolomites de Brenta.
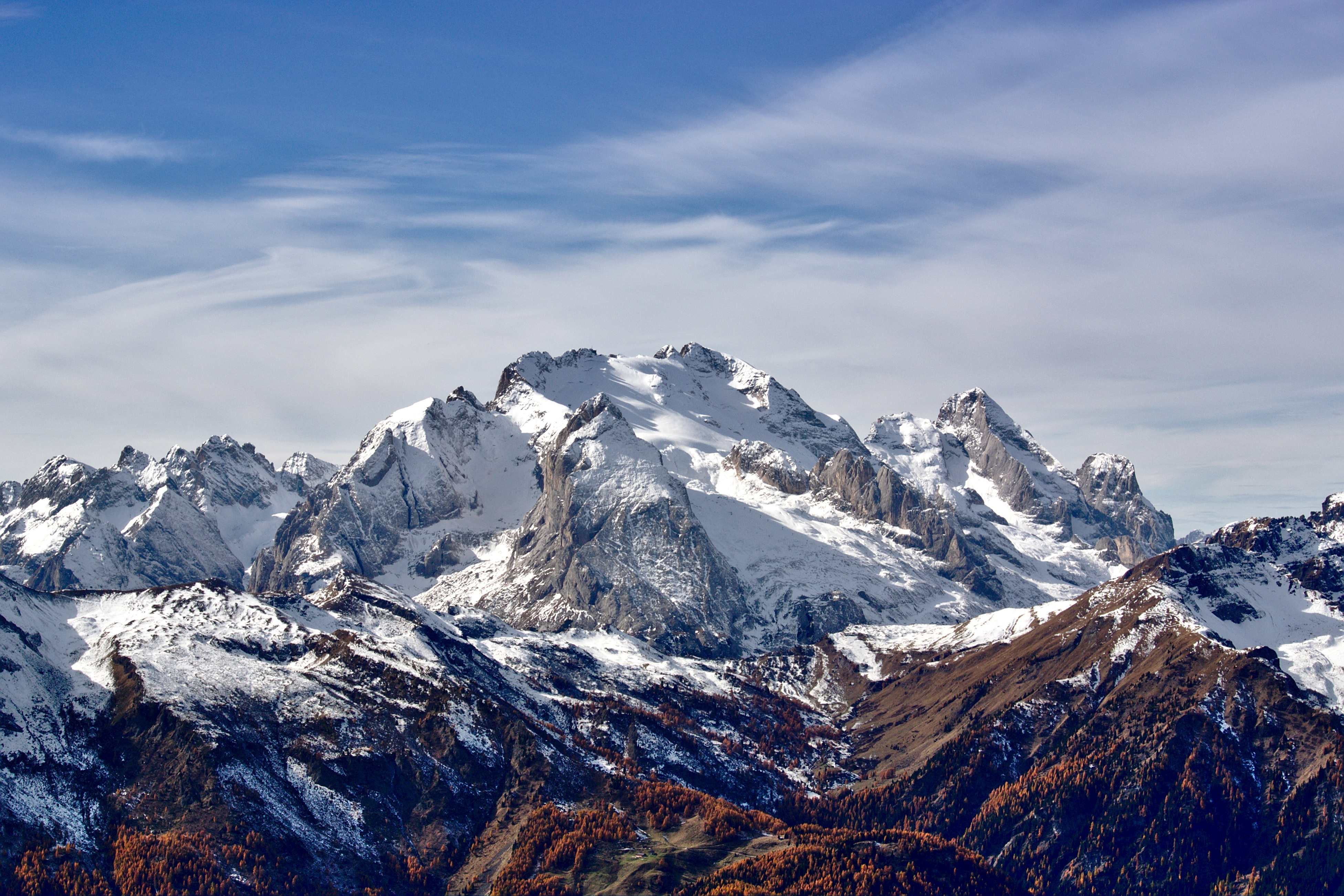
Marmolada.
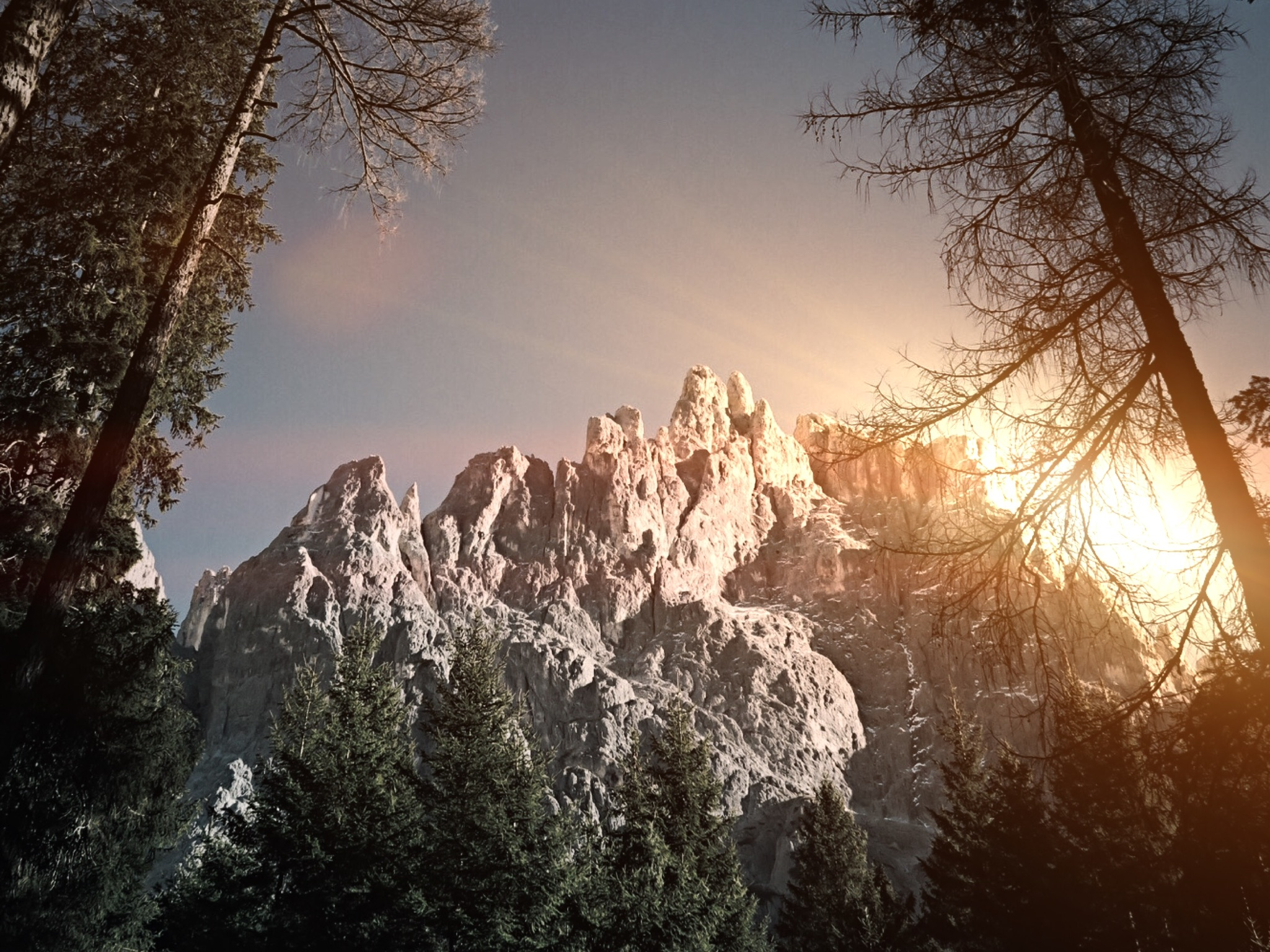
San Martino di Castrozza.
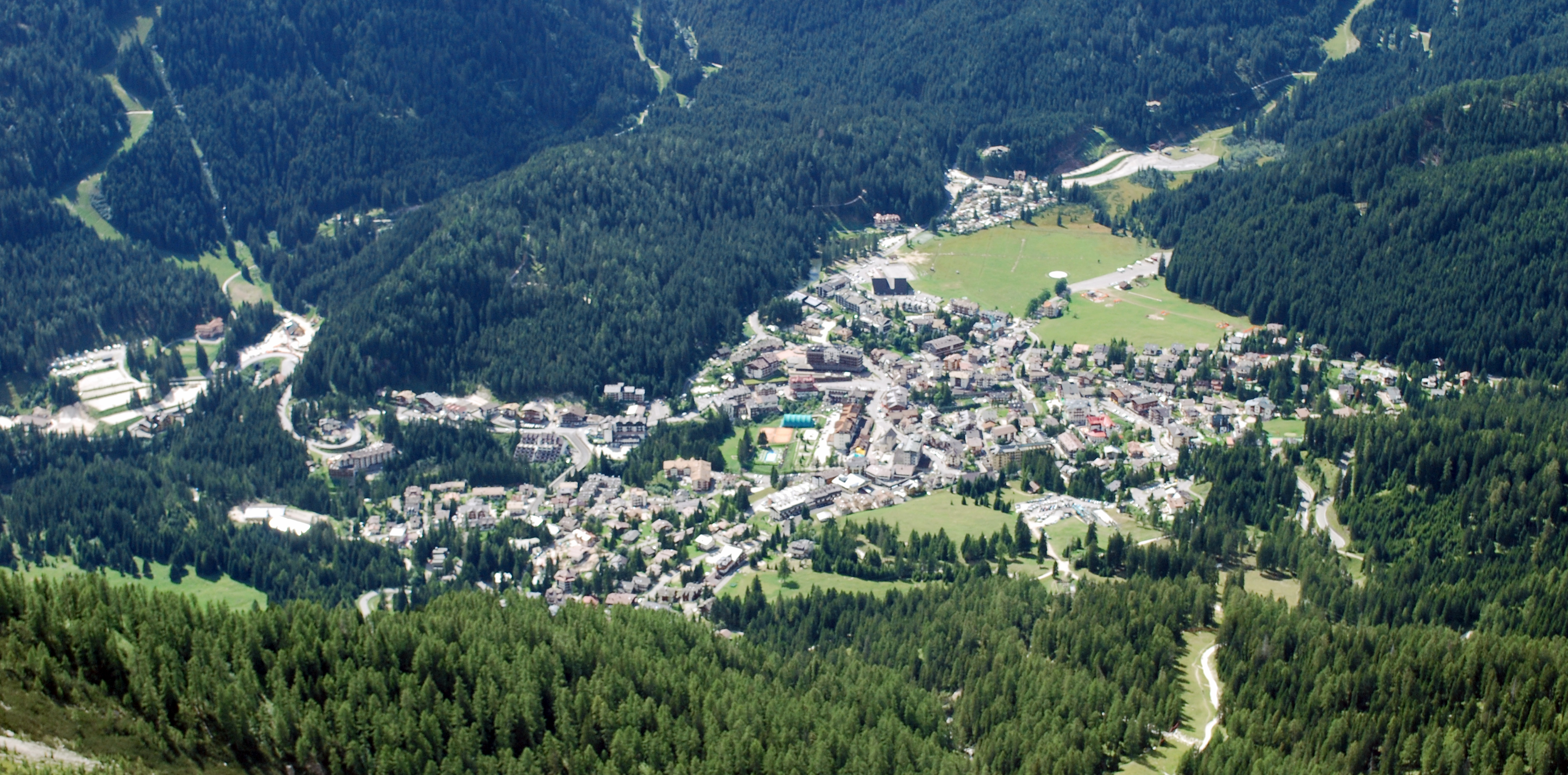
San Martino di Castrozza.

##### Tourisme estival
Les nombreux cols alpins en font une attraction pour les cyclistes en été. La Sella Ronda est particulièrement célèbre, avec ses étapes rencontrées à plusieurs reprises par la Giro. Le tour du Trentin, le trophée Melinda, le marathon des Dolomites et plusieurs courses de ski de fond ont lieu chaque année.

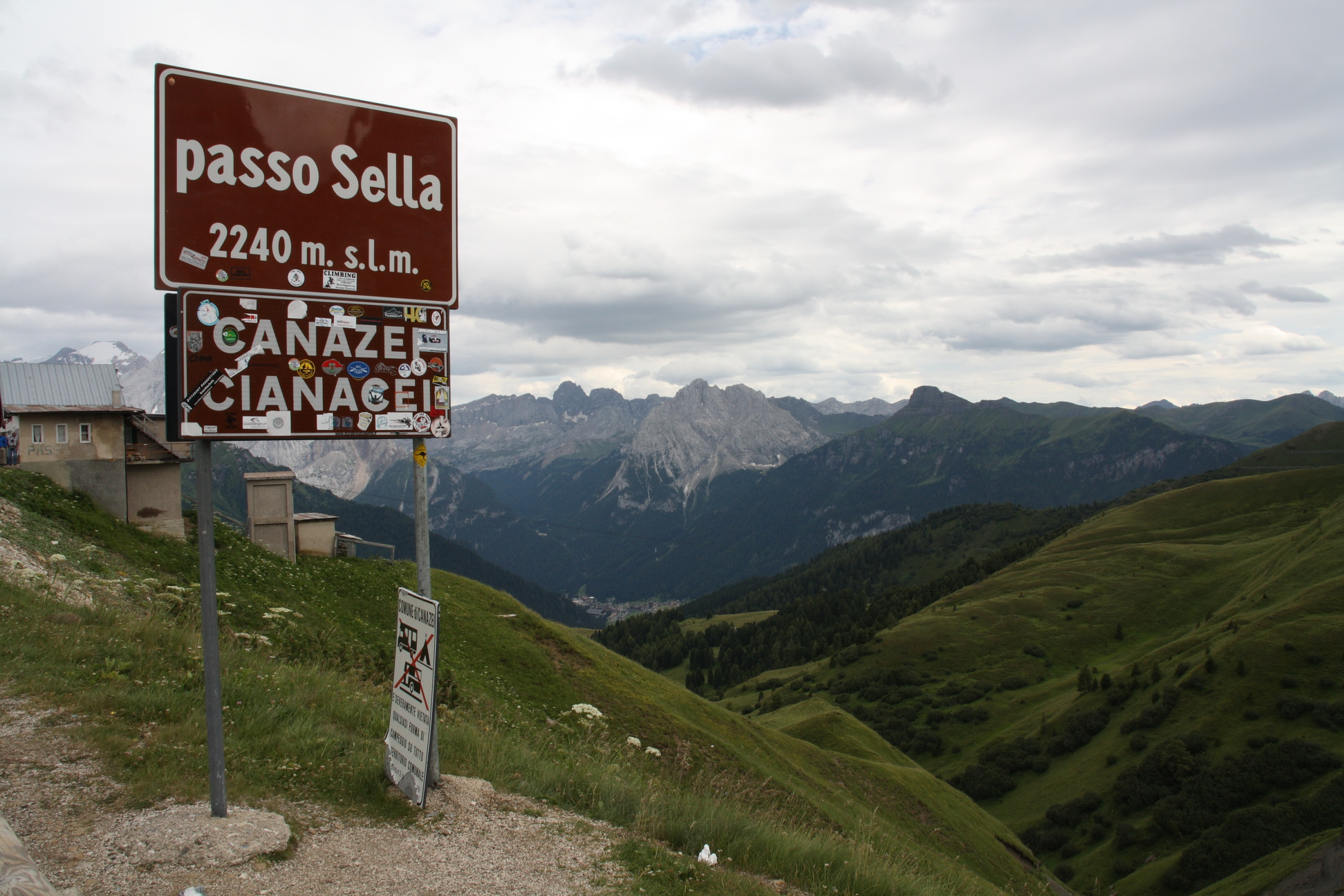
Col sella.
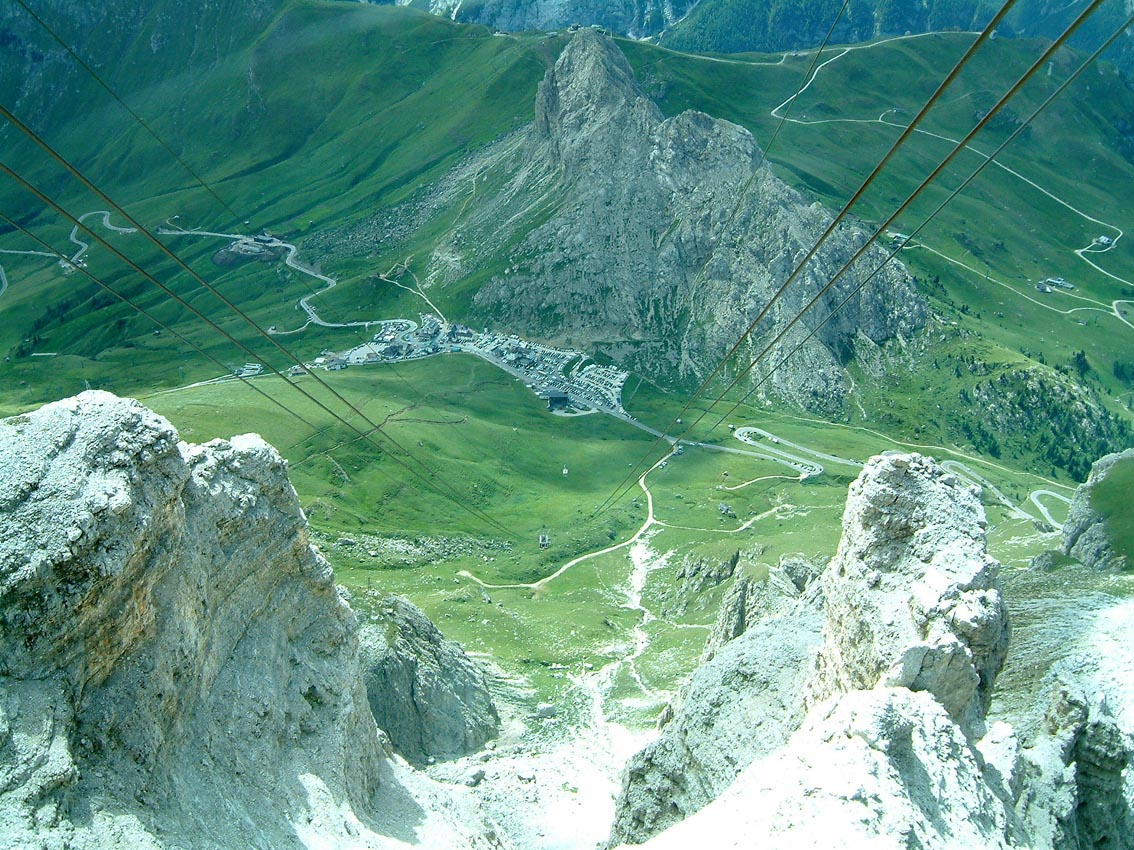
Col Pordoi.
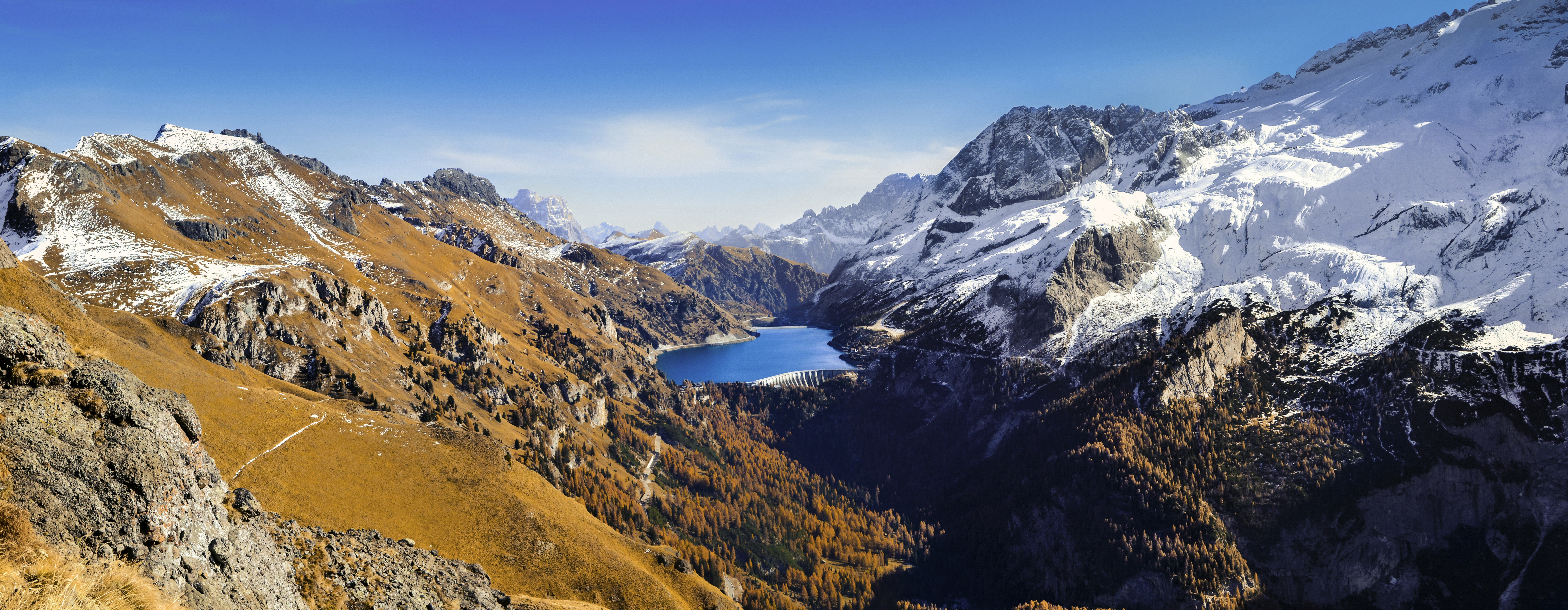
Vue du passo Fedaia.

Les autres destinations populaires sont les stations balnéaires qui ont vu le jour près des différents lacs de la province, particulièrement appréciées des touristes étrangers. Parmi ceux-ci, il convient de rappeler Riva del Garda et Torbole sur la rive nord du lac de Garde et les différents centres de la Valsugana près des lacs de Levico et Caldonazzo.
Enfin, le tourisme thermal est important : les centres thermaux les plus importants du Trentin sont Comano, au pied du secteur sud des Dolomites de Brenta, Levico et Vetriolo dans la haute Valsugana, Peio et Rabbi dans les deux vallées latérales du val di Sole. Une autre source thermale a récemment été trouvée à Torbole sul Garda sur le territoire de la municipalité d'Arco. Actuellement l'exploitation de cette source est encore en phase de planification mais la création d'un centre thermal est attendue.

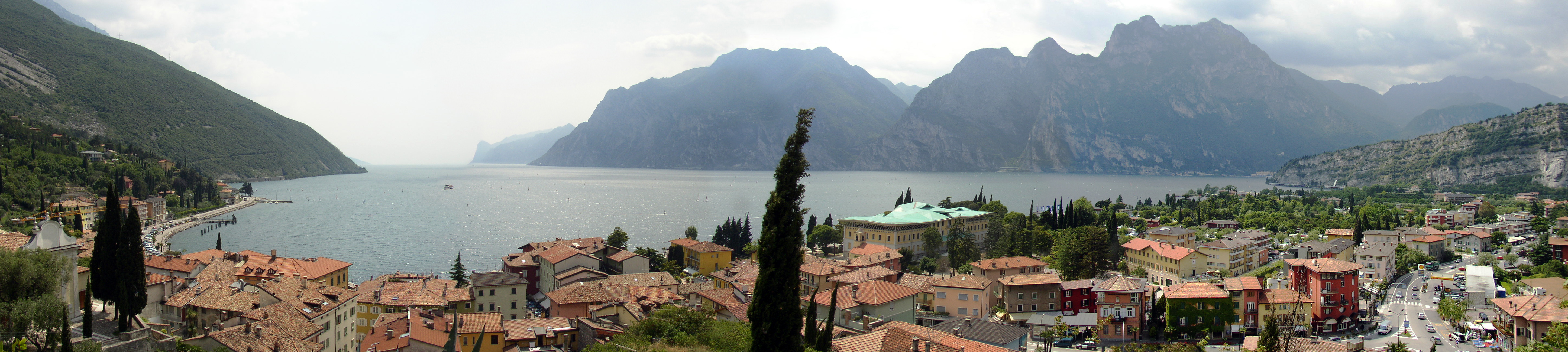
La ville de Torbole, sur la rive nord du lac de Garde.

## Voies de communications et transport

### Infrastructures routières

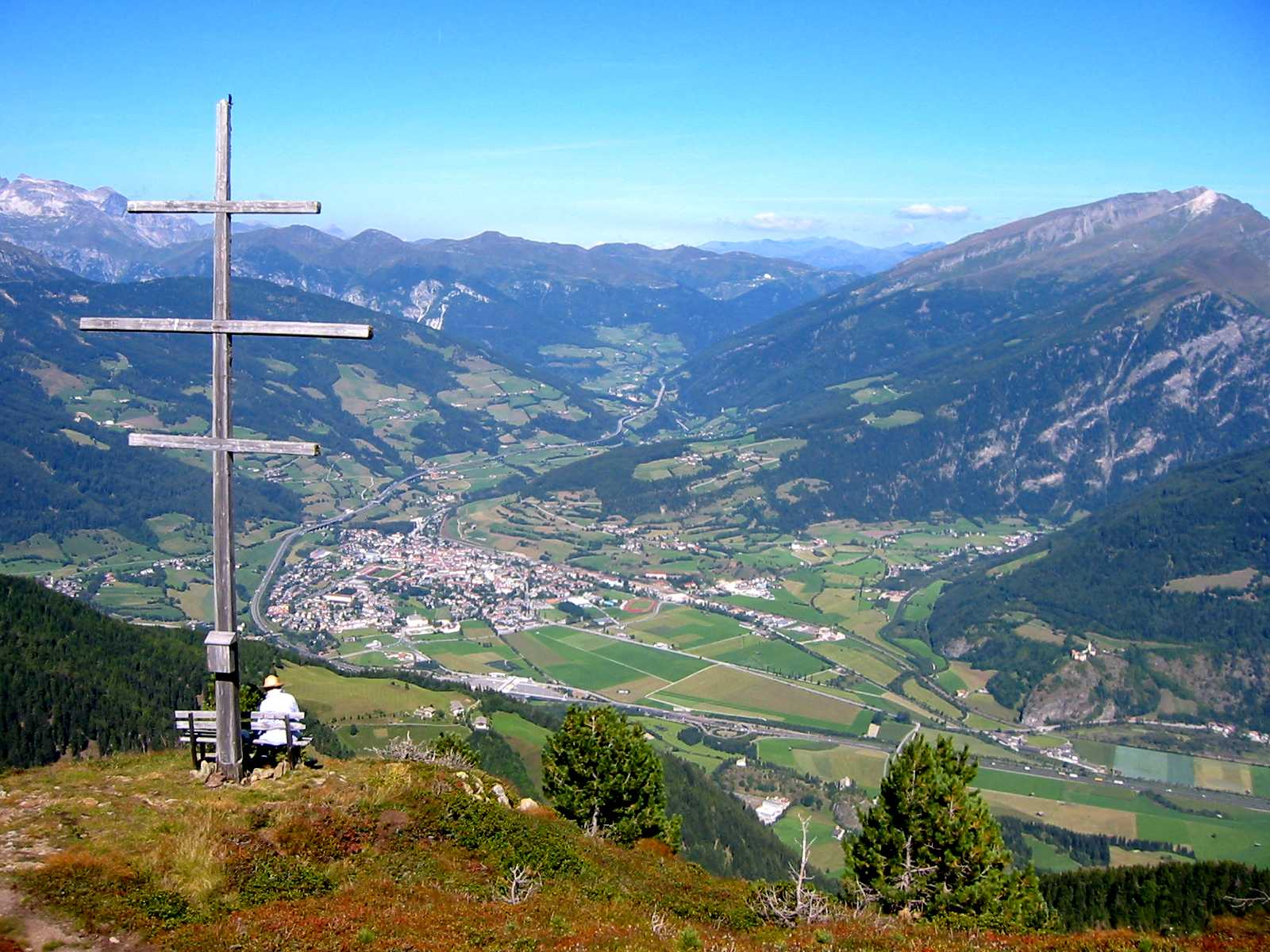
Vipiteno et l'autoroute A22 dans la vallée.

Le Trentin est une terre de croisement entre la zone germanique et le nord de l'Italie. Les principaux axes de communication routière sont l'A22 (dite autostrada del Brennero, littéralement autoroute du Brenner) et la route nationale 12, qui se développent le long de la vallée de l'Adige. La direction de la société Autostrada del Brennero spa est située à Trente, les principaux actionnaires de la société étant la région Trentin-Haut-Adige et les deux provinces de Bolzano et Trente.
Étant donné que l'autoroute se caractérise par un trafic important de véhicules lourds, l'objectif principal de la province et de la région est de réduire fortement le trafic routier, en incitant les véhicules lourds à emprunter la voie ferrée, à l'avenir renforcée par le tunnel du Brenner entre l'Italie et l'Autriche.
Il a été proposé à plusieurs reprises de construire une autre autoroute sur le territoire du Trentin, l'A31 (appelée Valdastico ou PiRuBi), qui relierait Trente à Vicence et Rovigo. La construction de cette infrastructure, qui a déjà été entièrement réalisée dans la région de la Vénétie depuis de nombreuses années jusqu'au tunnel reliant le Trentin, est fortement soutenue par la région de la Vénétie, la province de Vicence et l'ANAS,, tout en divisant la population et la politique du Trentin.

### Desserte ferroviaire
La principale ligne de chemin de fer celle du Brenner, qui relie le Trentin aux pays germaniques. Un long tunnel ferroviaire, en construction, permettra dans quelques années des liaisons très rapides entre la vallée du Pô et la zone germanique pour les personnes et les marchandises, passant sous le col du Brenner à grande vitesse.
Dans le Trentin, il existe deux autres lignes de chemin de fer importantes : le chemin de fer Valsugana, qui relie Trente à Venise, et le chemin de fer régional (à voie étroite) Trente-Malé-Mezzana, qui relie la capitale aux val di Noce, di Non et di Sole, et est géré par la société Trentino Trasporti.

Dans le passé, il y avait aussi plusieurs autres lignes chemins de fer, activés à l'époque des Habsbourg puis abandonnés : le chemin de fer val di Fiemme, qui reliait Ora à Predazzo, le chemin de fer Dermulo-Fondo-Mendolabet le chemin de fer Rovereto-Arco-Riva.

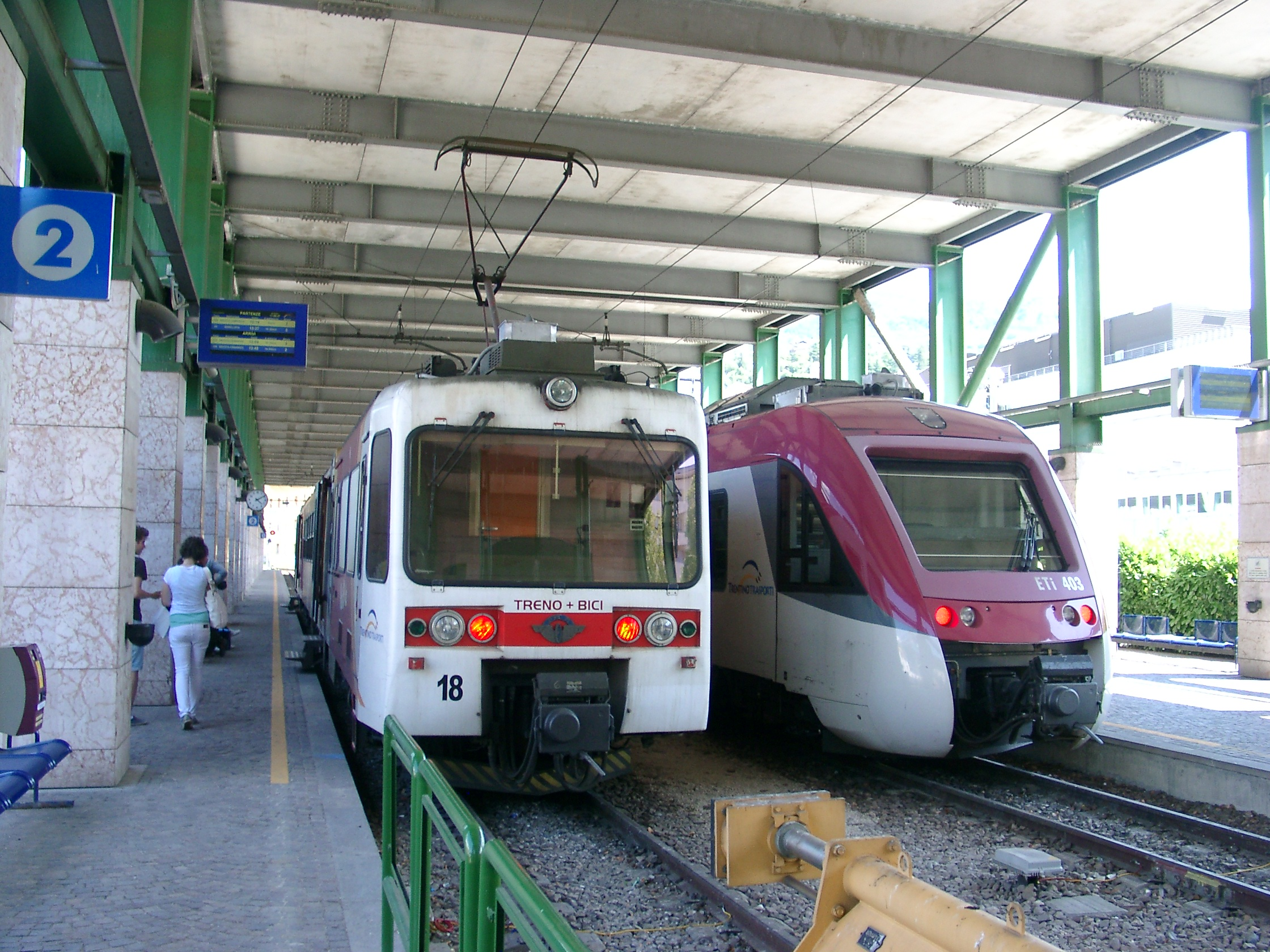
E86 ET 18 et Coradia Meridian ETi 8/8 403 dans la nouvelle gare de Trente.
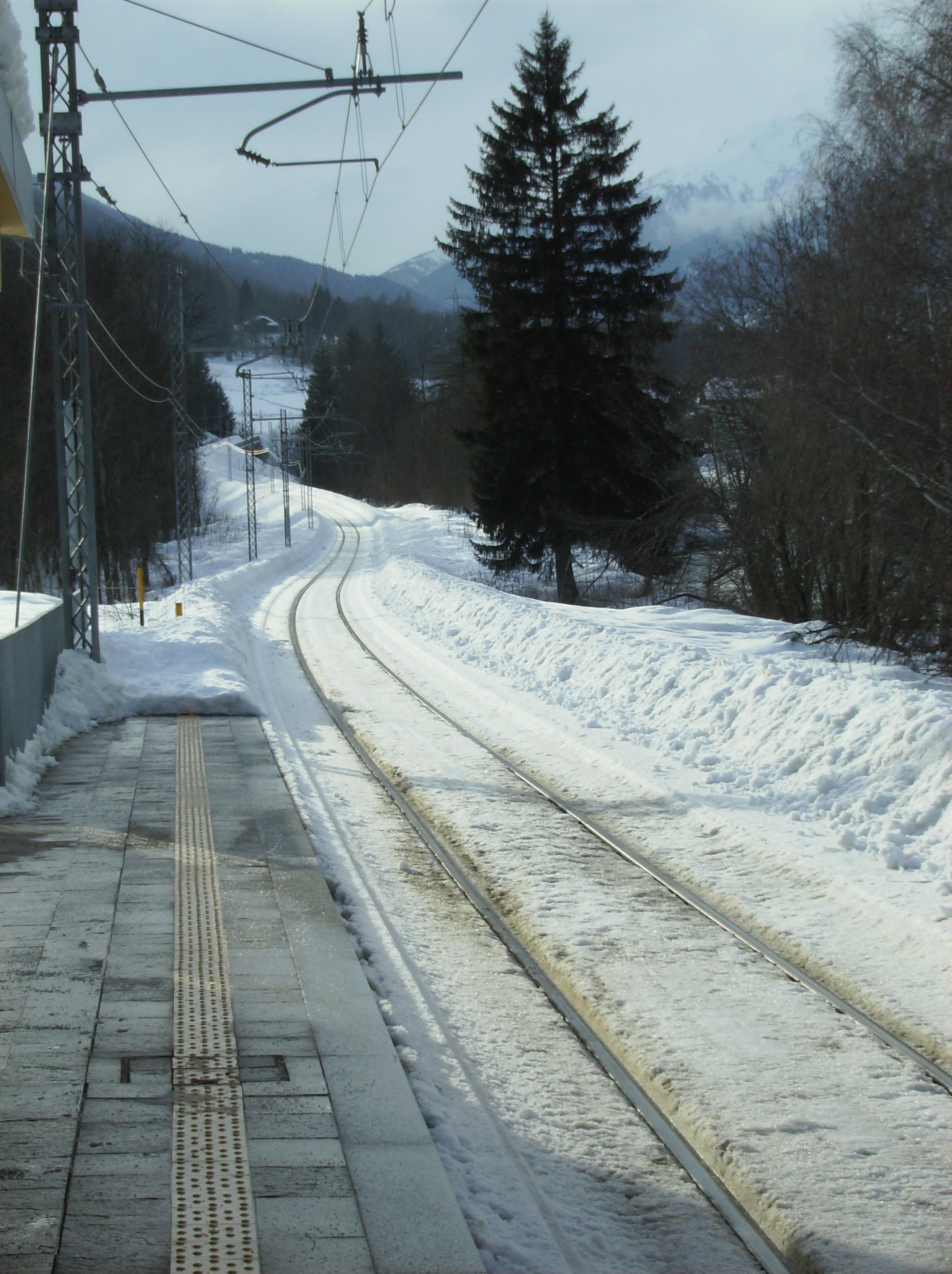
La nouvelle gare Daolasa sur la ligne Trente-Malé-Mezzana. Vue en direction du terminus Mezzana.
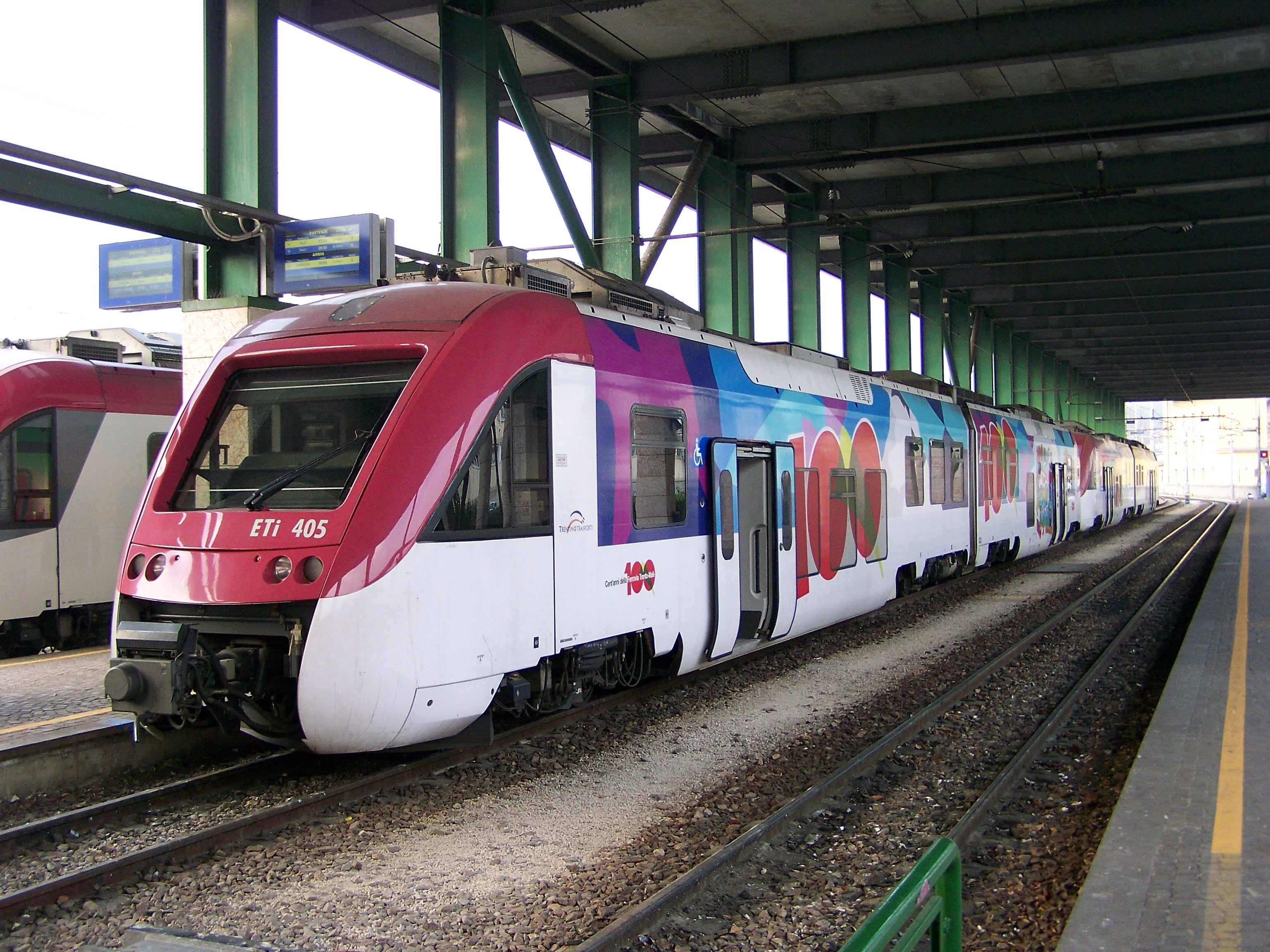
ETi serie 400 sur le chemin de fer Trente-Malé-Mezzana.

La ligne de chemin de fer Valsugana est plutôt gérée par Trenitalia, bien qu'il ait été question de sa possible provincialisation. La province autonome de Trente, bien qu'elle ne soit pas propriétaire de l'infrastructure, a acheté plusieurs trains pour cette ligne, confiant leur gestion à Trenitalia.

### Transports urbains
Les transports publics routiers dans l’ensemble du Trentin, urbains à Trente et Rovereto et suburbains dans toutes les vallées de la province, sont confiés à la société Trentino Trasporti, née de la fusion des sociétés Atesina et du chemin de fer Trente-Malé-Marilleva. Trentino Trasporti assure un service public étendu atteignant même les villages les plus petits et les plus isolés de la province.

### Desserte aérienne

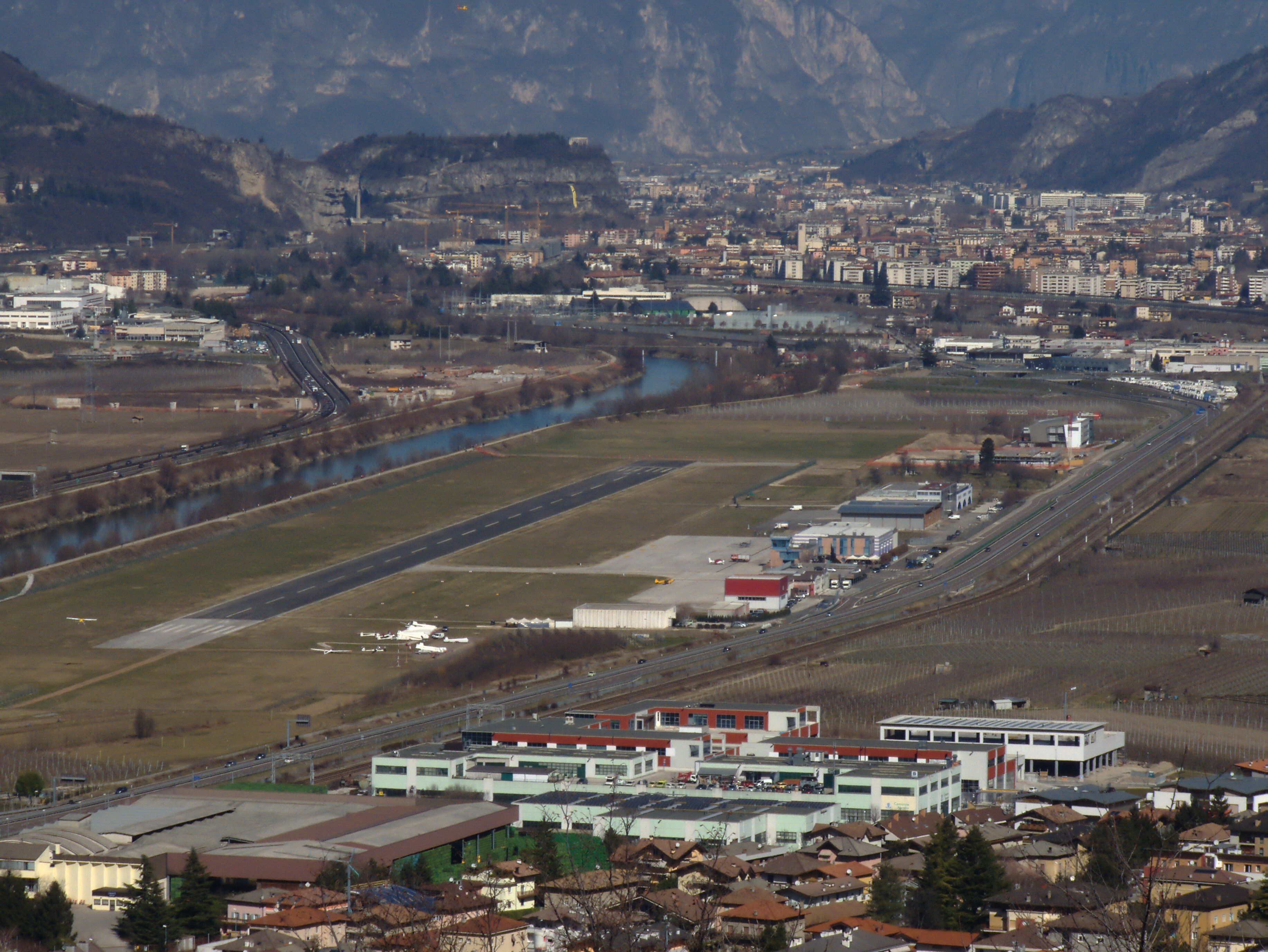
L'aéroport vu du complexe fortifié de Mattarello.

Au sud de Trente, près de Mattarello, se trouve un aéroport. Il est ouvert depuis 1969 au trafic aérien touristique national et européen, accueille les avions de tourisme, les planeurs et les hélicoptères. L'aéroport abrite le musée Gianni Caproni Air Force et le siège de l'unité d'hélicoptères de la province de Trente. 

### Pistes cyclables
Un rôle important est joué par la présence sur le territoire des pistes cyclables qui se développent sur environ 400 km ; le Trentin est traversé par la piste cyclable del Sole où l'itinéraire suit la rivière Adige et par de nombreuses pistes qui traversent les fonds de vallée des vallées du Trentin.

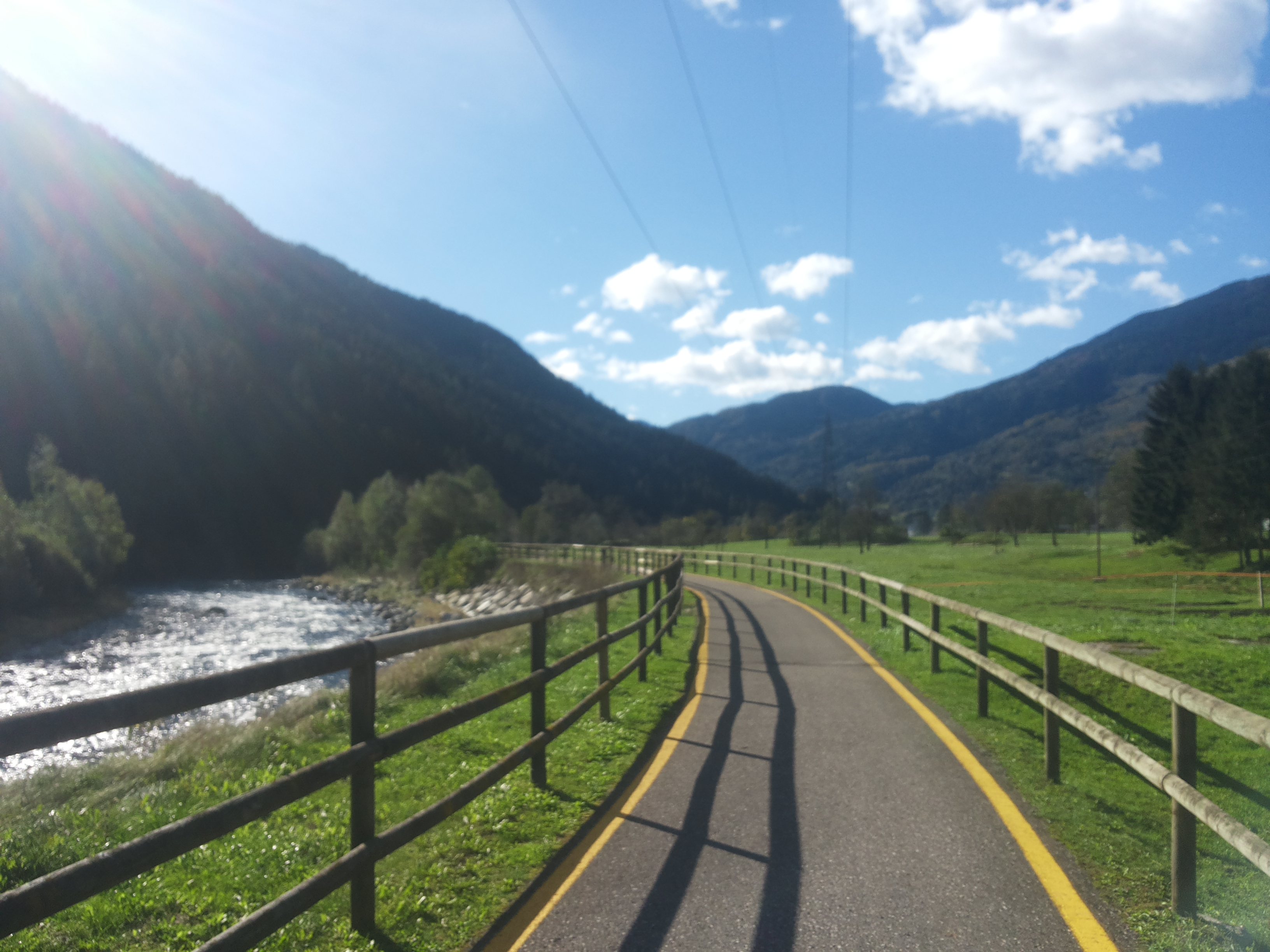
Piste cyclable Val Rendena.
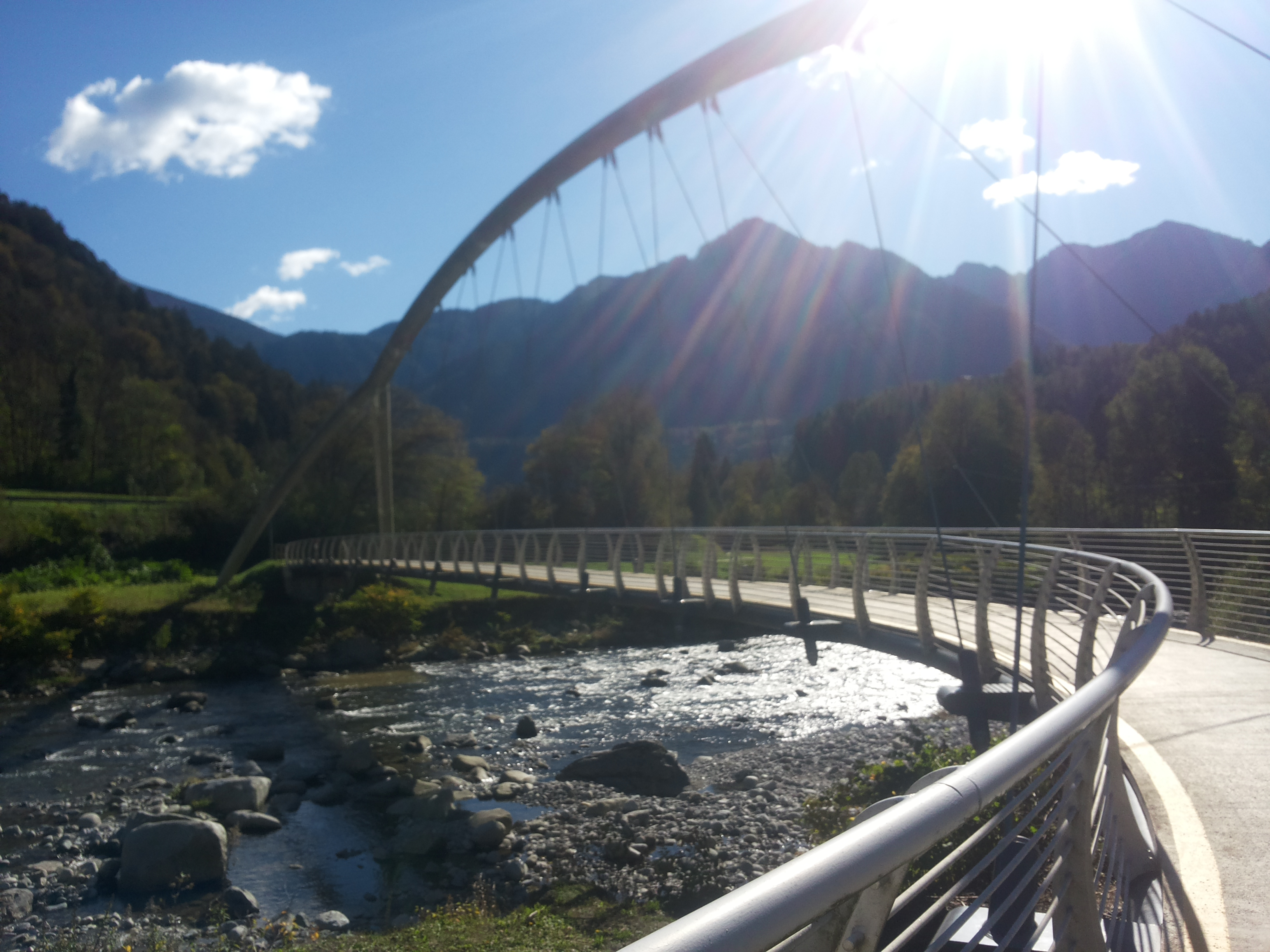
Piste cyclable Val Rendena.
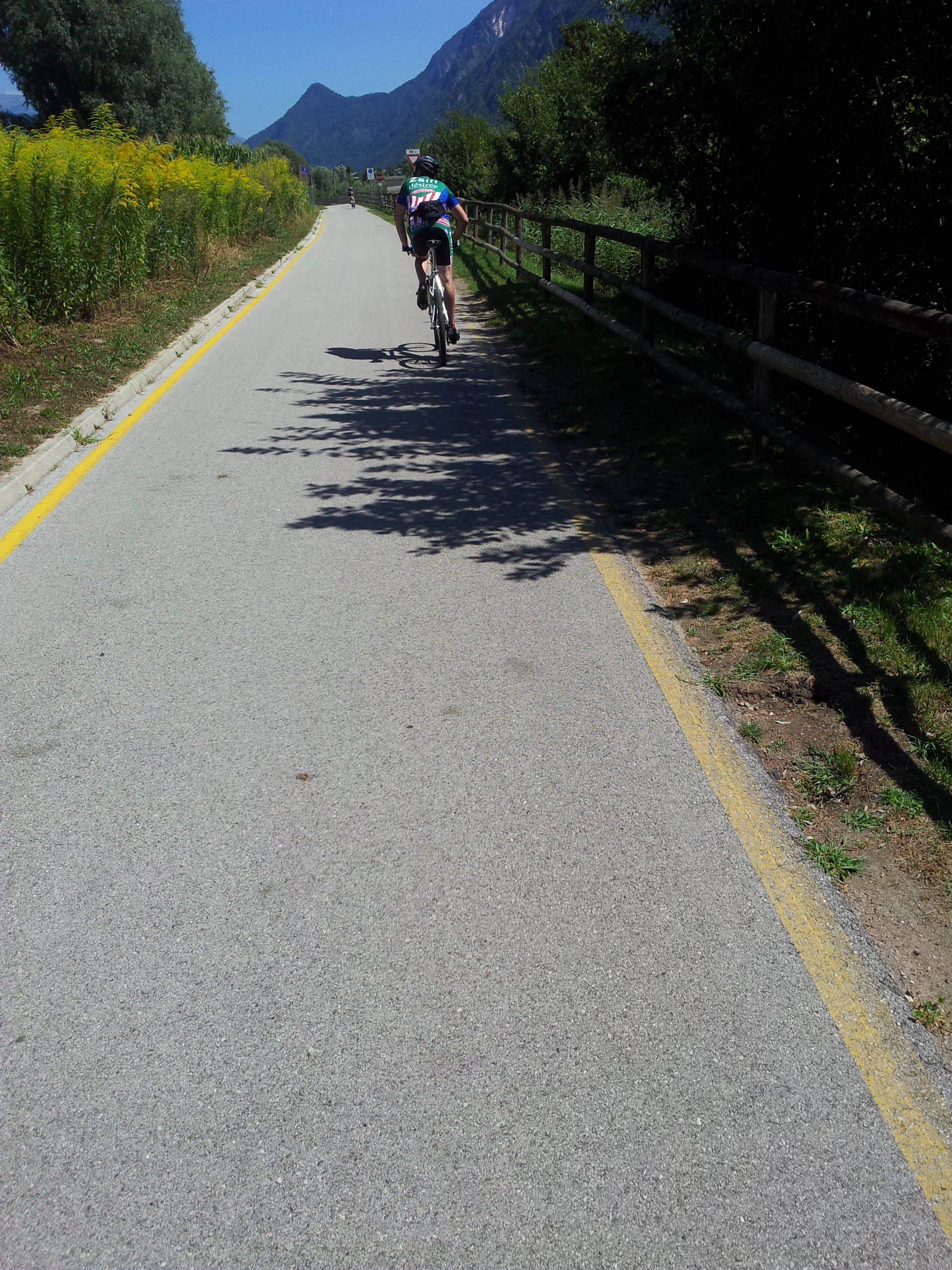
Piste cyclable Valsugana.

## Culture

### Musées

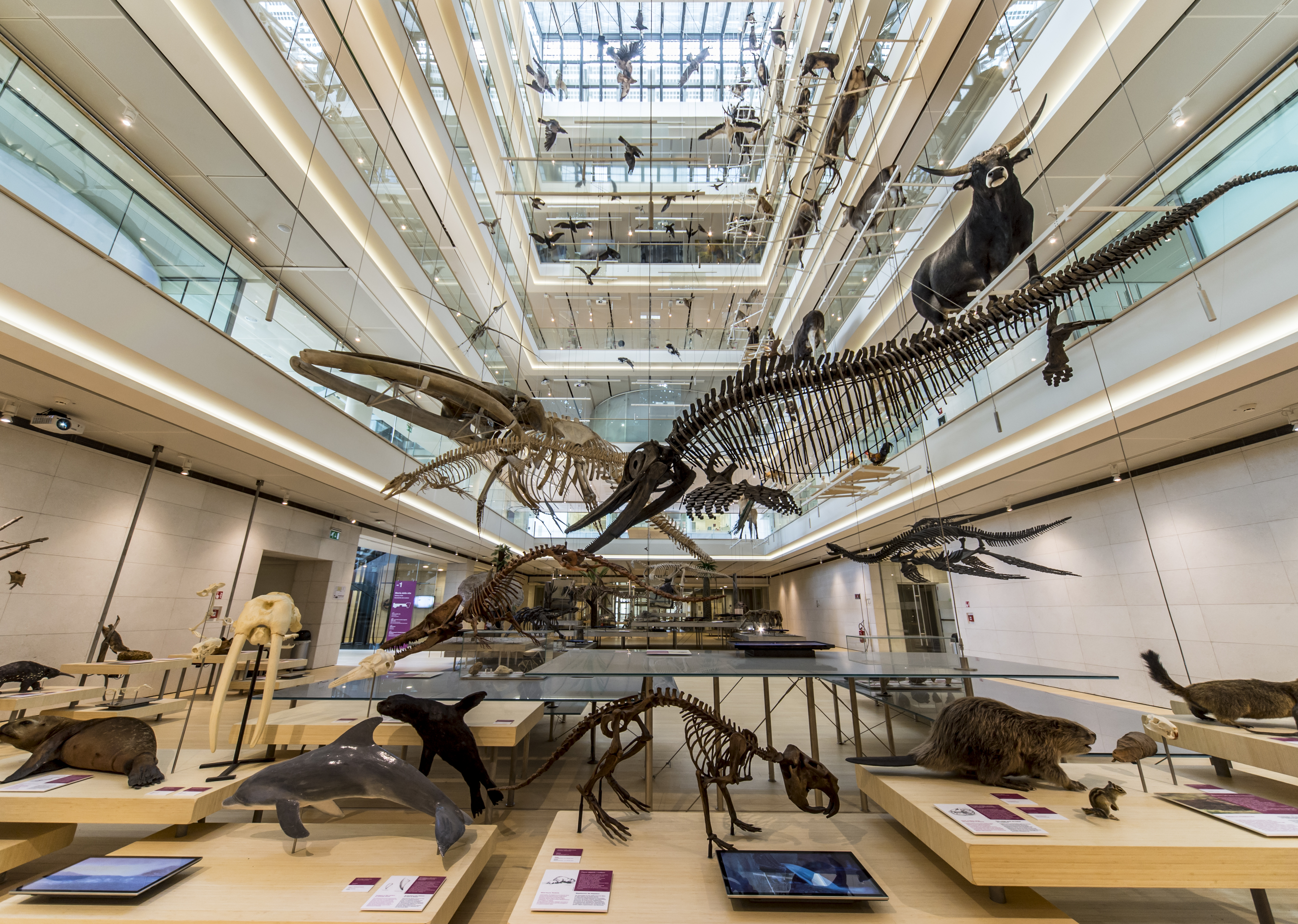
Vue intérieure du MUSE.

Sur le territoire de la province, il existe de nombreux organismes muséaux, qui ont connu un développement important au cours des vingt dernières années grâce aux moyens financiers de la province. Parmi les principaux, citons:
- le musée d'Art moderne et contemporain de Trente et Rovereto, inauguré en 2002, dont le siège est à Rovereto. La structure architecturale moderne a été conçue par Mario Botta et s'intègre harmonieusement dans le tissu historique de la ville. Le musée peut se targuer d'une vaste collection permanente d'œuvres contemporaines et vise à prendre une dimension de plus en plus internationale.
- la MUSE, musée des sciences de Trente ;
- Le Musée Civique de Rovereto, fondé en 1851 et parmi les plus anciens musées italiens ;
- le musée Buonconsiglio du château homonyme et le musée historique de Trente via Torre d'Augusto ;
- le musée tridentin des sciences naturelles , situé à Trente ;
- le musée de l'armée de l'air, dédié à Gianni Caproni (basé à Mattarello) ;
- le musée des usages et coutumes du peuple du Trentin, l'un des principaux musées de culture ethnographique et matérielle de toute la région alpine, basé à San Michele all'Adige ;
- le musée italien d'histoire de la guerre de Rovereto, dédié à la Première Guerre mondiale, installé dans le château de la ville ;
- le musée géologique des Dolomites à Predazzo.

### Institutions et associations culturelles

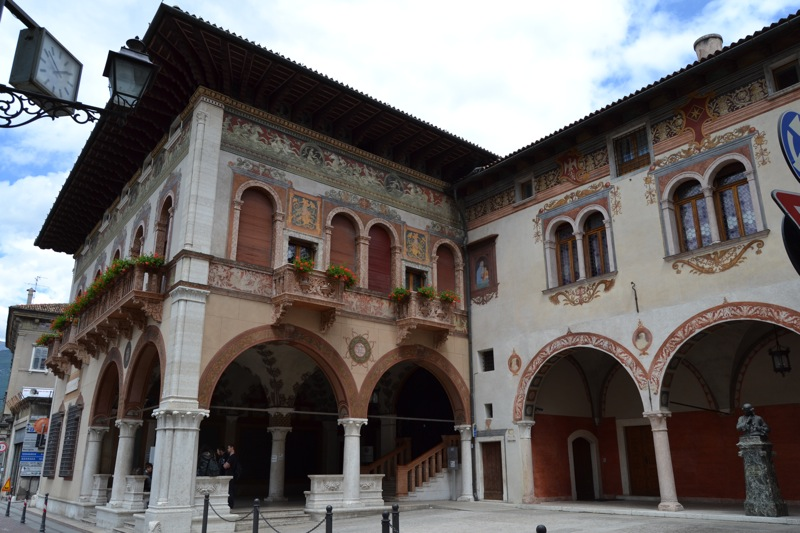
Accademia Roveretana degli Agiati.

- La Società Alpinisti Tridentini, fondée à l'époque des Habsbourg (2 septembre 1872), constitue un sujet culturel important dans le Trentin. L'association vise à promouvoir la connaissance de l'environnement montagneux du Trentin, à préserver le patrimoine naturel, à préserver le réseau de sentiers et la présence des refuges alpins, à mener des activités d'édition scientifique et commémorative ;
- En 1750, l'Académie Roveretana degli Agiati a été fondée, dont le siège est dans la capitale de la Vallagarina. Cette institution culturelle, reconnue par l'impératrice Marie-Thérèse d'Autriche en 1753, a rassemblé de nombreux érudits locaux et nationaux à travers l'histoire ;
- Sur le territoire de la province de Trente, en plus de celui de la province de Bolzano, l'orchestre Haydn est actif ;
- La tradition de la musique chorale est profondément enracinée dans le Trentin. Il y a plus de 180 chœurs (populaires, polyphoniques et enfantins), réunis dans la Fédération chorale du Trentin ;
- La fédération des Corpi Bandistici de la province de Trente, fondée en 1951 pour coordonner et organiser les fanfares du Trentin dans le but d'améliorer la qualité technique et artistique de leurs membres. Il compte 82 groupes de musiciens, 4 fanfares alpines et 41 groupes de jeunes ;
- Le Welschtiroler Schützenbund, né en 1982, avec la refondation de l'ancienne Schützenkompanie Kronmetz/Mezzocorona, compte aujourd'hui 24 sociétés, réparties sur tout le territoire provincial. Ces entreprises s'inspirent des milices historiques du comté du Tyrol, appelées Schützen ou Sizzeri. Parmi les activités entreprises, citons la participation le nettoyage des sentiers et des anciennes routes militaires et la restauration des tranchées de la Grande Guerre et de la ligne de forts appelée Fortezza di Trento.

### Manifestations culturelles
Parmi les principaux événements de la province, le festival de musique I Suoni delle Dolomiti se répète chaque année depuis 1996.

## Éducation et recherche

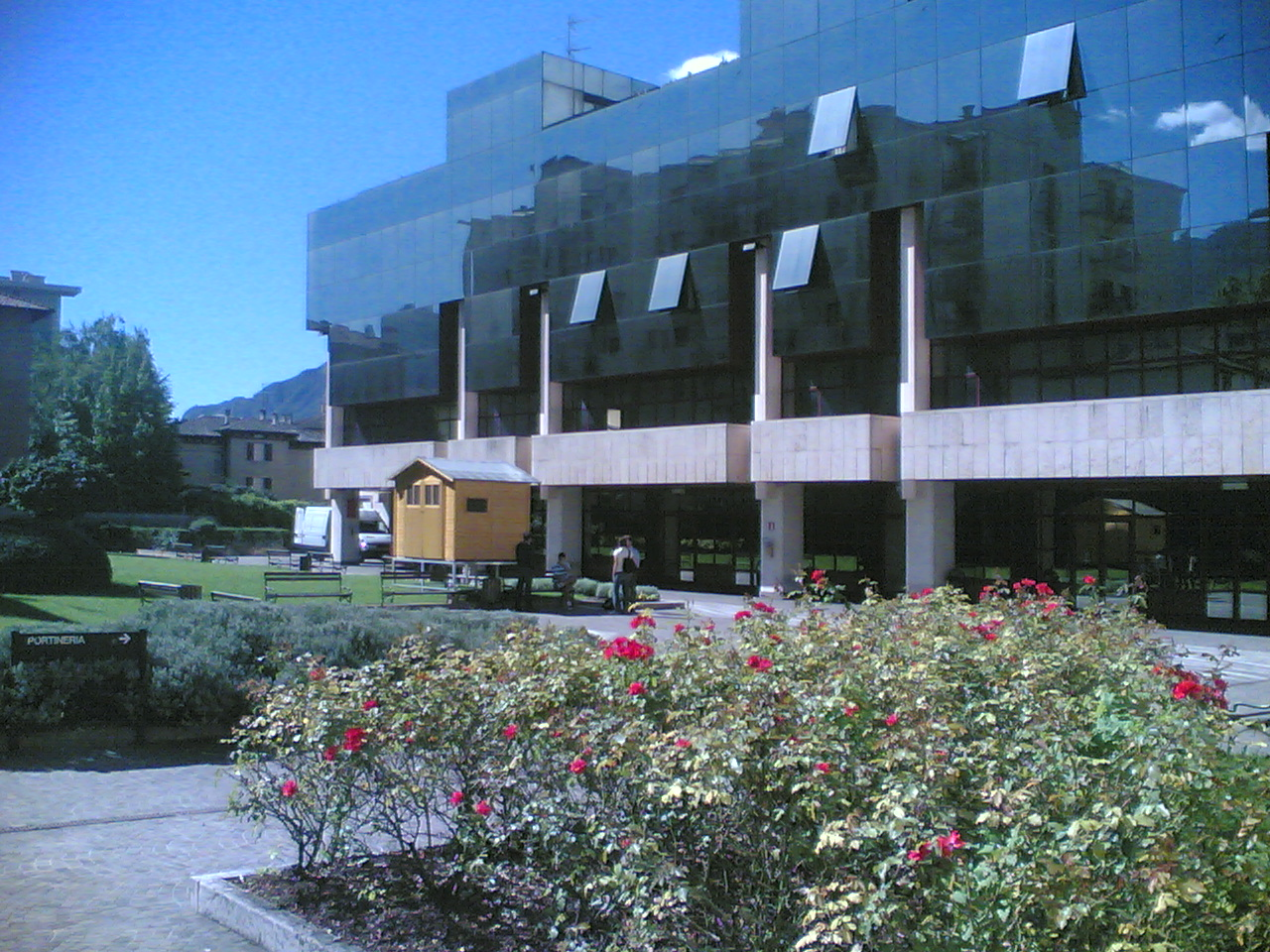
Université de Trente.

À Trente, il y a l'université de Trente, établie par la volonté du président provincial Bruno Kessler en 1962, de taille moyenne (environ dix-sept mille étudiants), mais très active au niveau international. Au début, les riches ressources de la province n'étaient pas en mesure de garantir son développement, il était alors possible que l'État prenne en charge tous les frais d'enseignement, afin que les ressources de la province puissent se concentrer sur la poursuite de son développement et sur le seul financement de la recherche (à travers l'Institut culturel du Trentin, maintenant appelé la Fondation Bruno Kessler) avec des moyens de transport plus importants que les autres réalités nationales. Il y a les départements d'économie et de gestion, de droit, de littérature et de philosophie, de sociologie, de sciences mathématiques, physiques et naturelles, et de sciences cognitives. Ce fut la première université italienne à mettre en place des cursus en sociologie, cursus avec lequel l'université est née.
La province a également donné vie à un important institut de recherche scientifique et humaniste dans les années 1960 : l'Institut Trentin de la Culture (devenu en 2007 la Fondation Bruno Kessler), structuré en deux centres scientifiques et technologiques (Matériaux et Microsystèmes et Technologies de l'Information), deux centres humanistes, l'Institut d'études historiques italo-allemandes et l'Institut des sciences religieuses. L'ECT, Centre européen d'études théoriques en physique nucléaire et dans les domaines connexes, appartient également à la Fondation Bruno Kessler.
Enfin, Trente abrite le Centre for Computational and Systems Biology CoSBi, un centre bioinformatique d'excellence scientifique et technologique qui opère dans les secteurs pharmaceutique et nutrigénomique né de l'accord signé entre le gouvernement italien, la province autonome de Trente, l'université de Trente, Microsoft et le Centre d'écologie alpine, fusionné à partir du 1er janvier 2008 dans la Fondation Edmund Mach, qui recueille le patrimoine historique de l'Institut agricole de San Michele all'Adige, un institut l'enseignement secondaire, la recherche et l'assistance technique en agriculture.

## Langue et dialectes
Diverses influences extérieures (Vénétie, Lombardie orientale, Tyrol) ont conduit à la diffusion de dialectes avec des caractères différents dans le Trentin. Ils sont essentiellement regroupés dans une zone centrale, une zone occidentale (influence lombarde) et une zone orientale (influence vénitienne).
Selon la partition linguistique proposée par Cesare Battisti en 1915, il est en effet possible de distinguer la région du Trentin proprement dit, qui comprend la capitale, la vallée de l'Adige, la vallée des lacs, la Giudicarie, le plateau de Pinè et Perginese ; la région du Trentin avec un substrat ladin, à la fois dans l'ouest du Trentin (val di Sole et val di Non) et dans l'est du Trentin (le cours moyen de l'Avisio, c'est-à-dire le val di Fiemme et la val di Cembra) ; la zone d'influence vénitienne à Primiero, dans la Valsugana dans la Vallagarina ; la zone d'influence lombarde (Giudicarie et val di Ledro).

### Les minorités linguistiques

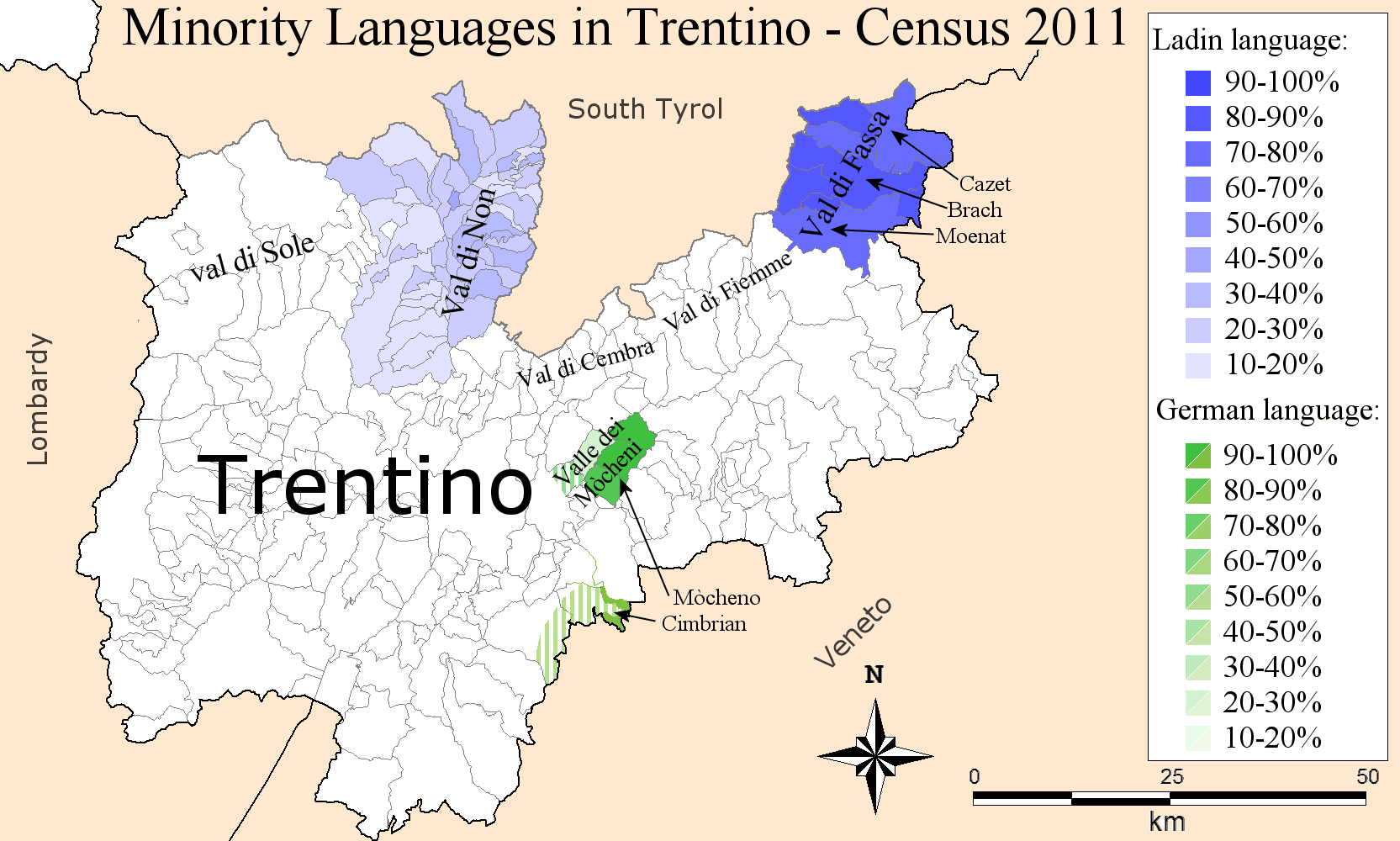
Langues minoritaires du Trentin d'après le recensement de 2011.

Dans la province, il existe également trois minorités linguistiques, dont les langues sont protégées par le statut d'autonomie régionale (article 102) et par les lois nationales et provinciales :
- la langue ladine est parlée dans le val di Fassa (Val de Fascia) : municipalités de Campitello di Fassa (Ciampedel), Canazei (Cianacei), Mazzin (Mazin), Moena (Moena), Pozza di Fassa (Poza), Soraga (Sorèga), Vigo di Fassa (Vich) , ainsi que dans les municipalités de Livinallongo et Cortina d'Ampezzo (transférées du Trentin à Belluno en 1923) et dans le val Gardena et le val Badia dans la province de Bolzano ;
- la langue mochène dans la Valle dei Mocheni (Bersntol) : municipalités de Frassilongo (Garait), Fierozzo (Gamoà Va Vlarotz) et Palù del Fersina (Palae en Bersntol) ;
- la langue Diverses influences extérieures[précision nécessaire] (principalement la cimbre à Luserna, également parlée dans une douzaine de municipalités de montagne de la Vénétie voisine.

Certaines municipalités des provinces voisines sont de langue cimbre ou ladine: ce facteur contribue à leur demande d'unification avec le Trentin. Certaines municipalités ont déjà officialisé la demande par référendum, d'autres ont l'intention de le faire.
Depuis 2001, à l'occasion du recensement décennal de la population, la population du Trentin peut déclarer son appartenance à l'une des minorités historiques.
| Minorité | Nombre d'orateurs en 2001 | 2001 pourcentage de la population du Trentin | Nombre d'orateurs en 2011 | 2011 pourcentage de la population du Trentin |
| -------- | ------------------------- | -------------------------------------------- | ------------------------- | -------------------------------------------- |
| Ladine   | 16462                     | 3.5 %                                        | 18550                     | 3.5 %                                        |
| Mochène  | 2276                      | 0.5 %                                        | 1660                      | 0.3 %                                        |
| Cimbre   | 887                       | 0.2 %                                        | 1072                      | 0.2 %                                        |

Les ladins du val di Fassa sont la minorité reconnue la plus nombreuse, suivis des communautés germanophones des mochènes et cimbres.

## Administration

### L'autonomie provinciale

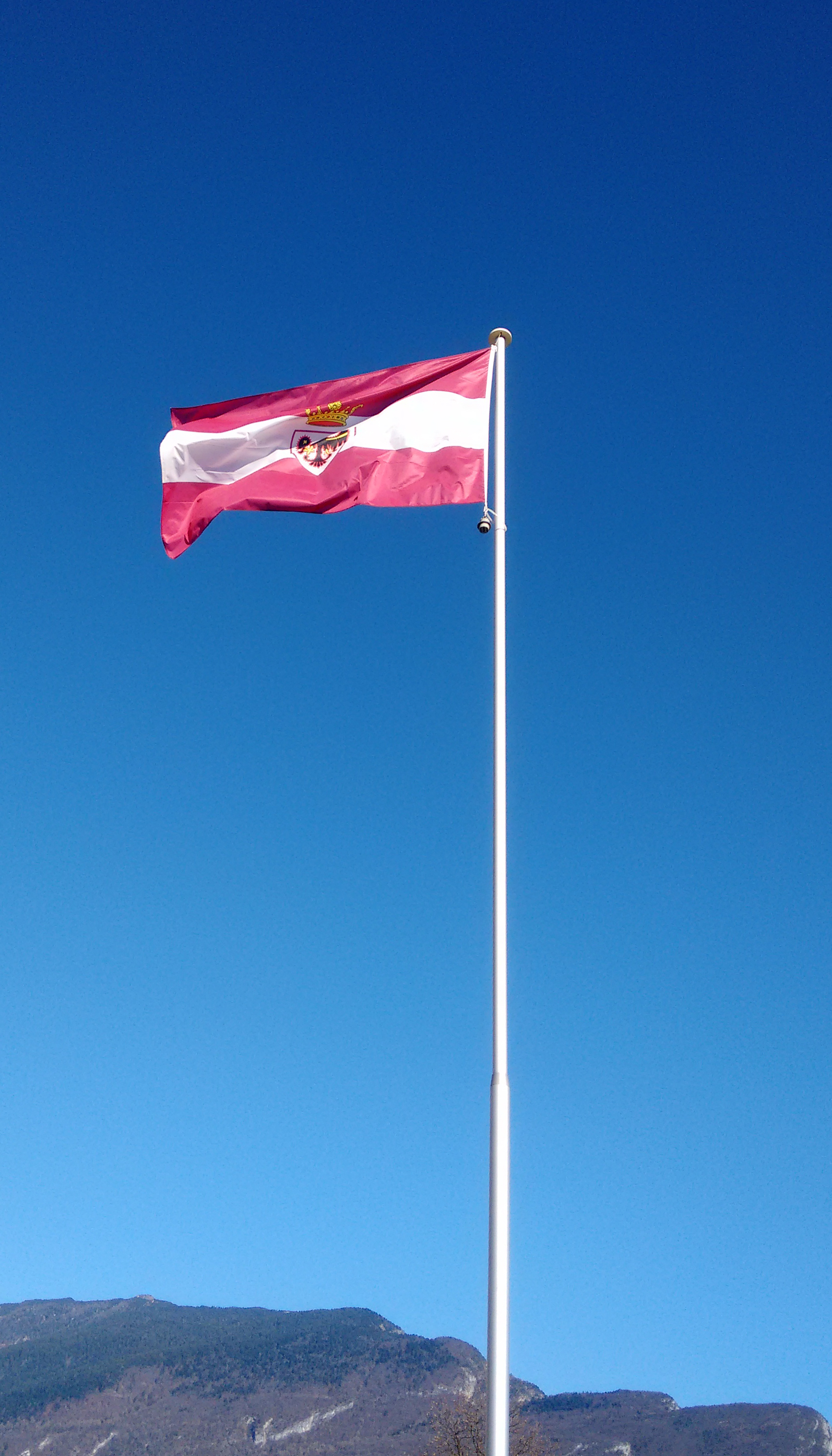
Drapeau de la province autonome de Trente.

L'autonomie du Trentin repose sur les modifications du statut d'autonomie de la région Trentin-Haut-Adige érigées en 1972 : alors que toutes les autres provinces italiennes ont de simples fonctions administratives, la province autonome de Trente (avec celle de Bolzano) a un pouvoir législatif dans de nombreux questions normalement de juridiction étatique ou régionale.
Les procurations pour la santé, l'école, la formation, le travail, les transports et les routes sont particulièrement importantes. Le financement de la province provient à 90 % des impôts à la source sur les revenus perçus sur le territoire provincial et d'une quote-part sur d'autres types d'impôts d'État (TVA, droits de succession). Demeure à charge de l'État des fonctions telles que l'armée, les contributions à l'Union européenne, les ambassades et consulats à l'étranger, la sécurité publique, le pouvoir judiciaire et les prisons.
Grâce aux ressources considérables disponibles, la province a pu apporter un fort soutien à l'économie, de l'agriculture au tourisme en passant, la culture (universités) ou encore la protection du territoire (routes, régularisation de l'eau), avec une augmentation significative des revenus. Il s'ensuit qu'une partie importante de la population active est employée dans l'administration publique et les organismes publics.
Compte tenu de la plus grande disponibilité financière par rapport aux régions voisines à statut ordinaire, il existe plusieurs projets d'agrégation des municipalités de la Vénétie et de la Lombardie au Trentin. Surtout, de nombreuses municipalités de la frontière de la Vénétie ont organisé des référendums, dans la grande majorité des cas avec un résultat positif, pour demander officiellement l'agrégation au Trentin (demandes sur lesquelles le Trentin s'est exprimé négativement). L'État italien a pris note de l'initiative en établissant avec la loi de l'État 23.12.2009 no 191 un « fonds de péréquation et de solidarité spécial pour les territoires des municipalités appartenant aux provinces des régions à statut ordinaire limitrophes des provinces de Trente et Bolzano ».
La procédure constitutionnelle de réunification des communes de Pedemonte, Magasa et Valvestino est également en cours, séparée de la province de Trente à l'époque fasciste sans ressentir les populations, est restée dépendante du Trentin pour les compétences judiciaire et immobilière. Les populations concernées se sont déjà prononcées en faveur du passage à la province autonome de Trente par référendum, tout comme la province autonome de Trente, la région Trentin-Haut-Adige, la région Lombardie et la région Vénétie se sont exprimées favorablement, tandis que le même avis en faveur de la réunification ou du transfert n'a pas trouvé beaucoup d'autres municipalités de la région de Vénétie de la région du Trentin-Haut-Adige, malgré l'opinion positive des populations relatives par référendum et le consentement exprès de la région de Vénétie.

### Conseil provincial
La fonction législative appartient au Conseil provincial, composé de 35 membres (34 plus le président de la province), dont 1 appartient à la minorité ladine. L'élection du Conseil provincial se déroule selon un système proportionnel. Le conseil des provinces de Trente et de Bolzano forment le conseil régional du Trentin-Haut-Adige. Les conseillers provinciaux sont donc également des conseillers régionaux.

### Communautés de vallée

Division historique en 11 districts jusqu'en 2006.

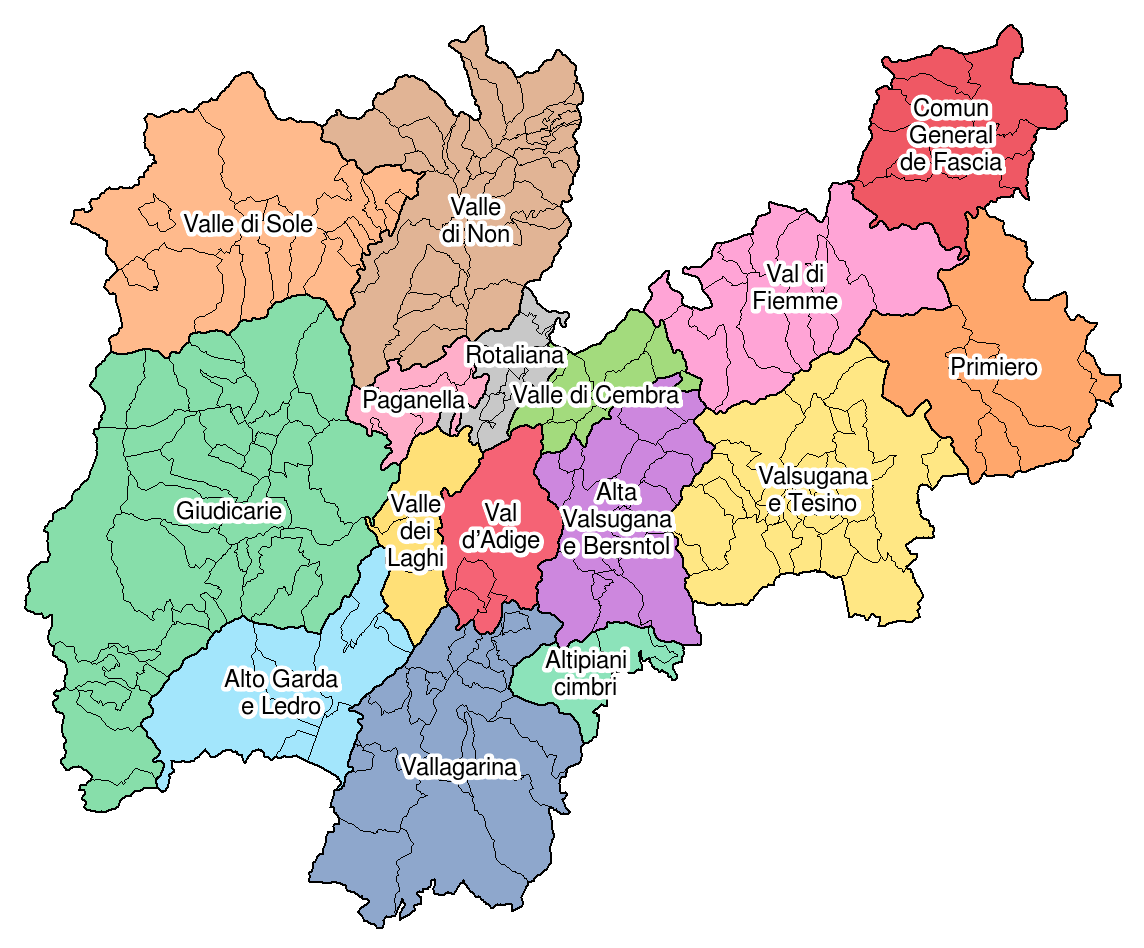
Division administrative en 15 communautés de la vallée depuis 2006.

Semblable au Tyrol du Sud, le Trentin est divisé en communautés (comunità di valle). Depuis 2006, la province en compte 15, contre 11 auparavant.
| Nom de la communauté en italien | Nom de la communauté en allemand | Siège administratif               | Superficie (km2) |
| ------------------------------- | -------------------------------- | --------------------------------- | ---------------- |
| Alta Valsugana e Bersntol       | Oberes Suganertal und Fersental  | Pergine Valsugana                 | 0394             |
| Alto Garda e Ledro              | Oberer Gardasee und Ledrotal     | Riva del Garda                    | 0353             |
| Altipiani Cimbri                | Hochebene                        | Lavarone                          | 0106             |
| Valle di Cembra                 | Zimmerstal                       | Altavalle                         | 0135             |
| Fascia                          | Fassatal                         | San Giovanni di Fassa             | 0318             |
| Paganella                       |                                  | Andalo                            | 0 97             |
| Primiero                        | Primör                           | Primiero San Martino di Castrozza | 0413             |
| Rotaliana-Königsberg            |                                  | Mezzocorona                       | 0 95             |
| Val di Fiemme                   | Fleimstal                        | Cavalese                          | 0415             |
| Val di Non                      | Nonstal                          | Cles                              | 0596             |
| Val di Sole                     | Sulzberg                         | Malè                              | 0609             |
| Vallagarina                     | Lagertal                         | Rovereto                          | 0694             |
| Valle dei Laghi                 | Sarchetal                        | Vallelaghi                        | 0140             |
| Valli Giudicarie                | Judikarien                       | Tione di Trento                   | 1 176            |
| Valsugana e Tesino              | Suganertal und Tesin             | Borgo Valsugana                   | 0578             |

## Pompiers volontaires
Dans la province de Trente (ainsi que dans la province de Bolzano) des pompiers volontaires sont présents dans chaque municipalité. La loi régionale du 20 août 1954 (no 24) oblige chaque municipalité du Trentin-Haut-Adige à se munir d'un ou plusieurs corps de pompiers volontaires. Au Trentin, il existe 239 corps de pompiers volontaires répartis dans les municipalités. Les volontaires, comme le dit le mot lui-même, font leur travail gratuitement ; les municipalités ne sont tenues d'acheter (également avec des contributions de la province) que le matériel et l'équipement nécessaires aux pompiers pour exercer leurs fonctions. Grâce à la présence généralisée des pompiers du Trentin, quelques minutes passent entre la demande d'aide à l'arrivée des équipes sur place. Les pompiers volontaires sont regroupés en 13 districts et font partie de la Fédération des pompiers volontaires de la province autonome de Trente.